# 1926
Portal Geschichte | Portal Biografien | Aktuelle Ereignisse | Jahreskalender | Tagesartikel

◄ |
19. Jahrhundert |
20. Jahrhundert
| 21. Jahrhundert

◄ |
1890er |
1900er |
1910er |
1920er
| 1930er | 1940er | 1950er | ►

◄◄ |
◄ |
1922 |
1923 |
1924 |
1925 |
1926
| 1927 | 1928 | 1929 | 1930 | ► | ►►
Staatsoberhäupter · Wahlen · Nekrolog  · Literaturjahr · Musikjahr · Filmjahr · Rundfunkjahr · Sportjahr
| Januar | Januar | Januar | Januar | Januar | Januar | Januar | Januar |
| Kw     | Mo     | Di     | Mi     | Do     | Fr     | Sa     | So     |
| ------ | ------ | ------ | ------ | ------ | ------ | ------ | ------ |
| 53     |        |        |        |        | 1      | 2      | 3      |
| 1      | 4      | 5      | 6      | 7      | 8      | 9      | 10     |
| 2      | 11     | 12     | 13     | 14     | 15     | 16     | 17     |
| 3      | 18     | 19     | 20     | 21     | 22     | 23     | 24     |
| 4      | 25     | 26     | 27     | 28     | 29     | 30     | 31     |

| Februar | Februar | Februar | Februar | Februar | Februar | Februar | Februar |
| Kw      | Mo      | Di      | Mi      | Do      | Fr      | Sa      | So      |
| ------- | ------- | ------- | ------- | ------- | ------- | ------- | ------- |
| 5       | 1       | 2       | 3       | 4       | 5       | 6       | 7       |
| 6       | 8       | 9       | 10      | 11      | 12      | 13      | 14      |
| 7       | 15      | 16      | 17      | 18      | 19      | 20      | 21      |
| 8       | 22      | 23      | 24      | 25      | 26      | 27      | 28      |

| März | März | März | März | März | März | März | März |
| Kw   | Mo   | Di   | Mi   | Do   | Fr   | Sa   | So   |
| ---- | ---- | ---- | ---- | ---- | ---- | ---- | ---- |
| 9    | 1    | 2    | 3    | 4    | 5    | 6    | 7    |
| 10   | 8    | 9    | 10   | 11   | 12   | 13   | 14   |
| 11   | 15   | 16   | 17   | 18   | 19   | 20   | 21   |
| 12   | 22   | 23   | 24   | 25   | 26   | 27   | 28   |
| 13   | 29   | 30   | 31   |      |      |      |      |

| April | April | April | April | April | April | April | April |
| Kw    | Mo    | Di    | Mi    | Do    | Fr    | Sa    | So    |
| ----- | ----- | ----- | ----- | ----- | ----- | ----- | ----- |
| 13    |       |       |       | 1     | 2     | 3     | 4     |
| 14    | 5     | 6     | 7     | 8     | 9     | 10    | 11    |
| 15    | 12    | 13    | 14    | 15    | 16    | 17    | 18    |
| 16    | 19    | 20    | 21    | 22    | 23    | 24    | 25    |
| 17    | 26    | 27    | 28    | 29    | 30    |       |       |

| Mai | Mai | Mai | Mai | Mai | Mai | Mai | Mai |
| Kw  | Mo  | Di  | Mi  | Do  | Fr  | Sa  | So  |
| --- | --- | --- | --- | --- | --- | --- | --- |
| 17  |     |     |     |     |     | 1   | 2   |
| 18  | 3   | 4   | 5   | 6   | 7   | 8   | 9   |
| 19  | 10  | 11  | 12  | 13  | 14  | 15  | 16  |
| 20  | 17  | 18  | 19  | 20  | 21  | 22  | 23  |
| 21  | 24  | 25  | 26  | 27  | 28  | 29  | 30  |
| 22  | 31  |     |     |     |     |     |     |

| Juni | Juni | Juni | Juni | Juni | Juni | Juni | Juni |
| Kw   | Mo   | Di   | Mi   | Do   | Fr   | Sa   | So   |
| ---- | ---- | ---- | ---- | ---- | ---- | ---- | ---- |
| 22   |      | 1    | 2    | 3    | 4    | 5    | 6    |
| 23   | 7    | 8    | 9    | 10   | 11   | 12   | 13   |
| 24   | 14   | 15   | 16   | 17   | 18   | 19   | 20   |
| 25   | 21   | 22   | 23   | 24   | 25   | 26   | 27   |
| 26   | 28   | 29   | 30   |      |      |      |      |

| Juli | Juli | Juli | Juli | Juli | Juli | Juli | Juli |
| Kw   | Mo   | Di   | Mi   | Do   | Fr   | Sa   | So   |
| ---- | ---- | ---- | ---- | ---- | ---- | ---- | ---- |
| 26   |      |      |      | 1    | 2    | 3    | 4    |
| 27   | 5    | 6    | 7    | 8    | 9    | 10   | 11   |
| 28   | 12   | 13   | 14   | 15   | 16   | 17   | 18   |
| 29   | 19   | 20   | 21   | 22   | 23   | 24   | 25   |
| 30   | 26   | 27   | 28   | 29   | 30   | 31   |      |

| August | August | August | August | August | August | August | August |
| Kw     | Mo     | Di     | Mi     | Do     | Fr     | Sa     | So     |
| ------ | ------ | ------ | ------ | ------ | ------ | ------ | ------ |
| 30     |        |        |        |        |        |        | 1      |
| 31     | 2      | 3      | 4      | 5      | 6      | 7      | 8      |
| 32     | 9      | 10     | 11     | 12     | 13     | 14     | 15     |
| 33     | 16     | 17     | 18     | 19     | 20     | 21     | 22     |
| 34     | 23     | 24     | 25     | 26     | 27     | 28     | 29     |
| 35     | 30     | 31     |        |        |        |        |        |

| September | September | September | September | September | September | September | September |
| Kw        | Mo        | Di        | Mi        | Do        | Fr        | Sa        | So        |
| --------- | --------- | --------- | --------- | --------- | --------- | --------- | --------- |
| 35        |           |           | 1         | 2         | 3         | 4         | 5         |
| 36        | 6         | 7         | 8         | 9         | 10        | 11        | 12        |
| 37        | 13        | 14        | 15        | 16        | 17        | 18        | 19        |
| 38        | 20        | 21        | 22        | 23        | 24        | 25        | 26        |
| 39        | 27        | 28        | 29        | 30        |           |           |           |

| Oktober | Oktober | Oktober | Oktober | Oktober | Oktober | Oktober | Oktober |
| Kw      | Mo      | Di      | Mi      | Do      | Fr      | Sa      | So      |
| ------- | ------- | ------- | ------- | ------- | ------- | ------- | ------- |
| 39      |         |         |         |         | 1       | 2       | 3       |
| 40      | 4       | 5       | 6       | 7       | 8       | 9       | 10      |
| 41      | 11      | 12      | 13      | 14      | 15      | 16      | 17      |
| 42      | 18      | 19      | 20      | 21      | 22      | 23      | 24      |
| 43      | 25      | 26      | 27      | 28      | 29      | 30      | 31      |

| November | November | November | November | November | November | November | November |
| Kw       | Mo       | Di       | Mi       | Do       | Fr       | Sa       | So       |
| -------- | -------- | -------- | -------- | -------- | -------- | -------- | -------- |
| 44       | 1        | 2        | 3        | 4        | 5        | 6        | 7        |
| 45       | 8        | 9        | 10       | 11       | 12       | 13       | 14       |
| 46       | 15       | 16       | 17       | 18       | 19       | 20       | 21       |
| 47       | 22       | 23       | 24       | 25       | 26       | 27       | 28       |
| 48       | 29       | 30       |          |          |          |          |          |

| Dezember | Dezember | Dezember | Dezember | Dezember | Dezember | Dezember | Dezember |
| Kw       | Mo       | Di       | Mi       | Do       | Fr       | Sa       | So       |
| -------- | -------- | -------- | -------- | -------- | -------- | -------- | -------- |
| 48       |          |          | 1        | 2        | 3        | 4        | 5        |
| 49       | 6        | 7        | 8        | 9        | 10       | 11       | 12       |
| 50       | 13       | 14       | 15       | 16       | 17       | 18       | 19       |
| 51       | 20       | 21       | 22       | 23       | 24       | 25       | 26       |
| 52       | 27       | 28       | 29       | 30       | 31       |          |          |

| Januar | Januar | Januar | Januar | Januar | Januar | Januar | Januar |
| Kw     | Mo     | Di     | Mi     | Do     | Fr     | Sa     | So     |
| ------ | ------ | ------ | ------ | ------ | ------ | ------ | ------ |
| 53     |        |        |        |        | 1      | 2      | 3      |
| 1      | 4      | 5      | 6      | 7      | 8      | 9      | 10     |
| 2      | 11     | 12     | 13     | 14     | 15     | 16     | 17     |
| 3      | 18     | 19     | 20     | 21     | 22     | 23     | 24     |
| 4      | 25     | 26     | 27     | 28     | 29     | 30     | 31     |

| Februar | Februar | Februar | Februar | Februar | Februar | Februar | Februar |
| Kw      | Mo      | Di      | Mi      | Do      | Fr      | Sa      | So      |
| ------- | ------- | ------- | ------- | ------- | ------- | ------- | ------- |
| 5       | 1       | 2       | 3       | 4       | 5       | 6       | 7       |
| 6       | 8       | 9       | 10      | 11      | 12      | 13      | 14      |
| 7       | 15      | 16      | 17      | 18      | 19      | 20      | 21      |
| 8       | 22      | 23      | 24      | 25      | 26      | 27      | 28      |

| März | März | März | März | März | März | März | März |
| Kw   | Mo   | Di   | Mi   | Do   | Fr   | Sa   | So   |
| ---- | ---- | ---- | ---- | ---- | ---- | ---- | ---- |
| 9    | 1    | 2    | 3    | 4    | 5    | 6    | 7    |
| 10   | 8    | 9    | 10   | 11   | 12   | 13   | 14   |
| 11   | 15   | 16   | 17   | 18   | 19   | 20   | 21   |
| 12   | 22   | 23   | 24   | 25   | 26   | 27   | 28   |
| 13   | 29   | 30   | 31   |      |      |      |      |

| April | April | April | April | April | April | April | April |
| Kw    | Mo    | Di    | Mi    | Do    | Fr    | Sa    | So    |
| ----- | ----- | ----- | ----- | ----- | ----- | ----- | ----- |
| 13    |       |       |       | 1     | 2     | 3     | 4     |
| 14    | 5     | 6     | 7     | 8     | 9     | 10    | 11    |
| 15    | 12    | 13    | 14    | 15    | 16    | 17    | 18    |
| 16    | 19    | 20    | 21    | 22    | 23    | 24    | 25    |
| 17    | 26    | 27    | 28    | 29    | 30    |       |       |

| Mai | Mai | Mai | Mai | Mai | Mai | Mai | Mai |
| Kw  | Mo  | Di  | Mi  | Do  | Fr  | Sa  | So  |
| --- | --- | --- | --- | --- | --- | --- | --- |
| 17  |     |     |     |     |     | 1   | 2   |
| 18  | 3   | 4   | 5   | 6   | 7   | 8   | 9   |
| 19  | 10  | 11  | 12  | 13  | 14  | 15  | 16  |
| 20  | 17  | 18  | 19  | 20  | 21  | 22  | 23  |
| 21  | 24  | 25  | 26  | 27  | 28  | 29  | 30  |
| 22  | 31  |     |     |     |     |     |     |

| Juni | Juni | Juni | Juni | Juni | Juni | Juni | Juni |
| Kw   | Mo   | Di   | Mi   | Do   | Fr   | Sa   | So   |
| ---- | ---- | ---- | ---- | ---- | ---- | ---- | ---- |
| 22   |      | 1    | 2    | 3    | 4    | 5    | 6    |
| 23   | 7    | 8    | 9    | 10   | 11   | 12   | 13   |
| 24   | 14   | 15   | 16   | 17   | 18   | 19   | 20   |
| 25   | 21   | 22   | 23   | 24   | 25   | 26   | 27   |
| 26   | 28   | 29   | 30   |      |      |      |      |

| Juli | Juli | Juli | Juli | Juli | Juli | Juli | Juli |
| Kw   | Mo   | Di   | Mi   | Do   | Fr   | Sa   | So   |
| ---- | ---- | ---- | ---- | ---- | ---- | ---- | ---- |
| 26   |      |      |      | 1    | 2    | 3    | 4    |
| 27   | 5    | 6    | 7    | 8    | 9    | 10   | 11   |
| 28   | 12   | 13   | 14   | 15   | 16   | 17   | 18   |
| 29   | 19   | 20   | 21   | 22   | 23   | 24   | 25   |
| 30   | 26   | 27   | 28   | 29   | 30   | 31   |      |

| August | August | August | August | August | August | August | August |
| Kw     | Mo     | Di     | Mi     | Do     | Fr     | Sa     | So     |
| ------ | ------ | ------ | ------ | ------ | ------ | ------ | ------ |
| 30     |        |        |        |        |        |        | 1      |
| 31     | 2      | 3      | 4      | 5      | 6      | 7      | 8      |
| 32     | 9      | 10     | 11     | 12     | 13     | 14     | 15     |
| 33     | 16     | 17     | 18     | 19     | 20     | 21     | 22     |
| 34     | 23     | 24     | 25     | 26     | 27     | 28     | 29     |
| 35     | 30     | 31     |        |        |        |        |        |

| September | September | September | September | September | September | September | September |
| Kw        | Mo        | Di        | Mi        | Do        | Fr        | Sa        | So        |
| --------- | --------- | --------- | --------- | --------- | --------- | --------- | --------- |
| 35        |           |           | 1         | 2         | 3         | 4         | 5         |
| 36        | 6         | 7         | 8         | 9         | 10        | 11        | 12        |
| 37        | 13        | 14        | 15        | 16        | 17        | 18        | 19        |
| 38        | 20        | 21        | 22        | 23        | 24        | 25        | 26        |
| 39        | 27        | 28        | 29        | 30        |           |           |           |

| Oktober | Oktober | Oktober | Oktober | Oktober | Oktober | Oktober | Oktober |
| Kw      | Mo      | Di      | Mi      | Do      | Fr      | Sa      | So      |
| ------- | ------- | ------- | ------- | ------- | ------- | ------- | ------- |
| 39      |         |         |         |         | 1       | 2       | 3       |
| 40      | 4       | 5       | 6       | 7       | 8       | 9       | 10      |
| 41      | 11      | 12      | 13      | 14      | 15      | 16      | 17      |
| 42      | 18      | 19      | 20      | 21      | 22      | 23      | 24      |
| 43      | 25      | 26      | 27      | 28      | 29      | 30      | 31      |

| November | November | November | November | November | November | November | November |
| Kw       | Mo       | Di       | Mi       | Do       | Fr       | Sa       | So       |
| -------- | -------- | -------- | -------- | -------- | -------- | -------- | -------- |
| 44       | 1        | 2        | 3        | 4        | 5        | 6        | 7        |
| 45       | 8        | 9        | 10       | 11       | 12       | 13       | 14       |
| 46       | 15       | 16       | 17       | 18       | 19       | 20       | 21       |
| 47       | 22       | 23       | 24       | 25       | 26       | 27       | 28       |
| 48       | 29       | 30       |          |          |          |          |          |

| Dezember | Dezember | Dezember | Dezember | Dezember | Dezember | Dezember | Dezember |
| Kw       | Mo       | Di       | Mi       | Do       | Fr       | Sa       | So       |
| -------- | -------- | -------- | -------- | -------- | -------- | -------- | -------- |
| 48       |          |          | 1        | 2        | 3        | 4        | 5        |
| 49       | 6        | 7        | 8        | 9        | 10       | 11       | 12       |
| 50       | 13       | 14       | 15       | 16       | 17       | 18       | 19       |
| 51       | 20       | 21       | 22       | 23       | 24       | 25       | 26       |
| 52       | 27       | 28       | 29       | 30       | 31       |          |          |

## Ereignisse

### Politik und Weltgeschehen

#### Weimarer Republik
- 1. Januar: Im Deutschen Reich wird der Einkommensfreibetrag von 960 auf 1200 Reichsmark angehoben.
- 20. Januar: Dem im Dezember wegen der Regierungskrise nach Unterzeichnung der Verträge von Locarno zurückgetretenen Kabinett Luther I folgt das Kabinett Luther II.
- 8. Februar: Deutschland beantragt die Aufnahme in den Völkerbund.
- 24. April: Berliner Vertrag. Deutschland schließt mit der UdSSR einen Freundschaftsvertrag.
- 18. Mai: Misstrauensvotum gegen Hans Luther im Reichstag (Näheres hier). Ihm folgt das Kabinett Marx III.
- 8. September: Einstimmige Aufnahme Deutschlands in den Völkerbund
- 10. Dezember: Der deutsche Außenminister Gustav Stresemann erhält gemeinsam mit seinem französischen Amtskollegen Aristide Briand den Friedensnobelpreis.
- 23. Dezember: Durch das Arbeitsgerichtsgesetz wird in der Weimarer Republik das Reichsarbeitsgericht geschaffen und die Tätigkeit der Justiz in Arbeitssachen geregelt.

#### Sowjetunion
- 1. Februar: Beginn der Zwangskollektivierung in Kirgisistan.
- 1. Februar: Die Stadt Nowonikolajewsk wird in Nowosibirsk umbenannt.
- 15. April: Die UdSSR erklärt unter norwegischen Protesten das gesamte Territorium zwischen dem sowjetischen Festland und dem Nordpol zum sowjetischen Hoheitsgebiet und annektiert den Archipel Franz-Josef-Land.
- 17. August: Erstmals wird der Leninpreis verliehen.
- 31. August: Unterzeichnung des Neutralitäts- und Nichtangriffsvertrages zwischen der UdSSR und Afghanistan mit einer Laufzeit von drei Jahren.
- 23. Oktober: Ausschluss Leo Trotzkis aus dem Politbüro des ZK der WKP (B).

#### Weitere Ereignisse in Europa
- 1. Januar: Heinrich Häberlin wird Bundespräsident der Schweiz.
- 1. Januar: In der Türkei beginnt die Zeitrechnung nach dem Gregorianischen Kalender.
- 18. Februar: Die türkische Regierung beschließt, die Vielehe und das Haremssystem abzuschaffen und das Schweizer Zivilgesetzbuch (ZGB) zu übernehmen.
- 23. März: In Irland wird von Éamon de Valera die Fianna-Fáil-Partei gegründet. Sie lehnt den Anglo-Irischen Vertrag ab und ändert diese Haltung erst viele Jahre später.
- 20. April: Der amerikanische Finanzminister Andrew W. Mellon und der französische Botschafter in Washington, Henri Bérénger, schließen ein Fundierungsabkommen über Frankreichs interalliierte Kriegsschulden aus dem Ersten Weltkrieg.
- 4. bis 12. Mai: England: Bergwerksbesitzer wollen Lohnkürzungen und Arbeitszeitverlängerungen durchsetzen und betreiben Aussperrung; der Gewerkschaftsbund (Trades Union Congress) ruft zu einem landesweiten Generalstreik auf. Dieser wird allgemein befolgt und legt das Land weitgehend lahm. Die Regierung setzt die Armee ein.
- 12. bis 15. Mai: Maiputsch in Polen durch Marschall Józef Piłsudski.

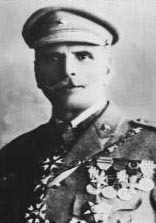
General Gomes da Costa

- 28. Mai: Der Putsch des Generals Gomes da Costa führt zum Ende der ersten Republik in Portugal.
- 30. Mai: Portugal: Nach dem Putsch vom 28. Mai tritt mit Ministerpräsident António Maria da Silva die letzte frei gewählte Regierung zurück.
- 31. Oktober: In Bologna versucht der fünfzehnjährige Anteo Zamboni den faschistischen Ministerpräsidenten Benito Mussolini bei einer Gedenkparade an den Marsch auf Rom zu erschießen. Der Attentäter wird von umstehenden Faschisten attackiert und gelyncht. Er stirbt am selben Tag.
- 27. November: Die Regierung Albaniens schließt den ersten Tiranapakt mit Italien und erhält im Gegenzug Finanzhilfen und Unterstützung beim Aufbau der Polizei. Präsident Ahmet Zogu stärkt mit dem Vertrag seine innenpolitische Stellung.

#### Asien
- 25. April: In Teheran wird Reza Pahlavi zum neuen Schah Persiens gekrönt.
- 16. Mai: In der neu gegründeten Republik Türkei beginnt der erste  Ararat-Aufstand kurdischer Nationalisten.
- 9. Juli: Mit dem Ziel der Wiedervereinigung Chinas startet die Kuomintang den Nordfeldzug.

#### Afrika
- 27. Mai: Französisch-Spanische Truppen zerschlagen die Rif-Republik. Damit endet der Rifkrieg. Er hatte 1921 begonnen; zwischen Juli 1923 und Kriegsende verschossen bzw. warfen die Spanier über 10.000 Senfgas-Behälter.

### Wirtschaft

#### Messen und Ausstellungen
- 20.–28. Februar: Die Grüne Woche Berlin, eine Messe für landwirtschaftliche Erzeugnisse, findet erstmals statt.
- 8. Mai: In Düsseldorf wird die Große Ausstellung für Gesundheit, soziale Fürsorge und Leibesübungen (GeSoLei) eröffnet, die bis zum 15. Oktober 1926 über 7,5 Millionen Menschen besuchen.
- 3. September: Einweihung des Funkturms Berlin anlässlich der 3. Funkausstellung.

#### Unternehmensgründungen
- 6. Januar: Die Deutsche Lufthansa wird gegründet (Betriebsaufnahme 6. April 1926).

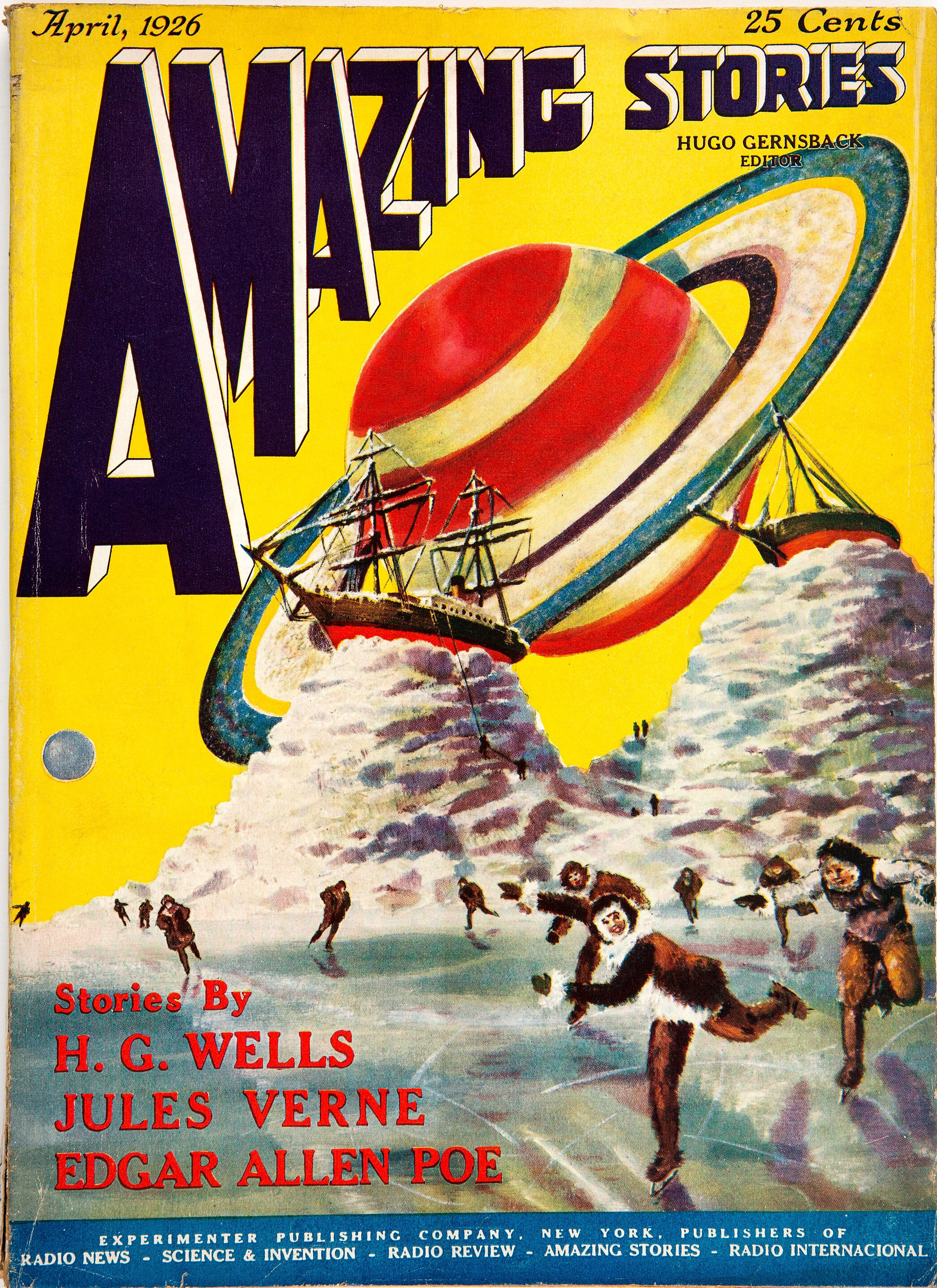
Amazing Stories, Titelblatt der Erstausgabe vom April 1926

- April: Das US-amerikanische Pulp-Magazin Amazing Stories erscheint erstmals. Verleger und Herausgeber ist der Science-Fiction-Autor Hugo Gernsback.
- 22. Februar: Als erste deutsche Autobank wird in Berlin unter der Firma Ford Credit Company die Ford Bank gegründet.
- 28. Juni: Die von den Automobilpionieren gegründeten Unternehmen „Benz & Co Rheinische Gasmotorenfabrik Mannheim“ (Benz & Cie. ab 1899) und „Daimler-Motoren-Gesellschaft“ fusionieren zur Daimler-Benz AG mit Sitz in Berlin.
- 30. September: Gründung des Internationalen Stahlkartells
- 15. November: Die National Broadcasting Company (NBC) nimmt als Network seinen Sendebetrieb in den Vereinigten Staaten mit Radioprogrammen auf.
- Gründung des Unternehmens IG Farbenindustrie AG in Frankfurt am Main
- Das Unternehmen Ducati wird von Adriano und Marcello Ducati in Bologna (Italien) gegründet. Die Società Scientifica Radiobrevetti Ducati produziert zunächst Bauteile für Radios.

#### Währungspolitik
- 3. April: Honduras führt als Währung den Lempira ein.

#### Sonstiges
- 12. Juli: Winston Churchill und Joseph Caillaux, die Finanzminister von Großbritannien und Frankreich, schließen ein Fundierungsabkommen für die interalliierten Kriegsschulden.
- 22. September: Der plötzliche Rücktritt ihres langjährigen Gouverneurs und eine Artikelserie im Sensationsblatt Der Abend über die Österreichische Postsparkasse rütteln die Politiker auf. Ein Parlamentsausschuss deckt im Postsparkassenskandal nach mehrwöchigen Untersuchungen enorme Verluste des Instituts aus Spekulationsgeschäften, aus einem fragwürdigen Kredit sowie teuren Stützungsaktionen für andere Banken auf.

### Wissenschaft und Technik

#### Aviation
- März: Erstflug der Fokker F.VII
- 16. März: Erster Start einer Flüssigkeitsrakete von Robert Goddard in den USA
- 9. Mai: Der US-amerikanische Polarforscher Richard Evelyn Byrd überquert nach eigenen Angaben mit seinem Copiloten Floyd Bennett als erster Mensch mit einem Flugzeug den Nordpol, eine Behauptung, die jedoch nie bewiesen werden kann.
- 11. Mai: Umberto Nobile startet im norwegischen Ny-Ålesund mit dem Luftschiff Norge zur Fahrt über den Nordpol.
- 12. Mai: Umberto Nobile überfliegt im Luftschiff „Norge“ gemeinsam mit Roald Amundsen und dem amerikanischen Millionär Lincoln Ellsworth den Nordpol, drei Tage nach dem Amerikaner Richard Evelyn Byrd.
- 19. Juni: Der Trag- und Hubschrauber von Erfinder Engelbert Zaschka wird im Deutschen Reich zum Patent angemeldet.
- Juni: Erstflug der Ford Tri-Motor Tin-Goose
- 16. August: Eröffnung des Flughafens Salzburg
- September: Erstflug der De Havilland DH 66 Hercules
- September: Erstflug der Dornier Do R Super Wal
- Oktober: Erstflug der Blériot 165
- 26. November: Erstflug des ersten freitragenden Ganzmetall-Bombenflugzeuges Tupolew TB-1
- Erstflug der Latécoère Laté 21

#### Medizin
- Alexander Bogdanow wird Direktor des ersten Instituts für Bluttransfusionen, dessen Zielsetzung eine Verjüngung der Empfänger ist.
- In der allgemeinen Gebührenordnung für Ärzte wird die Psychoanalyse als neues Aufgabengebiet aufgenommen.

#### Naturwissenschaften
- Juli: Max Born veröffentlicht die erste von zwei Arbeiten zur statistischen Interpretation der Quantenmechanik.
- Enrico Fermi entwickelt seine Quantenstatistik.
- Paul Dirac stellt den Zusammenhang zwischen der Fermi-Statistik mit der Quantenmechanik her.
- Erwin Schrödinger veröffentlicht fünf Arbeiten zur Wellenmechanik („Quantisierung als Eigenwertproblem“, Schrödingergleichung). Schrödinger weist die Äquivalenz von Wellen- und Matrizenmechanik nach.

#### Technische Errungenschaften
- 9. Februar: Der norwegische Ingenieur Erik Rotheim erfindet die Sprühdose.
- 9. Mai: Das mit einem Flettner-Rotor ausgestattete Rotorschiff Buckau sorgt in New York City bei seiner Ankunft nach der Atlantiküberquerung für Aufsehen.
- 13. Mai: Die größte Hängebrücke in Brasilien wird eröffnet. Die Hercílio-Luz-Brücke in Florianópolis stellt die Verbindung vom Festland zur Insel Santa Catarina her.
- 27. Januar: Vor Mitgliedern der Royal Institution of Great Britain führt John Logie Baird funktionierendes mechanisches Fernsehen vor.
- Mart Stam entwickelt den Freischwinger.

### Kultur

#### Musik und Theater

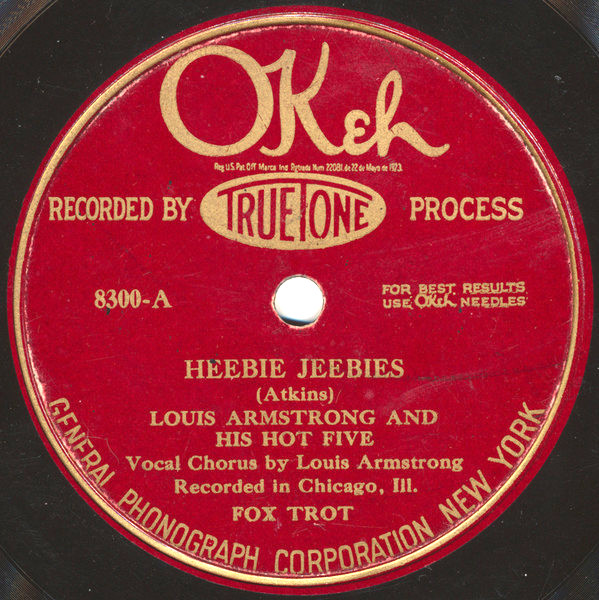
Heebie Jeebies, 1926

- 26. Februar: Geschichte des Jazz: Louis Armstrong and His Hot Five spielen beim Plattenlabel Okeh Records den Song Heebie Jeebies ein. Am nächsten Tag haben sie ihren ersten von nur zwei öffentlichen Auftritten im Chicagoer Coliseum Theatre. Der zweite Auftritt von Louis Armstrong, seiner zweiten Frau Lil Hardin Armstrong, Johnny Dodds, Kid Ory und Johnny St. Cyr erfolgt am 12. Juni.
- 26. März: Die Uraufführung der Operette Die Zirkusprinzessin von Emmerich Kálmán erfolgt am Theater an der Wien in Wien. Das Libretto verfassten Julius Brammer und Alfred Grünwald.
- 8. Februar: Im tschechischen avantgardistischen Theater Osvobozené divadlo wird mit Molières George Dandin das erste Stück aufgeführt. Nur wenige Personen besuchen die Vorstellung.
- 24. April: In Hamburg hat die Operette Adrienne von Walter Wilhelm Goetze mit dem Libretto von Günther Bibo und Alexander Pordes-Milo nach der Komödie Adrienne Lecouvreur von Eugène Scribe und Ernest Legouvé ihre Uraufführung.

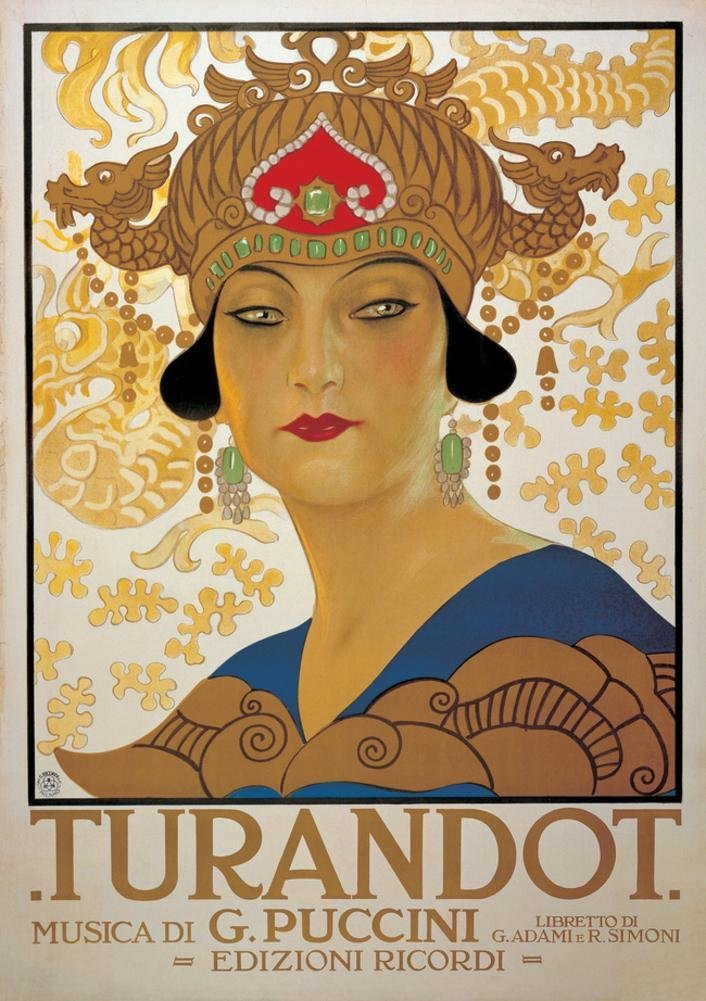
Plakat von 1926

- 25. April: Turandot von Giacomo Puccini nach dem gleichnamigen Theaterstück von Carlo Gozzi wird am Teatro alla Scala di Milano in Mailand uraufgeführt. Die Oper ist erst nach dem Tod Puccinis von Franco Alfano nach Skizzen des Komponisten fertiggestellt worden.
- 28. April: Die Uraufführung der Oper Kováč Wieland (Wieland der Schmied) von Ján Levoslav Bella findet in Bratislava statt.
- 7. Mai: Die Uraufführung der Oper Les Malheurs d'Orphée von Darius Milhaud erfolgt am Théâtre de la Monnaie in Brüssel.
- 26. Juni: Die Sinfonietta von Leoš Janáček wird in Prag uraufgeführt.
- 25. September: Die Uraufführung der Operette Lady Hamilton von Eduard Künneke findet am Schauspielhaus Breslau statt.
- 8. November: Die Uraufführung des Musicals Oh, Kay! von George Gershwin findet am Imperial Theatre in New York statt.
- 9. November: An der Dresdner Staatsoper findet die Uraufführung von Paul Hindemiths Oper Cardillac unter der musikalischen Leitung von Fritz Busch statt. Die Oper mit dem Libretto von Ferdinand Lion nach der Novelle Das Fräulein von Scuderi von E. T. A. Hoffmann mit Robert Burg in der Hauptrolle wird von der Kritik verrissen.
- 27. November: Die Tanzpantomime Der wunderbare Mandarin von Béla Bartók wird in Köln uraufgeführt. Wegen angeblicher Unmoral lässt der Kölner Oberbürgermeister Konrad Adenauer weitere Aufführungen verbieten.
- 8. Dezember: Die Uraufführung der Oper A Witch of Salem von Charles Wakefield Cadman erfolgt in Chicago.
- 14. Dezember: Die Oper Der Golem von Eugen d’Albert wird in Frankfurt uraufgeführt.
- Der Verband der Gemeinschaften der Künstlerinnen und Kunstförderer e. V. GEDOK wird gegründet.

### Gesellschaft
- 3. Dezember: Agatha Christie verlässt nach einem Streit mit ihrem Ehemann das Haus und verschwindet. Ihr Auto wird wenige Tage später verlassen an einem See gefunden. Nach einer spektakulären Suchaktion, über die unter anderem New York Times berichtet und an der sich auch Arthur Conan Doyle beteiligt, findet man die Schriftstellerin zehn Tage nach ihrem Verschwinden in einem Hotel in Harrogate. In der Folge beschäftigt die Frage der Kosten der Suchaktion auch das britische Parlament. Ihre Familie verbreitet die Darstellung, dass sie einen fast vollständigen Gedächtnisverlust für diese Tage erlitten habe.

### Religion
- 28. Februar: In der Enzyklika Rerum Ecclesiae weist Papst Pius XI. auf die Pflicht zur Missionsarbeit hin. Missionare sollen auch aus den Missionsländern selbst entstehen.
- 20. Juni: Gründung der Christengemeinde Elim in Hamburg
- 7. September: In Vietnam stiftet Ngô Văn Chiêu die Religion des Caodaismus.
- 18. November: Über die Verfolgung der Kirche in Mexiko empört sich Papst Pius XI. in der Enzyklika Iniquis afflictisque.
- 20. Dezember: Pius XI. verurteilt die Action française (AF) und ihre Ideologie.
- 29. Dezember: Pius XI. lässt die Schriften des AF-Gründers Charles Maurras auf den Index Librorum Prohibitorum setzen.

### Katastrophen
- 18. September: Miami-Hurrikan (1926)
- 4. Oktober: Beim Eisenbahnunfall im Rickentunnel sterben neun Menschen an einer Kohlenmonoxidvergiftung. Das Zugspersonal wird daraufhin mit Sauerstoffmasken ausgerüstet. In Wattwil und Kaltbrunn werden Rettungsgeräte stationiert und die Eisenbahnstrecke innerhalb kürzester Zeit elektrifiziert.

Kleinere Unglücksfälle sind in den Unterartikeln von Katastrophe und in der Liste von Katastrophen aufgeführt.

### Sport
- 26. März: Durch die Fusion zweier Vereine entsteht der Fußballklub Real Oviedo in Asturien.
- 18. April: In der Geschichte des Hörfunks wird die erste Übertragung eines deutschen Fußballländerspiels verzeichnet. In Düsseldorf trennen sich die deutsche Elf und die Niederlande mit 4:2.
- 31. Mai: Indien, Neuseeland und die West Indies werden Full Member der Imperial Cricket Conference (dem heutigen International Cricket Council, ICC).
- 11. Juli: Austragung des ersten Großen Preises von Deutschland auf der AVUS in Berlin. Sieger ist Rudolf Caracciola auf einem modifizierten Mercedes-M218-Grand-Prix-Rennwagen von 1924.
- 1. August: Der SSC Neapel wird gegründet.
- 6. August: Gertrude Ederle durchschwimmt als erste Frau den Ärmelkanal.
- Im Mai gelingt es dem Unternehmen Garelli auf der Rennstrecke von Monza, bei nur einem Versuch 138 Weltrekorde aufzustellen, die zum Teil heute noch gültig sind.

## Nobelpreise
- Physik: Jean-Baptiste Perrin
- Chemie: Theodor Svedberg
- Medizin: Johannes Fibiger
- Literatur: Grazia Deledda
- Friedensnobelpreis: Aristide Briand und Gustav Stresemann

## Geboren

### Januar
- 01. Januar: Ingeborg Feustel, deutsche Schriftstellerin († 1998)
- 01. Januar: Maria Frisé, deutsche Journalistin und Schriftstellerin († 2022)
- 01. Januar: Hilda Múdra, slowakische Eiskunstlauftrainerin österreichischer Herkunft († 2021)
- 01. Januar: Ruth Schmidt-Wiegand, deutsche Germanistin und Rechtshistorikerin († 2014)
- 01. Januar: Heinz-Josef Stammel, deutscher Pressefotograf, Journalist und Autor († 1990)
- 01. Januar: Claudio Villa, italienischer Sänger und Schauspieler († 1987)
- 01. Januar: Leon Weintraub, in Polen geborener Holocaustüberlebender und Zeitzeuge
- 01. Januar: Detlev Witte, deutscher Schauspieler, Synchronsprecher und Hörspielregisseur († 2004)
- 02. Januar: Howard Caine, US-amerikanischer Schauspieler († 1993)
- 03. Januar: W. Michael Blumenthal, US-amerikanischer Finanzminister und Direktor des Jüdischen Museums Berlin
- 03. Januar: George Martin, britischer Musiker und Musikproduzent († 2016)
- 03. Januar: Pedro Mesías, chilenischer Pianist und Dirigent († 2007)
- 03. Januar: Nell Rankin, US-amerikanische Opernsängerin († 2005)
- 04. Januar: Harry Levy, britischer Musikmanager († 2007)
- 05. Januar: Veikko Karvonen, finnischer Leichtathlet († 2007)
- 05. Januar: Walther Leisler Kiep, deutscher Politiker († 2016) Walther Leisler Kiep (1973)

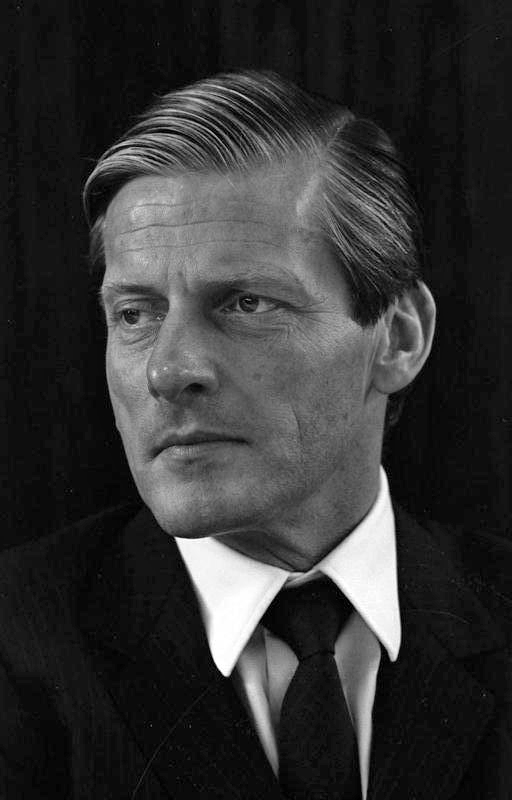
Walther Leisler Kiep (1973)

- 06. Januar: Armando Aste, italienischer Alpinist († 2017)
- 06. Januar: Kid Gavilán, kubanischer Boxer († 2003)
- 06. Januar: Walter Sedlmayr, deutscher Schauspieler († 1990)
- 06. Januar: Tachihara Masaaki, japanischer Schriftsteller († 1980)
- 07. Januar: Hans Achim Gussone, deutscher Forstwissenschaftler († 1997)
- 07. Januar: Kim Jong-pil, südkoreanischer Politiker († 2018)
- 07. Januar: Claude Kirk junior, US-amerikanischer Politiker († 2011)
- 07. Januar: Otto Knoch, deutscher katholischer Theologe, Priester und Hochschullehrer († 1993)
- 08. Januar: Jani Christou, ägyptischer Komponist († 1970)
- 08. Januar: Dieter Hasselblatt, deutscher Hörspielredakteur und Autor († 1997)
- 10. Januar: Ingeborg Bukor, deutsche Bildhauerin († 1986)
- 10. Januar: Jack Kyle, irischer Rugbyspieler († 2014)
- 12. Januar: Morton Feldman, US-amerikanischer Komponist († 1987)
- 12. Januar: Ray Price, US-amerikanischer Country-Sänger († 2013)
- 13. Januar: Michael Bond, britischer Schriftsteller († 2017)
- 13. Januar: Jacques Dewez, französischer Unternehmer und Automobilrennfahrer († 2005)
- 14. Januar: Robert Heinz Abeles, US-amerikanischer Chemiker († 2000)
- 15. Januar: Abdus Samad Azad, bengalischer Politiker († 2005)
- 15. Januar: Guido Baumann, schweizerischer Journalist († 1992)
- 15. Januar: Karl-Alfred Jacobsson, schwedischer Fußballspieler († 2015)
- 15. Januar: Maria Schell, österreichisch-schweizerische Schauspielerin († 2005)

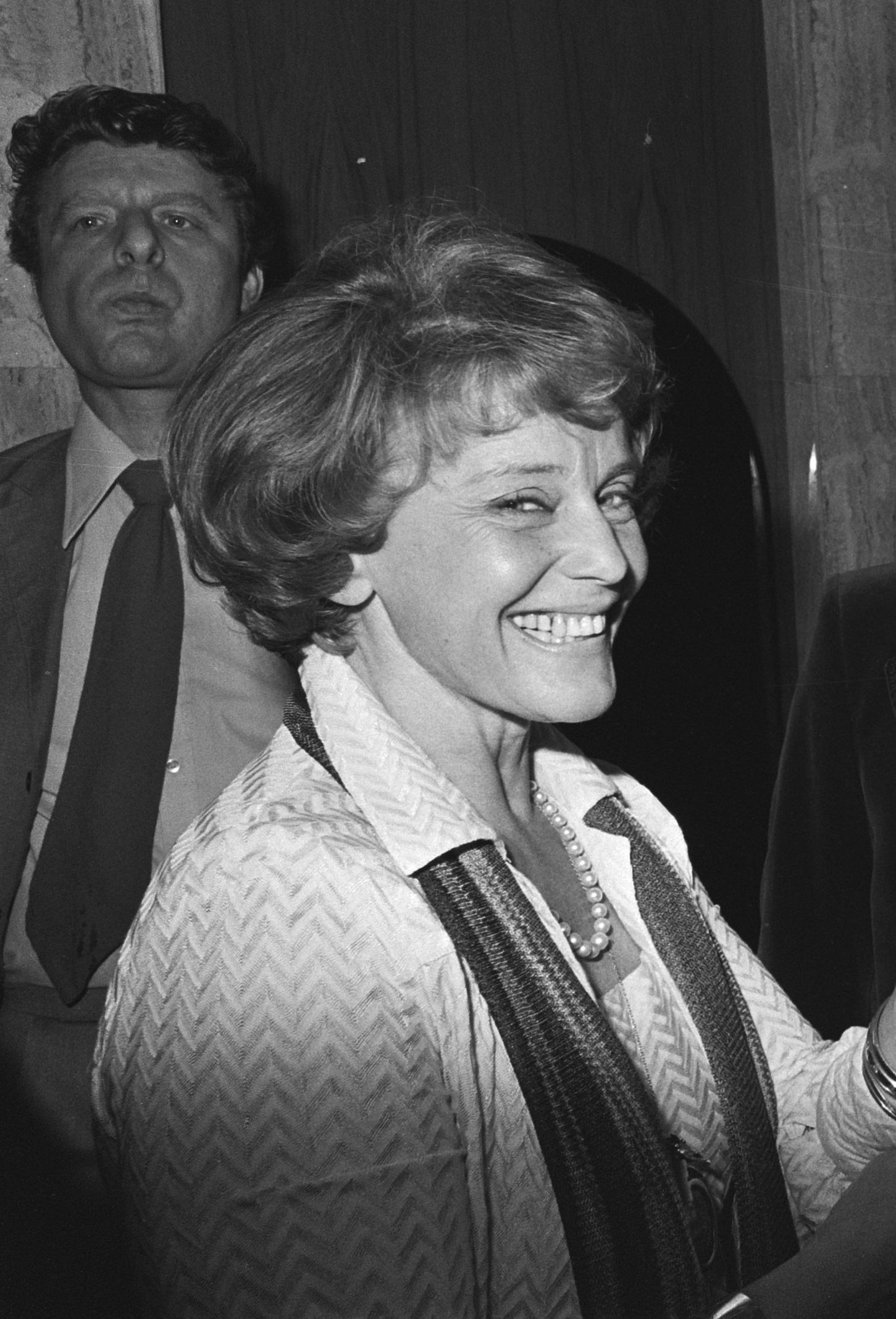
Maria Schell

- 15. Januar: Günther Schellong, deutscher Mediziner († 2015)
- 16. Januar: Yoshino Hiroshi, japanischer Lyriker († 2014)
- 17. Januar: Robert Filliou, französischer Künstler († 1987)
- 17. Januar: Wolf Jobst Siedler, deutscher Publizist († 2013)
- 18. Januar: Seth Abderhalden, Schweizer Bergsteiger und Extremkletterer († 1960)
- 19. Januar: Hermann Herder, deutscher Verleger († 2011)
- 19. Januar: José Alfredo Jiménez, mexikanischer Sänger und Komponist († 1973)
- 19. Januar: Hans-Jürgen Massaquoi, deutsch-amerikanischer Journalist und Schriftsteller († 2013)
- 19. Januar: Fritz Weaver, US-amerikanischer Schauspieler († 2016)
- 20. Januar: Fritz Bennewitz, deutscher Theaterregisseur († 1995)
- 20. Januar: Patricia Neal, US-amerikanische Schauspielerin († 2010)
- 20. Januar: David Tudor, US-amerikanischer Pianist, Pionier für elektronische und experimentelle Musik († 1996)
- 21. Januar: Giuseppe Alberigo, italienischer römisch-katholischer Theologe und Kirchenhistoriker († 2007)
- 21. Januar: Truck Branss, deutscher Rundfunk- und Fernsehregisseur († 2005)
- 21. Januar: Clive Donner, britischer Filmregisseur († 2010)
- 22. Januar: Hubert Aratym, österreichischer Maler († 2000)
- 22. Januar: Aurèle Nicolet, schweizerischer Flötist († 2016)
- 23. Januar: Friedrich-Wilhelm von Sell, deutscher Intendant († 2014)
- 24. Januar: Ruth Asawa, US-amerikanische Bildhauerin († 2013)
- 24. Januar: Georges Lautner, französischer Filmregisseur († 2013)
- 25. Januar: Youssef Chahine, ägyptischer Filmregisseur († 2008)
- 25. Januar: Ted White, US-amerikanischer Stuntman und Schauspieler († 2022)
- 26. Januar: Eugeniusz Lewacki, polnischer Eishockeyspieler († 2025)
- 26. Januar: Kurt-Heinz Stolze, deutscher Komponist, Pianist, Cembalist und Dirigent († 1970)
- 27. Januar: Heinz Aull, deutscher Politiker († 1996)
- 27. Januar: Ingrid Thulin, schwedische Schauspielerin († 2004)
- 28. Januar: Abdolkarim Mousavi Ardebili, persischer Geistlicher († 2016)
- 28. Januar: Gene Hartley, US-amerikanischer Automobilrennfahrer († 1993)
- 28. Januar: Otto Milfait, österreichischer Heimatforscher († 2022)
- 29. Januar: Franco Cerri, italienischer Jazzgitarrist († 2021)
- 29. Januar: Robert Falkenburg, US-amerikanischer und brasilianischer Tennisspieler († 2022)
- 29. Januar: Abdus Salam, pakistanischer Physiker und Nobelpreisträger († 1996)
- 29. Januar: Mario Suárez, venezolanischer Sänger († 2018)
- 29. Januar: Ernst Träger, deutscher Richter des Bundesverfassungsgerichts († 2015)
- 30. Januar: Wassili Alexandrowitsch Archipow, sowjetischer Marineoffizier († 1998)
- 30. Januar: Ursula Langrock, deutsche Schauspielerin († 2000)
- 31. Januar: Maria Emanuel Markgraf von Meißen, Chef des Hauses Wettin († 2012)
- 31. Januar: Johannes Joachim Degenhardt, deutscher Kardinal und Erzbischof von Paderborn († 2002) Johannes Joachim Kardinal Degenhardt

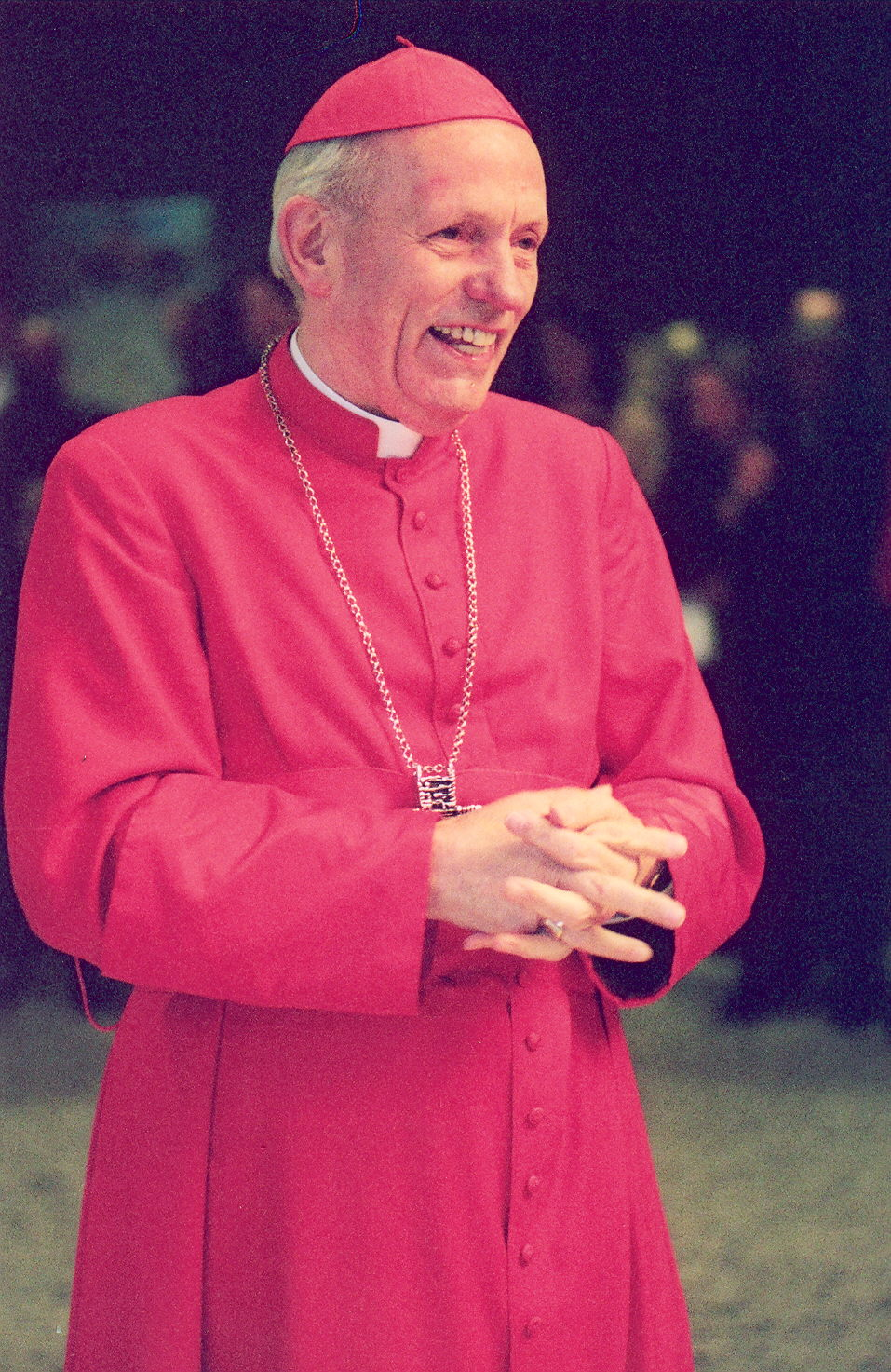
Johannes Joachim Kardinal Degenhardt

- 31. Januar: Rudolf Kopp, deutscher Skilangläufer († 2022)

### Februar
- 01. Februar: Jan Beenakker, niederländischer Physiker († 1998)
- 01. Februar: Georg Espitalier, deutscher Komponist und Akkordeonist († 2010)
- 01. Februar: Nancy Gates, US-amerikanische Schauspielerin († 2019)
- 02. Februar: Valéry Giscard d’Estaing, französischer Politiker, Staatspräsident, Präsident des Europäischen Konvents († 2020) Valéry Giscard d’Estaing, 1978

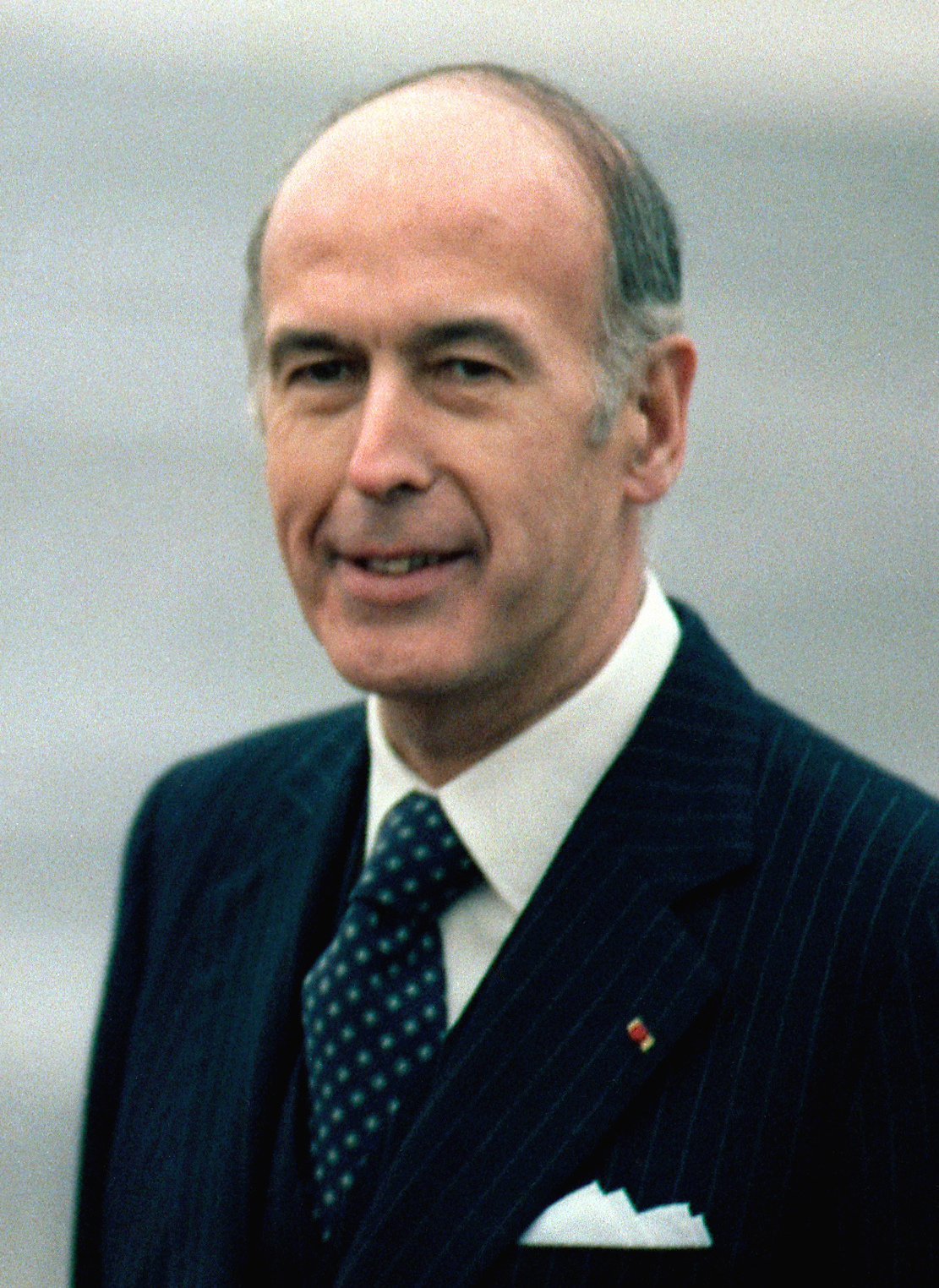
Valéry Giscard d’Estaing, 1978

- 02. Februar: Miguel Kardinal Obando Bravo, Erzbischof von Managua († 2018)
- 02. Februar: Fritz Stern, US-amerikanischer Historiker († 2016)
- 03. Februar: Art Arfons, US-amerikanischer Dragster- und Powerboat-Rennfahrer († 2007)
- 03. Februar: Elfriede Moser-Rath, österreichische Volkskundlerin und Erzählforscherin († 1993)
- 03. Februar: Robert McGinnis, US-amerikanischer Illustrator († 2025)
- 03. Februar: J. Roy Rowland, US-amerikanischer Politiker († 2022)
- 03. Februar: Hans-Jochen Vogel, deutscher Politiker († 2020) Hans-Jochen Vogel, 1988

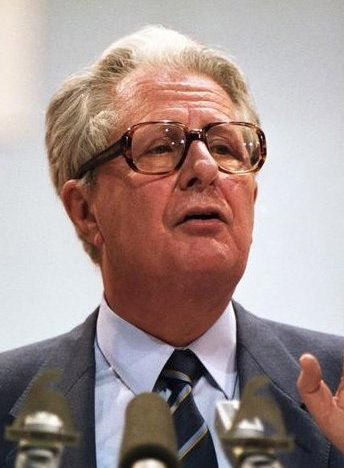
Hans-Jochen Vogel, 1988

- 03. Februar: Richard Yates, US-amerikanischer Schriftsteller († 1992)
- 04. Februar: Albert Frère, belgischer Finanzinvestor († 2018)
- 04. Februar: Gyula Grosics, ungarischer Fußballspieler († 2014)
- 05. Februar: Stefan Gierasch, US-amerikanischer Schauspieler († 2014)
- 05. Februar: Arthur Ochs Sulzberger, US-amerikanischer Zeitungsherausgeber († 2012)
- 05. Februar: Christa Williams, deutsche Schlagersängerin († 2012)
- 06. Februar: Helmut Adamzyk, deutscher Politiker († 1996)
- 06. Februar: Otto Austad, norwegischer Skispringer († 2023)
- 06. Februar: Erik S. Klein, deutscher Schauspieler († 2002)
- 06. Februar: Lothar Zenetti, deutscher Theologe und Schriftsteller († 2019)
- 07. Februar: Konstantin Petrowitsch Feoktistow, sowjetischer Kosmonaut († 2009)
- 07. Februar: Estanislao Esteban Kardinal Karlic, argentinischer römisch-katholischer Erzbischof († 2025)
- 07. Februar: Mark Jewgenjewitsch Taimanow, russischer Schachspieler († 2016)
- 07. Februar: Pierre Villette, französischer Komponist († 1998)
- 08. Februar: Neal Cassady, US-amerikanischer Autor († 1968)
- 08. Februar: Sonja Ziemann, deutsche Schauspielerin und Tänzerin († 2020)
- 09. Februar: Max Appis, deutscher Fußballspieler († 2003)
- 09. Februar: Garret FitzGerald, irischer Politiker († 2011)
- 10. Februar: Jakob Christ, Schweizer Psychiater († 2008)
- 10. Februar: Hazel Court, britische Schauspielerin († 2008)
- 10. Februar: Kostas Mountakis, griechischer Lyraspieler († 1991)
- 11. Februar: Paul Bocuse, französischer Koch, Gastronom und Kochbuchautor († 2018)
- 11. Februar: Leslie Nielsen, kanadischer Schauspieler († 2010)
- 11. Februar: Hans Standl, deutscher Sportschütze († 2021)
- 12. Februar: Rolf Brem, Schweizer Bildhauer, Zeichner und Grafiker († 2014)
- 12. Februar: Buddy Childers, US-amerikanischer Jazz-Trompeter († 2007)
- 12. Februar: Tite Curet Alonso, puerto-ricanischer Komponist († 2003)
- 12. Februar: Hans-Georg Noack, deutscher Kinder- und Jugendbuchautor († 2005)
- 12. Februar: Charles Van Doren, US-amerikanischer Quiz-Show-Kandidat († 2019)
- 12. Februar: Werner Walde, deutscher Politiker († 2010)
- 13. Februar: Fay Ajzenberg-Selove, US-amerikanische experimentelle Kernphysikerin († 2012)
- 13. Februar: Kalayanapong Angkarn, thailändischer Dichter und Maler († 2012)
- 13. Februar: Verner Panton, dänischer Architekt und Designer († 1998)
- 13. Februar: Knox Ramsey, US-amerikanischer American-Football-Spieler († 2005)
- 14. Februar: Roland Dörfler, deutscher Maler († 2010)
- 14. Februar: Siegfried Ludwig, niederösterreichischer Landeshauptmann († 2013)
- 14. Februar: Claus Thierschmann, deutscher Offizier, Generalleutnant der Bundesluftwaffe († 2012)
- 15. Februar: Jack Bravman, kanadischer Filmproduzent, Filmregisseur, Drehbuchautor und Schauspieler
- 15. Februar: Dieter Lattmann, deutscher Schriftsteller († 2018)
- 16. Februar: David C. H. Austin, britischer Rosenzüchter († 2018)
- 16. Februar: Mario Cavagnaro, peruanischer Singer-Songwriter († 1998)
- 16. Februar: Hermann Motschach, deutscher Schauspieler und Übersetzer († 2016)
- 16. Februar: Ahmad Fuad Muhi ad-Din, Premierminister von Ägypten († 1984)
- 16. Februar: Helma Schimke, österreichische Architektin und Bergsteigerin († 2018)
- 16. Februar: John Schlesinger, britischer Regisseur († 2003)
- 17. Februar: Friedrich Cerha, österreichischer Komponist und Dirigent  († 2023)
- 17. Februar: John Meyendorff, russisch-orthodoxer Theologe († 1992)
- 18. Februar: Archie Randolph Ammons, US-amerikanischer Hochschullehrer und Dichter († 2001)
- 18. Februar: Klaus Bungert, deutscher Politiker († 2006)
- 19. Februar: György Kurtág, rumänisch-ungarischer Komponist
- 19. Februar: Egisto Pandolfini, italienischer Fußballspieler († 2019)
- 20. Februar: Bobby Jaspar, belgischer Jazzmusiker († 1963)
- 20. Februar: Richard Matheson, US-amerikanischer SF- und Drehbuchautor († 2013)
- 20. Februar: Ken Olsen, US-amerikanischer Ingenieur und Gründer von DEC († 2011)
- 20. Februar: Bob Richards, US-amerikanischer Leichtathlet und Pfarrer († 2023)
- 20. Februar: Alfonso Sastre, spanischer Autor († 2021)
- 21. Februar: Karl Otto Conrady, deutscher Literaturhistoriker († 2020)
- 21. Februar: Hans Schwier, deutscher Politiker († 1996)
- 21. Februar: Ronnie Verrell, englischer Jazzschlagzeuger († 2002)
- 22. Februar: Finn Gustavsen, norwegischer Sozialist und Politiker († 2005)
- 22. Februar: Kenneth Williams, britischer Schauspieler und Komiker († 1988)
- 22. Februar: Bud Yorkin, US-amerikanischer Regisseur und Produzent († 2015)
- 23. Februar: Wolfgang Arps, deutscher Schauspieler († 2001)
- 23. Februar: Luigi de Magistris, emeritierter italienischer Kurienkardinal († 2022)
- 23. Februar: Willie Ormond, schottischer Fußballspieler und -trainer († 1984)
- 24. Februar: Dieter Engelhardt, deutscher Marathonläufer
- 24. Februar: Erich Loest, deutscher Schriftsteller († 2013)
- 25. Februar: Eva Bergh, norwegische Schauspielerin († 2013)
- 25. Februar: Robert Williams, britischer Chemiker († 2015)
- 25. Februar: Günter Samtlebe,  deutscher Politiker (SPD) und ehemaliger Oberbürgermeister der Stadt Dortmund († 2011)
- 26. Februar: Willem Johan Aerts, niederländischer Byzantinist und Neogräzist († 2017)
- 26. Februar: Günter Asser, deutscher Mathematiker († 2015)
- 26. Februar: Chris Anderson, US-amerikanischer Jazz-Pianist († 2008)
- 26. Februar: Ernst Grabbe, deutscher Schauspieler († 2006)
- 26. Februar: Walter Lüchinger, Schweizer Ruderer
- 27. Februar: Elisabeth Borchers, deutsche Dichterin und Schriftstellerin († 2013)
- 27. Februar: David H. Hubel, kanadischer Neurobiologe und Nobelpreisträger († 2013)
- 27. Februar: Martha Mercader, argentinische Schriftstellerin, Journalistin, Theaterautorin, Filmschaffende und Politikerin († 2010)
- 28. Februar: Swetlana Iossifowna Allilujewa, Tochter des sowjetischen Staats- und Parteichefs Josef Stalin († 2011)
- 28. Februar: Ernst Waldemar Bauer, deutscher Fernsehpublizist, Biologe, Buchautor und Dokumentarfilmer († 2015)

### März
- 01. März: Robert Clary, französisch-US-amerikanischer Schauspieler († 2022)
- 01. März: Ernst-Ulrich von Kameke, deutscher Kirchenmusiker, Organist und Komponist († 2019)
- 01. März: Claude Landini, Schweizer Basketballspieler († 2021)
- 01. März: Pete Rozelle, US-amerikanischer Sport-Funktionär († 1996)
- 02. März: Bernard Kardinal Agré, Erzbischof von Abidjan († 2014)
- 02. März: Hermann Eiselen, deutscher Unternehmer und Mäzen († 2009)
- 03. März: Heinz Knobloch, deutscher Schriftsteller und Feuilletonist († 2003)
- 03. März: Käthe Reichel, deutsche Schauspielerin († 2012)
- 04. März: Michel de Bourbon-Parma, französischer Adeliger, Kriegsheld und Automobilrennfahrer († 2018)
- 04. März: Pascual Pérez, argentinischer Boxer, Olympiasieger und Weltmeister († 1977)
- 04. März: Fran Warren, US-amerikanische Jazz- und Popsängerin († 2013)
- 05. März: Hans-Jürgen Wende, deutscher Handballspieler († 2012)
- 06. März: Alan Greenspan, US-amerikanischer Wirtschaftswissenschaftler

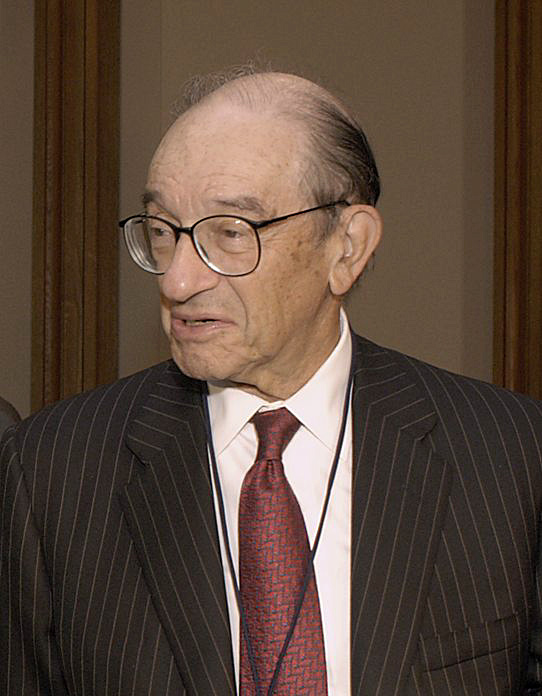
Alan Greenspan, 2002

- 06. März: Elwood Hillis, US-amerikanischer Politiker († 2023)
- 06. März: Miroslav Klega, tschechischer Komponist († 1993)
- 06. März: Andrzej Wajda, polnischer Film- und Theaterregisseur († 2016)
- 06. März: Ken Whyld, britischer Schachpublizist und Schachhistoriker († 2003)
- 07. März: George Brecht, US-amerikanischer Künstler († 2008)
- 07. März: Ernst Ocwirk, österreichischer Fußballspieler und -trainer († 1980)
- 08. März: Giovan Battista Fabbri, italienischer Fußballspieler und -trainer († 2015)
- 08. März: Wolfgang Greese, deutscher Schauspieler († 2001)
- 08. März: Salahuddin Abdul Aziz, König von Malaysia († 2001)
- 09. März: Celso Garrido Lecca, peruanischer Komponist († 2025)
- 09. März: Jerry Ross, US-amerikanischer Komponist und Liedtexter († 1955)
- 10. März: Walter Ameling, deutscher Elektrotechniker († 2010)
- 10. März: Peter Boerner, deutsch-amerikanischer Literaturwissenschaftler und Goetheforscher († 2015)
- 10. März: Roland Charrière, französischer Automobilrennfahrer († 1990)
- 11. März: Ralph Abernathy, US-amerikanischer Bürgerrechtler († 1990)
- 11. März: Heinz Kiessling, deutscher Musiker, Orchesterleiter, Komponist und Musikproduzent († 2003)
- 11. März: Karl Moersch, deutscher Politiker († 2017)
- 11. März: Peer Schmidt, deutscher Schauspieler und Synchronsprecher († 2010)
- 12. März: George Ryoichi Ariyoshi, US-amerikanischer Politiker
- 12. März: Karl Czok, deutscher Historiker († 2013)
- 12. März: Eberhard Heinrich, Mitglied beim Politbüro des ZK der SED der DDR († 2019)
- 14. März: François Morel, kanadischer Komponist, Pianist und Dirigent († 2018)
- 15. März: Henry Adefope, nigerianischer Politiker († 2012)
- 15. März: Wilhelm Noll, deutscher Motorradrennfahrer († 2017)
- 16. März: Rosmarie Bleuer, Schweizer Skirennfahrerin († 2021)
- 16. März: Edwar al-Charrat, ägyptischer Schriftsteller († 2015)
- 16. März: Jerry Lewis, US-amerikanischer Schauspieler, Regisseur und Produzent († 2017)

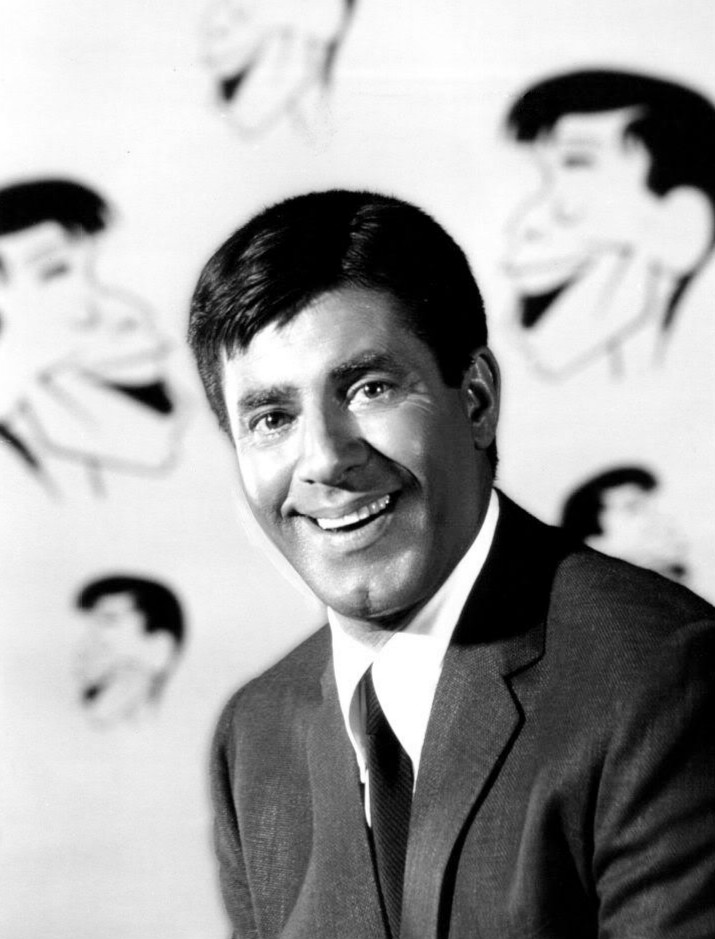
Jerry Lewis, 1973

- 17. März: Peter Atteslander, schweizerischer Soziologe († 2016)
- 17. März: Siegfried Lenz, deutscher Schriftsteller († 2014)

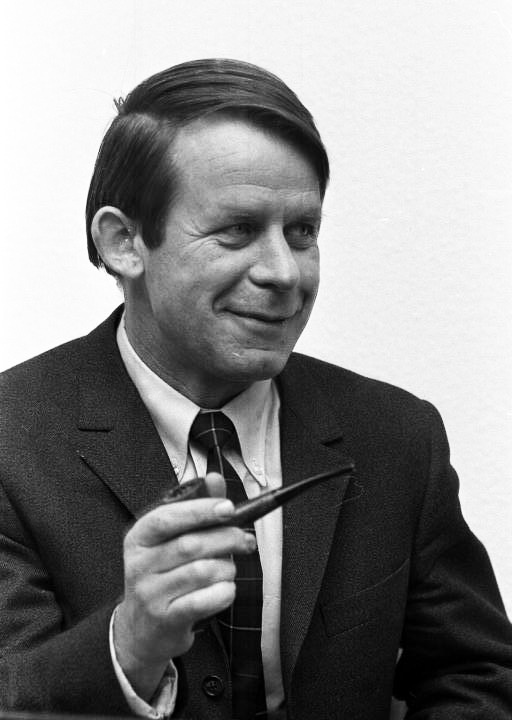
Siegfried Lenz, 1969

- 18. März: Peter Graves, US-amerikanischer Schauspieler († 2010)
- 20. März: Friedel Schirmer, deutscher Zehnkämpfer und Politiker († 2014)
- 21. März: Heikki Hasu, finnischer Skisportler und Politiker († 2025)
- 22. März: Ivo Babuška, tschechischer Mathematiker († 2023)
- 22. März: Christa Löser, deutsche Schauspielerin († 2012)
- 24. März: Willi Bäuerle, deutscher Politiker, MdB († 1996)
- 24. März: Desmond Kardinal Connell, Erzbischof von Dublin († 2017)
- 24. März: Dario Fo, italienischer Theaterautor, Regisseur, Komponist, Erzähler und Schauspieler († 2016)
- 24. März: Heriberto Herrera, paraguayisch-spanischer Fußballspieler und -trainer († 1996)
- 25. März: Derek Bickerton, US-amerikanischer Linguist († 2018)
- 25. März: László Papp, ungarischer Boxer († 2003)
- 26. März: Heinz A. Staab, deutscher Chemiker († 2012)
- 27. März: Günter Sosna, deutscher Fußballspieler und -trainer († 2004)
- 27. März: Jacques de la Villeglé, französischer Künstler († 2022)
- 29. März: Bruce Jennings, US-amerikanischer Automobilrennfahrer († 1997)
- 30. März: Erika Arlt, deutsche Heimatforscherin († 2015)
- 30. März: Sydney Chaplin, US-amerikanischer Filmschauspieler († 2009)
- 30. März: Ingvar Kamprad, schwedischer Unternehmer († 2018)

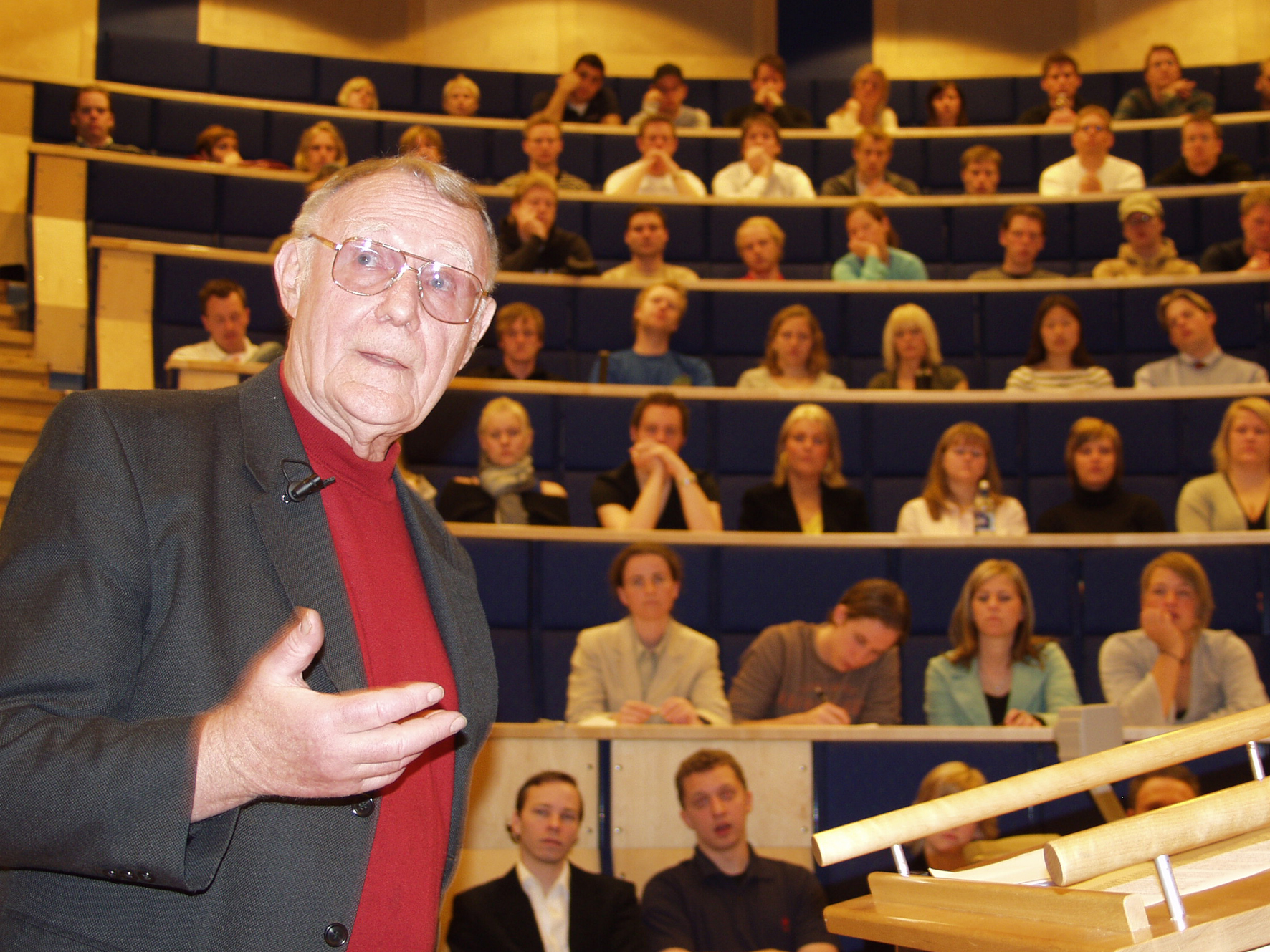
Ingvar Kamprad

- 31. März: Ivo Beck, liechtensteinischer Politiker und Staatsgerichtshofpräsident († 1991)
- 31. März: Caspar Diethelm, Schweizerischer Komponist und Dirigent († 1997)
- 31. März: John Fowles, britischer Romanautor († 2005)
- 00. März: Count Ossie, jamaikanischer Schlagzeuger und Bandleader († 1976)

### April
- 01. April: Anne McCaffrey, US-amerikanische Science-Fiction-Schriftstellerin († 2011)
- 02. April: Jiří Adamíra, tschechischer Schauspieler († 1993)
- 02. April: Jack Brabham, australischer Automobilrennfahrer († 2014) Jack Brabham, 1966

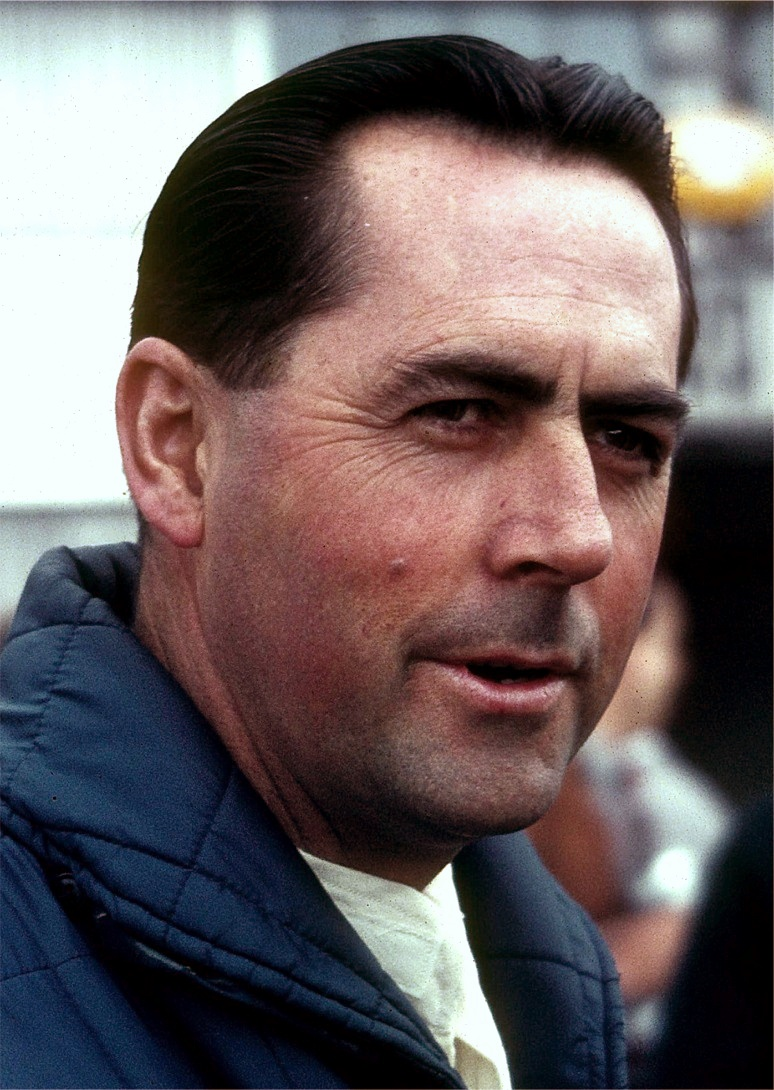
Jack Brabham, 1966

- 02. April: Max Greger, deutscher Jazz-Musiker und Dirigent († 2015) Max Greger, 2008

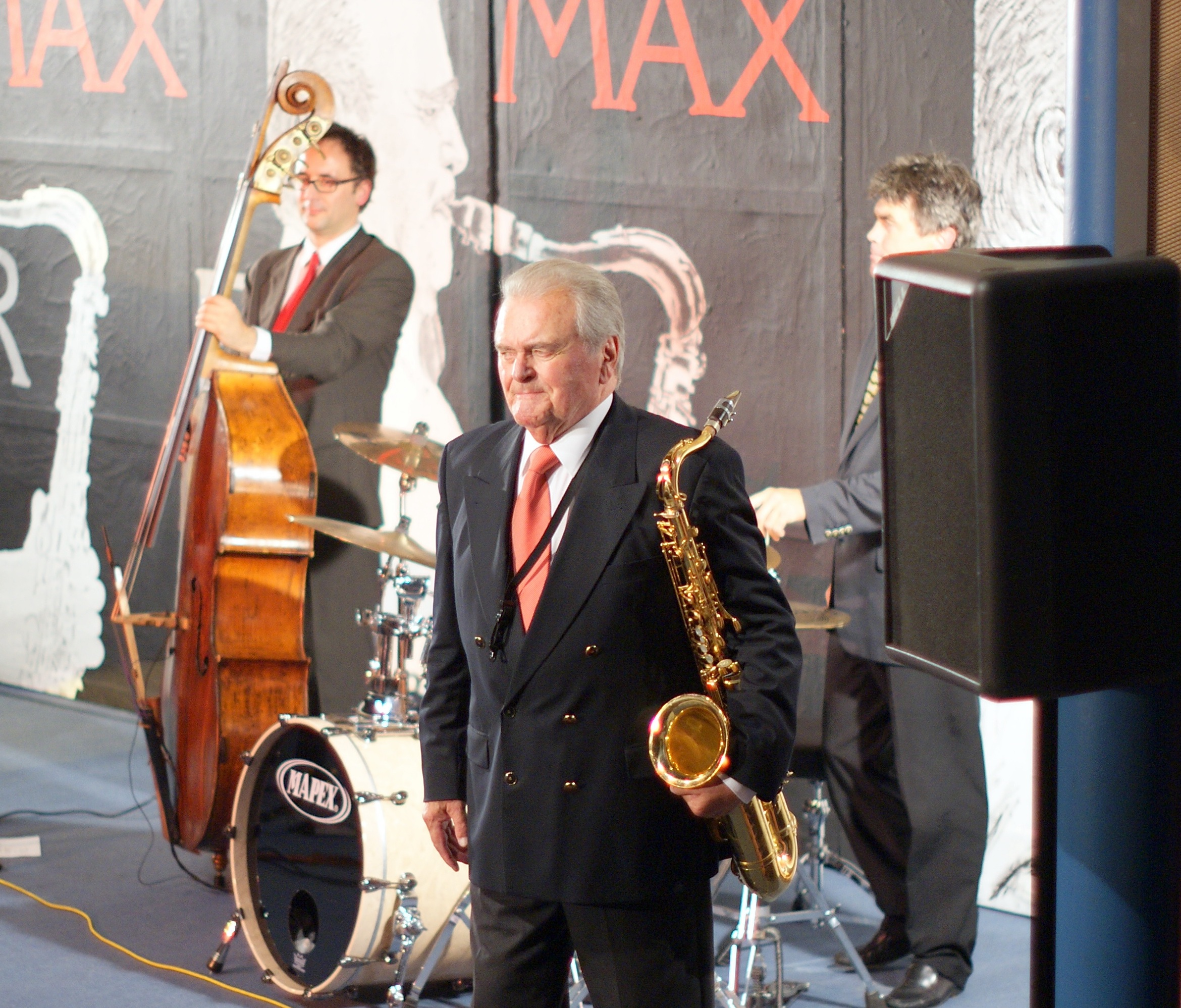
Max Greger, 2008

- 02. April: Edgar Hilsenrath, deutscher Schriftsteller († 2018)
- 02. April: Reinhard Peters, deutscher Dirigent und Musiker († 2008)
- 02. April: William Windham, britischer Ruderer († 2021)
- 03. April: Walentin Falin, sowjetischer Diplomat und Politiker († 2018)
- 03. April: Virgil Grissom, US-amerikanischer Astronaut († 1967)
- 05. April: Otto Amann, österreichischer Politiker († 2011)
- 05. April: Roger Corman, US-amerikanischer Filmproduzent und Regisseur († 2024)
- 05. April: Stan Levey, US-amerikanischer Jazzdrummer († 2005)
- 05. April: Ekkehard Schwartz, deutscher Forstwissenschaftler († 2005)
- 05. April: Herbert Georg Albert Arz von Straussenburg, deutscher Diplomat († 2018)
- 06. April: Yehuda Bauer, israelischer Historiker († 2024)
- 06. April: Alexander Butterfield, Assistent im Weißen Haus, eine der Schlüsselfiguren im Watergate-Skandal
- 06. April: Gil Kane, US-amerikanischer Comiczeichner lettischer Abstammung († 2000)
- 06. April: Ian Paisley, Pfarrer und Politiker in Nordirland († 2014)
- 08. April: Shirley Mills, US-amerikanische Schauspielerin († 2010)
- 08. April: Jürgen Moltmann, deutscher Theologe († 2024)
- 08. April: Elisabeth Wiedemann, deutsche Schauspielerin († 2015)
- 09. April: Marcello Argilli, italienischer Rechtsanwalt, Journalist, Schriftsteller, Kinderbuchautor und Comicautor († 2014)
- 09. April: Ewald Aul, deutscher Holocaust-Überlebender und Vorsteher der Jüdischen Gemeinde Osnabrück († 2013)
- 09. April: Hugh Hefner, US-amerikanischer Verleger († 2017) Hugh Hefner, 1979

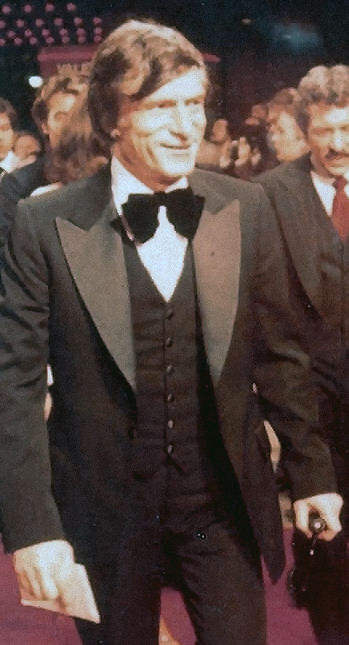
Hugh Hefner, 1979

- 10. April: William H. Danforth, amerikanischer Arzt, Vorstandsdirektor der Washington University († 2020)
- 10. April: Gustav Metzger, deutscher bildender Künstler († 2017)
- 11. April: David M. Abshire, Präsident der Richard Lounsbery Foundation († 2014)
- 11. April: Victor Bouchard, kanadischer Pianist und Komponist († 2011)
- 11. April: Franz Herre, deutscher Historiker und Publizist
- 11. April: Pete Lovely, US-amerikanischer Automobilrennfahrer († 2011)
- 11. April: Erna Spoorenberg, niederländische Sopranistin († 2004)
- 12. April: Said Ramadan, ägyptischer islamischer Fundamentalist († 1995)
- 12. April: Umberto Marzotto, italienischer Adeliger, Unternehmer und Automobilrennfahrer († 2018)
- 12. April: Jane Withers, US-amerikanische Schauspielerin († 2021)
- 13. April: Samuel Epstein, in Großbritannien geborener Mediziner († 2018)
- 13. April: Gottfried-Karl Kindermann, deutscher Politikwissenschaftler († 2022)
- 13. April: Miyao Tomiko, japanische Schriftstellerin († 2014)
- 14. April: Barbara Anderson, neuseeländische Schriftstellerin († 2013)
- 14. April: Khachatur Avetisyan, armenischer Komponist († 1996)
- 14. April: Walter Buser, Schweizer Rechtswissenschaftler († 2019)
- 14. April: Leopoldo Calvo-Sotelo, spanischer Politiker († 2008)
- 14. April: Myung Rye-hyun, nordkoreanischer Fußballspieler und -trainer
- 14. April: Piero Nelli, italienischer Dokumentarfilmer und Filmregisseur († 2014)
- 16. April: John Friedmann, US-amerikanischer Geograf und Ökonom, Begründer der World City Forschung († 2017)
- 16. April: Ponkie, deutsche Journalistin und Filmkritikerin († 2021)
- 17. April: Ronald Senator, britischer Komponist und Musikpädagoge († 2015)
- 18. April: Horst Käsler, deutscher Handballspieler und -trainer sowie Professor für Sportdidaktik († 1987)
- 19. April: Sonja Åkesson, schwedische Schriftstellerin und Künstlerin († 1977)
- 21. April: Elisabeth II., Königin von Großbritannien und Nordirland († 2022) Elisabeth II., 2007

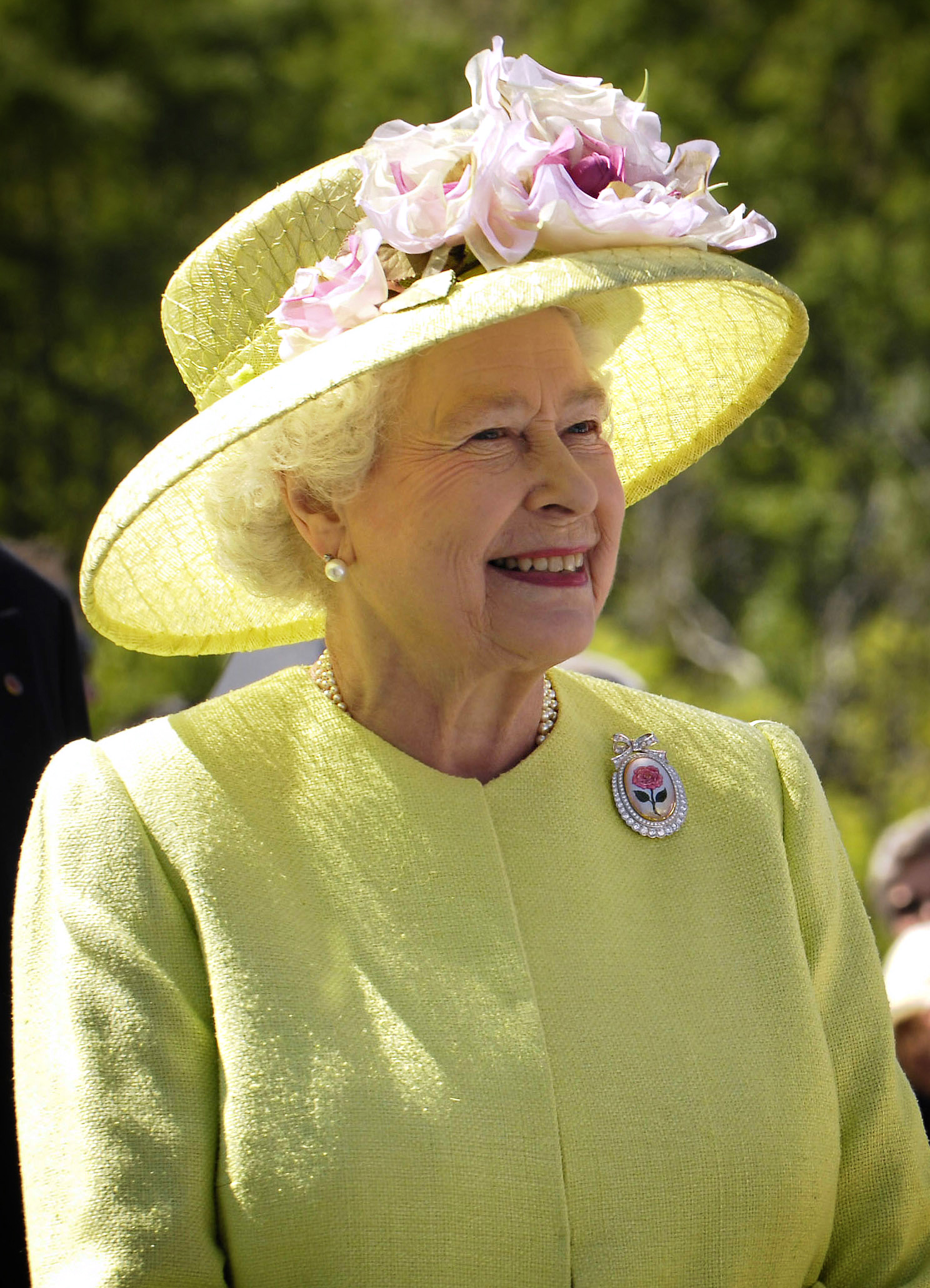
Elisabeth II., 2007

- 22. April: Harald Leipnitz, deutscher Schauspieler († 2000)
- 22. April: Charlotte Rae, US-amerikanische Schauspielerin und Sängerin († 2018)
- 22. April: James Stirling, britischer Architekt († 1992)
- 23. April: Aram A. Avakian, US-amerikanischer Filmregisseur, Drehbuchautor und Filmeditor († 1987)
- 24. April: Thorbjörn Fälldin, schwedischer Premierminister († 2016)
- 25. April: Vittorio Gelmetti, italienischer Komponist († 1992)
- 26. April: Joseph Benjamin Hutto, US-amerikanischer Blues-Musiker († 1983)
- 26. April: Oldřich František Korte, tschechischer Komponist († 2014)
- 26. April: Michael Mathias Prechtl, deutscher Maler, Illustrator und Karikaturist († 2003)
- 27. April: Tim LaHaye, US-amerikanischer Autor († 2016)
- 28. April: Bhanu Athaiya, indische Kostümbildnerin († 2020)
- 28. April: Francis Burt, englischer Komponist († 2012)
- 28. April: Harper Lee, US-amerikanische Schriftstellerin und Pulitzerpreisträgerin (1961) († 2016)
- 29. April: Paul Baran, US-amerikanischer Informatiker († 2011)
- 29. April: Carrie P. Meek, US-amerikanische Politikerin († 2021)
- 29. April: Maria Pirwitz, deutsche Bildhauerin und Malerin († 1984)
- 30. April: Wilhelm Bierfelder, deutscher Wirtschaftswissenschaftler († 2017)
- 30. April: Cloris Leachman, US-amerikanische Schauspielerin († 2021)
- 30. April: François Morellet, französischer Künstler († 2016)
- 30. April: Kōno Taeko, japanische Schriftstellerin († 2015)

### Mai
- 01. Mai: Walentin Brylejew, sowjetischer bzw. russischer Schauspieler und Synchronsprecher († 2004)
- 01. Mai: Cheo García, venezolanischer Sänger († 1994)
- 01. Mai: Peter Lax, ungarischer Mathematiker († 2025)
- 02. Mai: Aída Bonnelly de Díaz, dominikanischer Musikwissenschaftlerin, -kritikerin und -pädagogin († 2013)
- 02. Mai: Helmut Frank, deutscher Höhlenforscher († 1987)
- 02. Mai: Ingrid Seddig, deutsche Bildhauerin († 2008)
- 03. Mai: Jimmy Cleveland, US-amerikanischer Jazzposaunist († 2008)
- 03. Mai: Ann B. Davis, US-amerikanische Fernsehschauspielerin († 2014)
- 03. Mai: Georgi Konstantinowitsch Mossolow, russischer Pilot († 2018)
- 04. Mai: Geta Brătescu, rumänische Künstlerin († 2018)
- 04. Mai: Karl Engelhard, deutscher Professor für Geographie und Didaktik an der Westfälische Wilhelms-Universität Münster († 2021)
- 04. Mai: Umberto Masetti, italienischer Motorradrennfahrer († 2006)
- 04. Mai: Gerlind Reinshagen, deutsche Schriftstellerin († 2019)
- 05. Mai: Hans Karl Rodenkirchen, deutscher Grafiker, Designer, Künstler und Umweltaktivist († 2007)
- 05. Mai: Walentyna Trehubowa, sowjetisch-ukrainische Bildhauerin und Porzellanbildnerin († 2010)
- 06. Mai: Franz Mon, deutscher Dichter († 2022)
- 06. Mai: Franz Schneeweiß, österreichischer akademischer Maler († 1982)
- 06. Mai: Luise Stange, deutsche Biologin († 2023)
- 07. Mai: Val Bisoglio, US-amerikanischer Schauspieler († 2021)
- 07. Mai: Thomas Bowles, US-amerikanischer Bariton-Saxophonspieler († 2000)
- 07. Mai: Curtis Hobock, US-amerikanischer Country- und Rockabilly-Musiker († 1988)
- 07. Mai: Herbie Steward, US-amerikanischer Jazzsaxophonist († 2003)
- 08. Mai: Sir David Frederick Attenborough, britischer Dokumentarfilmer und Naturforscher
- 08. Mai: Theodor Hirsch, deutscher Schauspieler († 2019)
- 08. Mai: Don Rickles, US-amerikanischer Komiker († 2017)
- 08. Mai: Leopold Schädler, liechtensteinischer Skirennläufer († 1992)
- 08. Mai: Morgan Sterne, US-amerikanischer Schauspieler († 2011)
- 08. Mai: Víctor Yturbe, mexikanischer Sänger († 1987)
- 09. Mai: Richard Cowper, britischer Schriftsteller († 2002)
- 09. Mai: Charles H. Griffin, US-amerikanischer Politiker († 1989)
- 09. Mai: Jo Micovich,  deutsche Schriftstellerin († 2008)
- 09. Mai: Aaron Corthen Reed, US-amerikanischer Blues-Saxophonist und Sänger († 2004)
- 10. Mai: Franco Angrisano, italienischer Schauspieler († 1996)
- 10. Mai: Günter Spang, deutscher Schriftsteller († 2011)
- 10. Mai: Hugo Banzer Suárez, bolivianischer Militär, Politiker und Staatspräsident († 2002)
- 11. Mai: Roberto Escobar-Budge, chilenischer Komponist und Philosoph († 2011)
- 11. Mai: Yvonne Furneaux, französische Schauspielerin († 2024)
- 11. Mai: Osman Ragheb, ägyptischer Schauspieler († 2024)
- 11. Mai: Rob Schroeder, US-amerikanischer Automobilrennfahrer († 2011)
- 12. Mai: Helmut Bläss, deutscher Theaterintendant, Regisseur und Schauspieler († 2005)
- 12. Mai: James Samuel Coleman, US-amerikanischer Soziologe († 1995)
- 12. Mai: Marilyn Knowlden, US-amerikanische Schauspielerin
- 12. Mai: Weltin Wolfinger, liechtensteinischer Bobfahrer († 2010)
- 13. Mai: Werner Erdmann, deutscher Fußballspieler († 1983)
- 13. Mai: Adriana Millard, chilenische Sprinterin
- 14. Mai: Georg Maraun, deutscher Landrat (SPD) († 2023)
- 14. Mai: Eric Morecambe, englischer Komiker († 1984)
- 14. Mai: Maurice B. Webb, US-amerikanischer Experimentalphysiker († 2021)
- 15. Mai: Richard Hey, deutscher Kriminalschriftsteller und Hörspielautor († 2004)
- 15. Mai: Inoue Mitsuharu, japanischer Schriftsteller († 1992)
- 15. Mai: Clermont Pépin, kanadischer Komponist, Pianist und Musikpädagoge († 2006)
- 15. Mai: Anthony Shaffer, britischer Drehbuchautor († 2001)
- 15. Mai: Peter Shaffer, britischer Dramatiker († 2016)
- 16. Mai: Elfriede Hoffmann, deutsche Gewerkschafterin († 2010)
- 16. Mai: Franz Konz, deutscher Fachbuchautor († 2013)
- 16. Mai: Robert Lifton, US-amerikanischer Psychiater
- 16. Mai: Alina Szapocznikow, polnische Bildhauerin († 1973)
- 17. Mai: Manfred Ewald, deutscher Sport-Funktionär († 2002)
- 17. Mai: Karl Lieffen, deutscher Bühnen-, Film- und Fernsehschauspieler († 1999)
- 17. Mai: Dietmar Schönherr, österreichischer Schauspieler, Moderator, Sprecher und Schriftsteller († 2014) Dietmar Schönherr

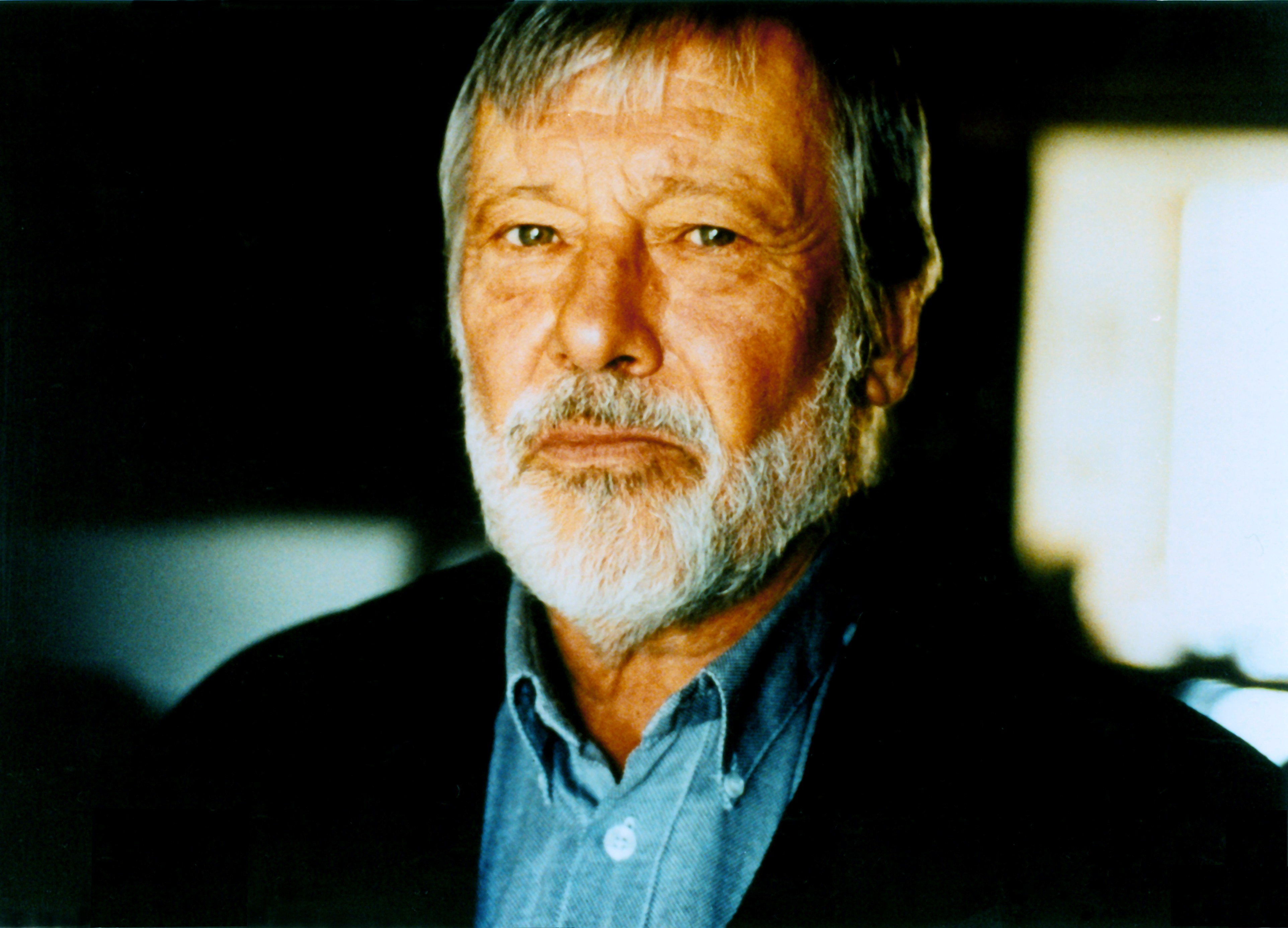
Dietmar Schönherr

- 17. Mai: Franz Sondheimer, deutscher Chemiker († 1981)
- 18. Mai: Hortense Anda-Bührle, Schweizer Unternehmerin, Kunstsammlerin und Mäzenin († 2014)
- 18. Mai: Bob Benny, belgischer Sänger († 2011)
- 19. Mai: Mark Andrews, US-amerikanischer Politiker († 2020)
- 19. Mai: Eve Brenner, US-amerikanische Schauspielerin und Sängerin
- 19. Mai: Peter Zadek, deutscher Regisseur († 2009)
- 20. Mai: Klaus Lindemann, deutscher Grafiker († 2007)
- 20. Mai: Galina Michailowna Schirmunskaja, sowjetische Architektin († 2010)
- 20. Mai: Bob Sweikert, US-amerikanischer Automobilrennfahrer († 1956)
- 21. Mai: Waltraut Bleiber, deutsche Mittelalterhistorikerin
- 21. Mai: Gustaf Lindh, schwedischer moderner Fünfkämpfer († 2015)
- 21. Mai: Robert Creeley, US-amerikanischer Dichter, Autor († 2005)
- 21. Mai: Ira Lember, sowjetische bzw. estnische Schriftstellerin und Kinderbuchautorin († 2025)
- 22. Mai: Egon Boldt, deutscher Gewerkschafter und Politiker († 2003)
- 22. Mai: Hans-Joachim Wiemken, deutscher Steuermann im Rudern († 1970)
- 23. Mai: Klaus Eidam, deutscher Dramaturg († 2006)
- 23. Mai: Horst Flick, deutscher Fernsehregisseur
- 23. Mai: Marisa Merz,  italienische Bildhauerin und Installationskünstlerin († 2019)
- 24. Mai: Gisela Bestehorn, deutsche Schauspielerin und Synchronsprecherin († 2022)
- 24. Mai: Teodor Vasiliu, rumänischer Politiker (PCR)
- 25. Mai: Curt Engelhorn, Mitgesellschafter des Pharma-Unternehmens Boehringer Mannheim († 2016)
- 25. Mai: Max von der Grün, deutscher Schriftsteller († 2005)
- 25. Mai: Peter Schulze-Rohr, deutscher Regisseur und Drehbuchautor († 2007)
- 25. Mai: Bill Sharman, US-amerikanischer Basketballspieler und -trainer († 2013)
- 26. Mai: Vahakn N. Dadrian, armenischer Soziologe († 2019)
- 26. Mai: Miles Davis, US-amerikanischer Jazzmusiker (Trompete) († 1991)
- 26. Mai: Joseph Horovitz, britischer Komponist und Professor († 2022)
- 26. Mai: Otto Wüst, Bischof von Basel († 2002)
- 27. Mai: Kees Rijvers, niederländischer Fußballspieler († 2024)
- 27. Mai: Dankwart Rost, deutscher Historiker und Werbefachmann († 2021)
- 27. Mai: Clifford „Bud“ Shank, US-amerikanischer Jazzmusiker († 2009)
- 28. Mai: Gerhard Beil, SED-Funktionär und Minister für Außenwirtschaft der DDR († 2010)
- 28. Mai: Russ Freeman, US-amerikanischer Jazzpianist († 2002)
- 28. Mai: Joachim Salzgeber, Schweizer Benediktiner und Pädagoge († 2012)
- 29. Mai: Larry Burrows, britischer Fotograf und Kriegsberichterstatter († 1971)
- 29. Mai: Abdoulaye Wade, senegalesischer Präsident
- 30. Mai: Chuck Arnold, US-amerikanischer Automobilrennfahrer († 1997)
- 30. Mai: Christa Siebenrok, deutsche Objektkünstlerin († 1987)
- 31. Mai: Willi Erzgräber, deutscher Anglist († 2001)
- 31. Mai: Helmut Jacoby, deutscher Architekt und Architekturzeichner († 2005)
- 31. Mai: Stefan Kaminsky, deutscher Bankmanager († 2002)
- 31. Mai: John G. Kemeny, ungarischer Mathematiker († 1992)
- 31. Mai: James Krüss, deutscher Schriftsteller und Dichter († 1997)

### Juni
- 01. Juni: Alexander Anufrijew, sowjetischer Leichtathlet († 1966)
- 01. Juni: Tony Camargo, mexikanischer Sänger († 2020)

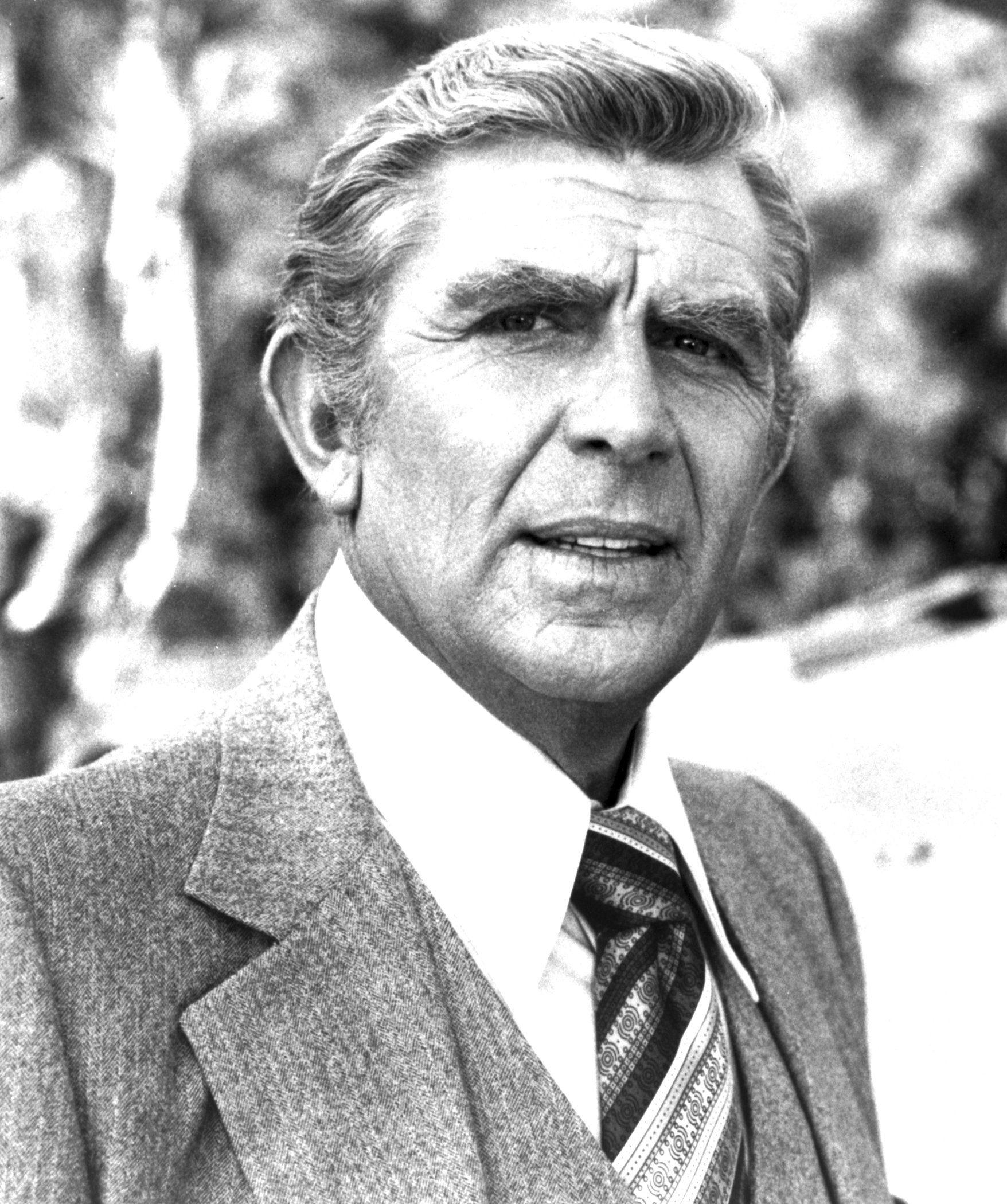
Andy Griffith, 1984

- 01. Juni: Andy Griffith, US-amerikanischer Schauspieler, Schriftsteller und Produzent († 2012)

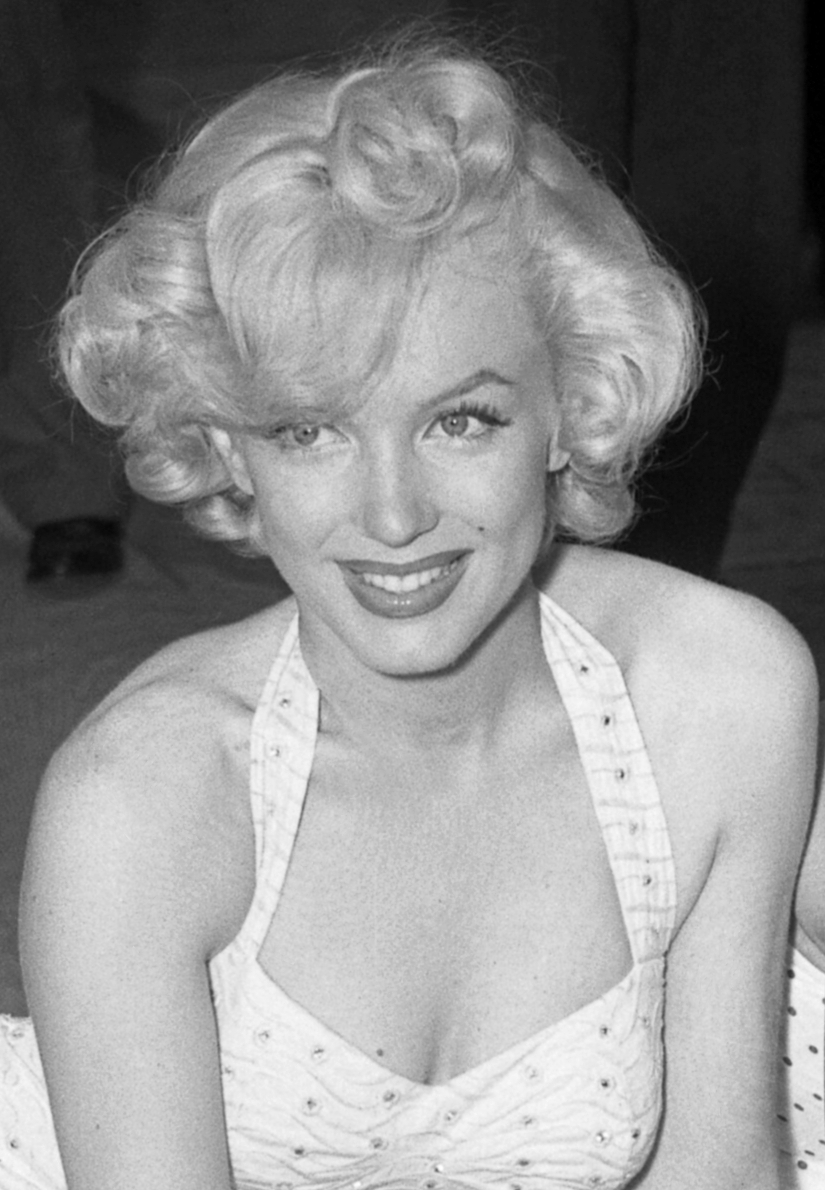
Marilyn Monroe, 1953

- 01. Juni: Marilyn Monroe, US-amerikanischer Filmstar († 1962)
- 01. Juni: Richard Schweiker, US-amerikanischer Politiker († 2015)
- 02. Juni: Raul Hilberg, US-amerikanischer Historiker († 2007)
- 03. Juni: Roscoe Bartlett, US-amerikanischer Mediziner und Politiker
- 03. Juni: Gonzalo Castellanos Yumar, venezolanischer Komponist († 2020)
- 03. Juni: Allen Ginsberg, US-amerikanischer Schriftsteller († 1997)
- 03. Juni: Martin Gregor-Dellin, deutscher Schriftsteller († 1988)
- 04. Juni: Miguel Arteche Salinas, chilenischer Schriftsteller und Dichter († 2012)
- 04. Juni: Judith Malina, US-amerikanische Theater- und Filmschauspielerin, Autorin und Regisseurin († 2015)
- 05. Juni: Camillo Cibin, italienischer päpstlicher Personenschützer († 2009)
- 05. Juni: Konrad Kraske, deutscher Politiker († 2016)
- 05. Juni: Johannes Fürst von Thurn und Taxis, deutscher Adliger, Großgrundbesitzer und Unternehmer († 1990)
- 06. Juni: Giotto Bizzarrini, italienischer Konstrukteur († 2023)
- 06. Juni: Şara Sayın, türkische Literaturwissenschaftlerin, Germanistin und Turkologin († 2017)
- 06. Juni: Klaus Tennstedt, deutscher Dirigent († 1998)
- 08. Juni: Margot Ebert, deutsche Schauspielerin († 2009)
- 09. Juni: Jimmy Gourley, US-amerikanischer Jazzgitarrist († 2008)
- 10. Juni: June Haver, US-amerikanische Schauspielerin († 2005)
- 10. Juni: Georg Heinrichs, deutscher Architekt und Stadtplaner († 2020)
- 10. Juni: George Hovland, US-amerikanischer Skilangläufer († 2021)
- 10. Juni: Lionel Jeffries, britischer Schauspieler († 2010)
- 10. Juni: Jérôme Peignot, französischer Schriftsteller († 2025)
- 11. Juni: Carlisle Floyd, US-amerikanischer Komponist († 2021)
- 11. Juni: Georg Mautner Markhof, österreichischer Industrieller und Politiker († 2008)
- 12. Juni: Jim McConkey, kanadischer Extremskifahrer
- 12. Juni: Ibaragi Noriko, japanische Schriftstellerin († 2006)
- 12. Juni: Sture Nottorp, schwedischer Automobilrennfahrer († 1991)
- 13. Juni: Jérôme Lejeune, französischer Mediziner († 1994)
- 14. Juni: Hermann Kant, deutscher Schriftsteller († 2016)
- 14. Juni: Don Newcombe, US-amerikanischer Baseballspieler († 2019)
- 14. Juni: Otto Ziege, deutscher Radrennfahrer und Funktionär († 2014)
- 15. Juni: Modesta Bor, venezolanische Komponistin († 1998)
- 15. Juni: Giancarlo Sala, italienischer Automobilrennfahrer († 1981)
- 15. Juni: Roland H. Wiegenstein, deutscher freier Publizist und Hörspielregisseur
- 16. Juni: Adriano Emperado, hawaiischer Kampfsport-Trainer († 2009)
- 16. Juni: Efraín Ríos Montt, Präsident von Guatemala († 2018)
- 18. Juni: Aad Bak, niederländischer Fußballspieler († 2009)
- 18. Juni: Valentino Braitenberg, italienischer Kybernetiker und Schriftsteller († 2011)
- 18. Juni: Gerhard Dallmann, deutscher Pastor und Schriftsteller († 2022)
- 18. Juni: Ingeborg Kleinert, deutsche Politikerin und MdB († 1989)
- 18. Juni: Elisabeth Ruttkay, österreichische Archäologin († 2009)
- 18. Juni: Gisela Schöbel-Graß, deutsche Schwimmerin
- 19. Juni: Elisabeth Axmann, rumäniendeutsche Schriftstellerin († 2015)
- 19. Juni: Arno J. Mayer, US-amerikanischer Historiker († 2023)
- 19. Juni: Josef Nesvadba, tschechischer Schriftsteller, Übersetzer und Psychiater († 2005)
- 20. Juni: Giovanni Viola, italienischer Fußballspieler († 2008)
- 22. Juni: Horst Fuhrmann, deutscher Historiker († 2011)
- 22. Juni: Gisela Kleinschmidt, deutsche Aquarellmalerin († 1997)
- 22. Juni: Tadeusz Konwicki, polnischer Schriftsteller († 2015)
- 22. Juni: Ruth Zechlin, deutsche Komponistin († 2007)
- 23. Juni: Otto-Werner Mueller, US-amerikanischer Dirigent und Musikpädagoge († 2016)
- 23. Juni: Arnaldo Pomodoro, italienischer Bildhauer († 2025)
- 24. Juni: Aremu Arogundade, nigerianischer Sprinter
- 24. Juni: Aldo Brovarone, italienischer Automobildesigner († 2020)
- 24. Juni: Walter Hirrlinger, deutscher Politiker († 2018)
- 24. Juni: Wolfgard Voß, deutsche Turnerin († 2020)
- 25. Juni: Oswald Andrae, deutscher Schriftsteller († 1997)

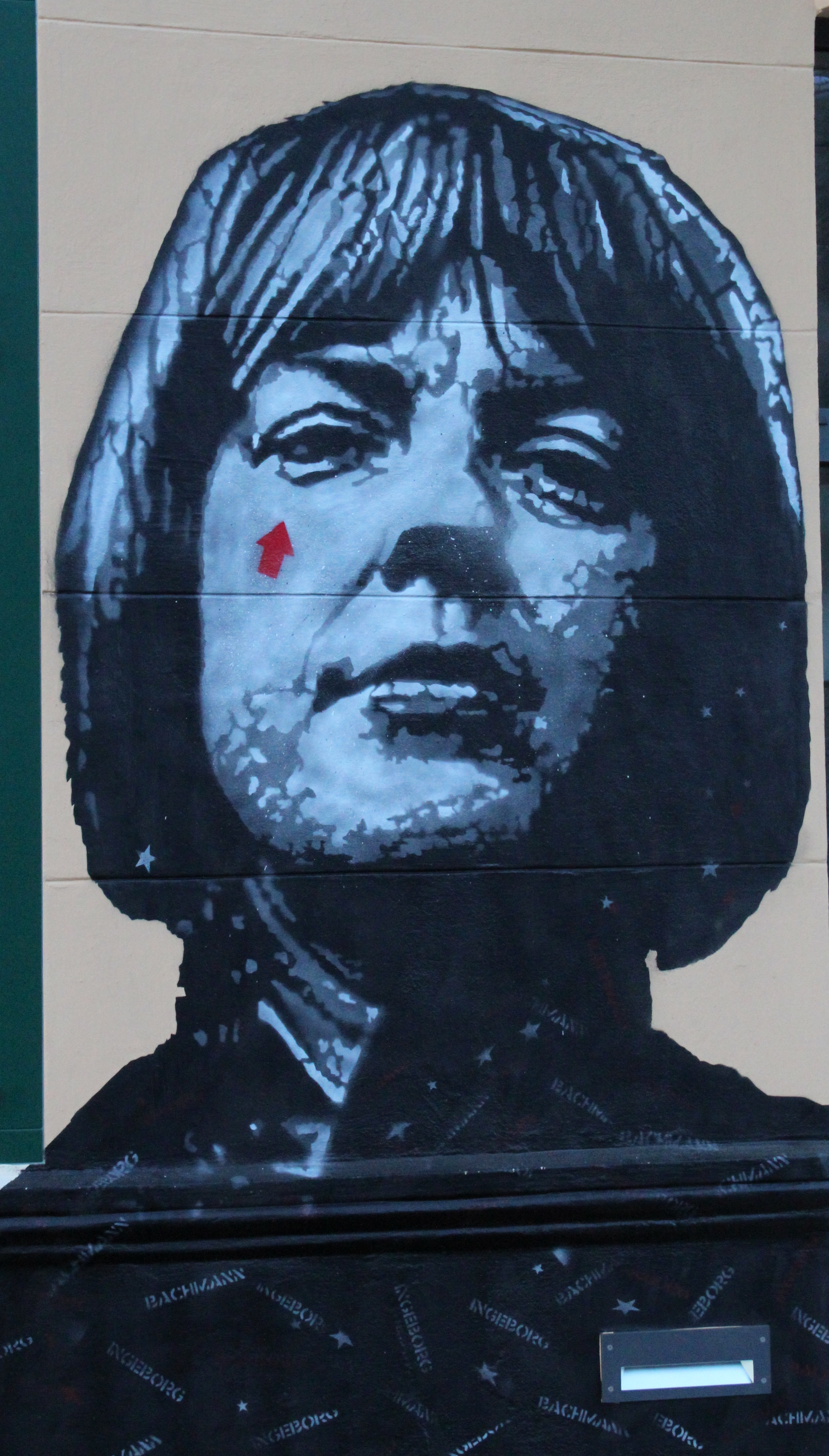
Ingeborg Bachmann

- 25. Juni: Ingeborg Bachmann, österreichische Schriftstellerin († 1973)
- 26. Juni: Hamilton Naki, südafrikanischer Chirurg († 2005)
- 26. Juni: Marian Turski, polnischer Journalist und Holocaustüberlebender († 2025)

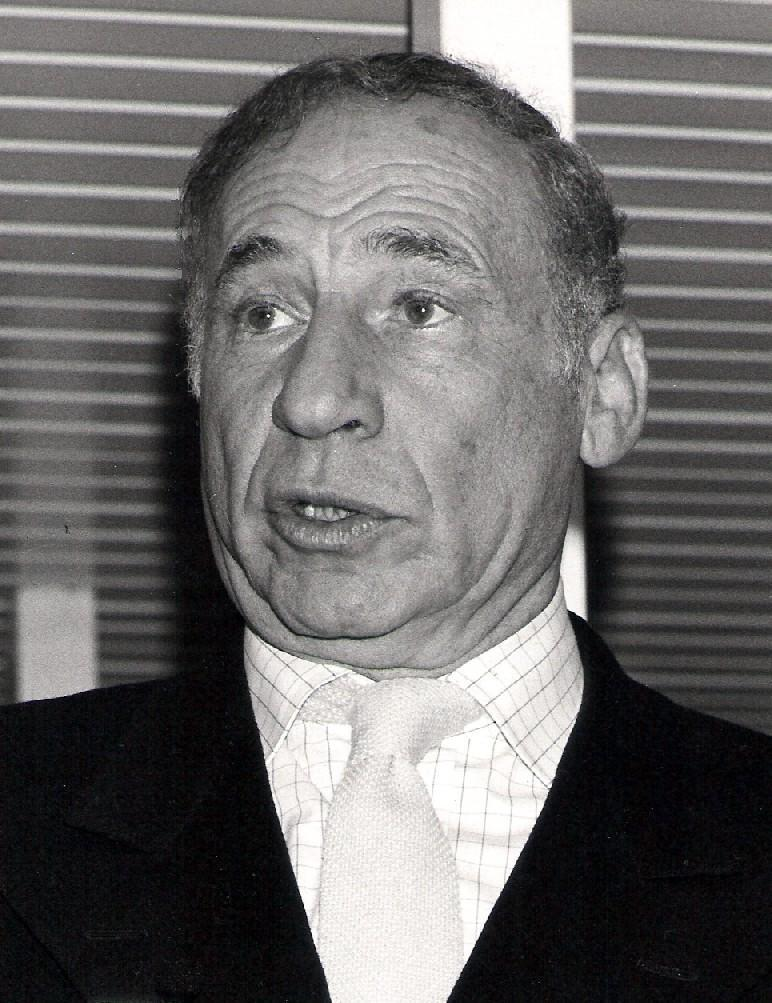
Mel Brooks

- 28. Juni: Mel Brooks, US-amerikanischer Komiker und Regisseur
- 28. Juni: Horst Niendorf, deutscher Schauspieler und Synchronsprecher († 1999)
- 29. Juni: Jorge Enrique Adoum, ecuadorianischer Schriftsteller, Politiker, Essayist und Diplomat († 2009)
- 30. Juni: Peter Alexander, österreichischer Sänger und Schauspieler († 2011)
- 30. Juni: Paul Berg, US-amerikanischer Biochemiker und Molekularbiologe († 2023)

### Juli
- 01. Juli: Fernando José Corbató, US-amerikanischer Informatiker († 2019)
- 01. Juli: Robert Fogel, US-amerikanischer Ökonom und Nobelpreisträger († 2013)
- 01. Juli: Carl Horst Hahn, deutscher Manager († 2023)
- 01. Juli: Hans Werner Henze, deutscher Komponist († 2012)
- 01. Juli: Mainhardt Graf von Nayhauß-Cormons, deutscher Journalist († 2021)
- 01. Juli: Atilio Stampone, argentinischer Tangopianist und -komponist († 2022)
- 02. Juli: Lee Allen, US-amerikanischer R&B-Saxophonist († 1994)
- 02. Juli: Clara Walker, US-amerikanische Schwimmerin († 2021)
- 03. Juli: Rae Allen, US-amerikanische Schauspielerin († 2022)
- 03. Juli: Charles Thomas Ashcroft, englischer Fußballtorhüter († 2010)
- 03. Juli: Johnny Coles, US-amerikanischer Jazztrompeter († 1997)
- 03. Juli: Erika Stiska, deutsche Schauspielerin († 2016)
- 04. Juli: Alfredo Di Stéfano, argentinisch-spanischer Fußballspieler und -trainer († 2014) Alfredo Di Stéfano (1963)

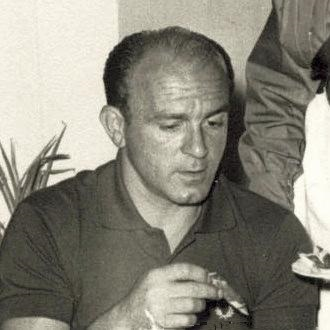
Alfredo Di Stéfano (1963)

- 04. Juli: Willoughby Goddard, britischer Schauspieler († 2008)
- 04. Juli: Milagros Lanty, dominikanischer Sänger
- 04. Juli: Günter Mast, deutscher Unternehmer und Fußballfunktionär († 2011)
- 05. Juli: Salvador Jorge Blanco, dominikanischer Politiker und Staatspräsident († 2010)
- 05. Juli: Diana Lynn, US-amerikanische Schauspielerin und Pianistin († 1971)
- 06. Juli: Jean-François Malle, französischer Automobilrennfahrer († 2000)
- 07. Juli: Christopher John Audland, britischer Diplomat († 2019)
- 07. Juli: Nuon Chea, Chefideologe der Roten Khmer († 2019)
- 07. Juli: Giuseppe Pattoni, italienischer Motorradrennfahrer, Mechaniker und Unternehmer († 1999)
- 07. Juli: Thorkild Simonsen, dänischer Politiker († 2022)
- 08. Juli: David Malet Armstrong, australischer Philosoph († 2014)
- 08. Juli: John Dingell junior, US-amerikanischer Politiker († 2019)
- 08. Juli: Elisabeth Kübler-Ross, schweizerisch-US-amerikanische Medizinerin († 2004)
- 08. Juli: Heinz-Jürgen Zierke, deutscher Dramaturg († 2015)
- 09. Juli: Murphy Anderson, US-amerikanischer Comiczeichner († 2015)
- 09. Juli: János Gosztonyi, ungarischer Schauspieler, Regisseur und Dramatiker († 2014)
- 09. Juli: Henri-Ferdinand Lavanchy, Schweizer Unternehmer, Gründer von Adecco († 2012)
- 09. Juli: Georg Lohmeier, bayerischer Schriftsteller, Drehbuchautor, Schauspieler und Royalist († 2015)
- 09. Juli: Ben Mottelson, US-amerikanisch-dänischer Physiker († 2022)
- 10. Juli: Carleton Carpenter, US-amerikanischer Schauspieler († 2022)
- 10. Juli: Fred Gwynne, US-amerikanischer Schauspieler und Autor († 1993)
- 10. Juli: Dschaba Iosseliani, georgischer Staatschef und Krimineller († 2003)
- 10. Juli: Tony Settember, US-amerikanischer Automobilrennfahrer († 2014)
- 11. Juli: Rodolfo Arizaga, argentinischer Komponist († 1985)
- 11. Juli: Frederick Buechner, US-amerikanischer Schriftsteller, reformierter Theologe und presbyterianischer Pastor († 2022)
- 11. Juli: Reginald Lisowski, US-amerikanischer Wrestler († 2005)
- 12. Juli: Carl Adam Petri, deutscher Mathematiker und Informatiker († 2010)
- 12. Juli: Oswald Mathias Ungers, deutscher Architekt der Postmoderne († 2007)
- 14. Juli: Edith Carstensen, deutsche Scherenschnittkünstlerin († 2018)
- 14. Juli: Cindy Ellis, deutsche Schlagersängerin († 2023)
- 14. Juli: Arthur Feldmann, deutschsprachiger Schriftsteller österreichisch-jüdischer Herkunft († 2012)
- 14. Juli: Harry Dean Stanton, US-amerikanischer Schauspieler († 2017)
- 15. Juli: Driss Chraïbi, marokkanischer Autor († 2007)
- 15. Juli: Leopoldo Galtieri, argentinischer Militär († 2003)
- 15. Juli: Carl Melles, ungarisch-österreichischer Dirigent († 2004)
- 16. Juli: F. C. Gundlach, deutscher Fotograf († 2021)
- 16. Juli: Ivica Horvat, jugoslawischer Fußballspieler und -trainer († 2012)
- 16. Juli: Heinrich Kwiatkowski, deutscher Fußballspieler († 2008)
- 16. Juli: Alfred Pfaff, deutscher Fußballspieler († 2008)
- 16. Juli: Irwin Rose, US-amerikanischer Biochemiker († 2015)
- 16. Juli: Stef Wertheimer, israelischer Unternehmer († 2025)
- 18. Juli: Elisabeth Müller, schweizerische Filmschauspielerin († 2006)
- 19. Juli: Helen Gallagher, US-amerikanische Schauspielerin († 2024)
- 20. Juli: Walter Schumacher, deutscher Fußballspieler
- 21. Juli: Norman Birnbaum, US-amerikanischer Soziologe († 2019)
- 21. Juli: Norman Jewison, kanadischer Filmregisseur († 2024)
- 21. Juli: Karel Reisz, tschechisch-englischer Regisseur († 2002)
- 21. Juli: Giancarlo Vitali, italienischer Fußballspieler und -trainer († 2011)
- 22. Juli: Bryan Forbes, britischer Filmregisseur, Drehbuchautor und Schauspieler († 2013)
- 22. Juli: Wolfgang Iser, deutscher Literaturwissenschaftler († 2007)
- 22. Juli: James Innell Packer, englisch-kanadischer anglikanischer Theologe und Autor († 2020)
- 23. Juli: Cedella Marley Booker, jamaikanische Autorin und Sängerin († 2008)
- 23. Juli: Ludvík Vaculík, tschechischer Schriftsteller († 2015)
- 24. Juli: Hans Günter Winkler, deutscher Springreiter († 2018)
- 25. Juli: Okuno Takeo, japanischer Literaturkritiker († 1997)
- 26. Juli: James Best, US-amerikanischer Schauspieler († 2015)
- 27. Juli: Margret Dünser, österreichische Journalistin († 1980)
- 28. Juli: Barbara Cunningham, australische Turnerin und Eisschnellläuferin († 2022)
- 29. Juli: Dominique Appia, schweizerischer Kunstmaler († 2017)
- 30. Juli: Betye Saar, US-amerikanische Künstlerin
- 31. Juli: Hilary Putnam, US-amerikanischer Philosoph († 2016)

### August
- 01. August: Theo Adam, deutscher Kammersänger und Opernregisseur († 2019)
- 01. August: Karl Kohn, US-amerikanischer Komponist, Pianist und Musikpädagoge († 2024)
- 02. August: Elisabeth Adler, deutsche Direktorin einer Evangelischen Akademie († 1997)
- 03. August: Rushdy Said Bughdady Abaza, ägyptischer Schauspieler († 1980)
- 03. August: Rona Anderson, britische Schauspielerin († 2013)
- 03. August: Maurice Auslander, US-amerikanischer Mathematiker († 1994)
- 03. August: Tony Bennett, US-amerikanischer Jazzmusiker († 2023)
- 03. August: Anthony Sampson, britischer Journalist und Schriftsteller († 2004)
- 04. August: Werner Koch, deutscher Schriftsteller († 1992)
- 05. August: Betsy Jolas, französische Komponistin
- 05. August: Eino Kalpala, finnischer Skirennläufer und Rallyebeifahrer († 2022)
- 05. August: Per Wahlöö, schwedischer Krimi-Schriftsteller († 1975)
- 06. August: Janet Asimov, US-amerikanische Science-Fiction-Autorin und Psychoanalytikerin († 2019)
- 06. August: Ernst Feuerbaum, deutscher Betriebswirt († 2014)
- 06. August: Frank Finlay, britischer Schauspieler († 2016)
- 06. August: Ernst Gehmacher, österreichischer Publizist und Sozialwissenschaftler († 2021)
- 06. August: Shun’ichi Iwasaki, japanischer Ingenieur († 2025)
- 06. August: Harald Leupold-Löwenthal, österreichischer Psychoanalytiker († 2007)
- 06. August: Christa Reinig, deutsche Schriftstellerin († 2008)
- 07. August: John Otho Marsh junior, US-amerikanischer Politiker († 2019)
- 07. August: Jean-Claude Touche, französischer Organist und Komponist († 1944)
- 08. August: Herbert H. Ágústsson, isländischer Komponist und Hornspieler († 2017)
- 08. August: Silvio Amadio, italienischer Filmregisseur und Drehbuchautor († 1995)
- 08. August: Richard Norman Anderson, US-amerikanischer Schauspieler († 2017)
- 08. August: Piero Drogo, italienischer Automobilrennfahrer und Konstrukteur († 1973)
- 08. August: Stjepan Đureković, jugoslawischer Industriemanager und Dissident († 1983)
- 08. August: Urbie Green, US-amerikanischer Jazzposaunist († 2018)
- 09. August: Gene Barge, US-amerikanischer Saxophonspieler († 2025)
- 09. August: Aglaja Schmid, österreichische Schauspielerin († 2003)
- 10. August: Marie-Claire Alain, französische Organistin und Musikpädagogin († 2013)
- 11. August: Aaron Klug, britischer Biochemiker, Molekularbiologe und Nobelpreisträger († 2018)
- 12. August: Paul Suter, Schweizer Bildhauer († 2009)
- 13. August: Chanoch Bartow, israelischer Schriftsteller und Journalist († 2016)
- 13. August: Fidel Castro, Staatspräsident von Kuba († 2016) Fidel Castro, 2003

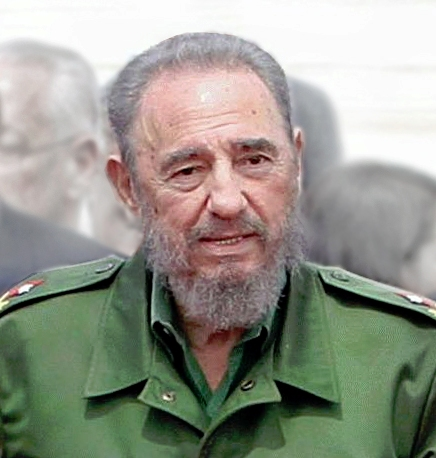
Fidel Castro, 2003

- 14. August: Alice Adams, US-amerikanische Autorin und Universitätsprofessorin († 1999)
- 14. August: Agostino Cacciavillan, italienischer Kardinal der römisch-katholischen Kirche († 2022)
- 14. August: René Goscinny, französischer Comic-Autor († 1977) René Goscinny, 1971

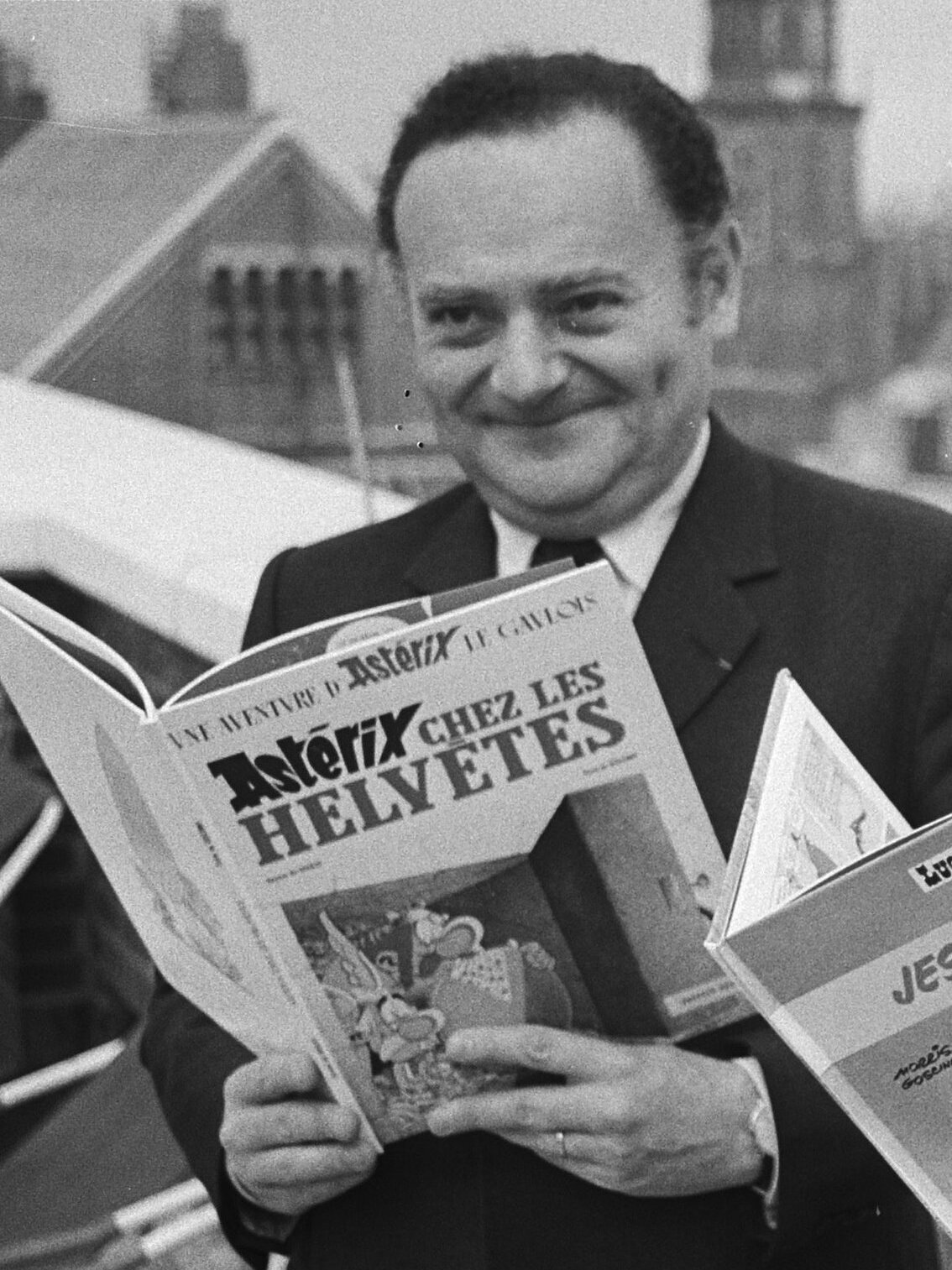
René Goscinny, 1971

- 15. August: Armin Andrä, deutscher Kieferchirurg und Zahnmediziner († 2018)
- 15. August: Georgann Johnson, US-amerikanische Schauspielerin († 2018)
- 15. August: Julius Katchen, US-amerikanischer Pianist († 1969)
- 15. August: Sami Michael, israelischer Autor († 2024)
- 15. August: Konstantinos Stefanopoulos, griechischer Politiker († 2016)
- 15. August: Karl Heinz Türk, deutscher Heimatforscher († 2019)
- 17. August: Duilio Brignetti, italienischer Moderner Fünfkämpfer († 1993)
- 17. August: Jiang Zemin, chinesischer Staatsmann und Politiker († 2022) Jiang Zemin, 2000

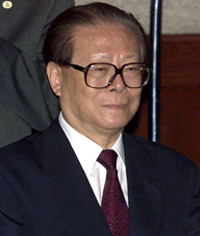
Jiang Zemin, 2000

- 19. August: Johnny Boyd, US-amerikanischer Automobilrennfahrer († 2003)
- 19. August: Arthur Rock, US-amerikanischer Geschäftsmann
- 20. August: Hocine Aït Ahmed, algerischer Politiker († 2015)
- 21. August: Achim Brankačk, sorbischer Chorleiter und Autor († 2013)
- 21. August: Felix Czeike, österreichischer Historiker und Volksbildner († 2006)
- 21. August: Marian Kardinal Jaworski, Erzbischof von Lviv († 2020)
- 22. August: Max Georg Freiherr von Twickel, deutscher Weihbischof im Bistum Münster († 2013)
- 23. August: Herbert Beattie, US-amerikanischer Opernsänger († 2019)
- 23. August: Clifford Geertz, US-amerikanischer Anthropologe († 2006)
- 24. August: Nancy Spero, US-amerikanische Malerin († 2009)
- 26. August: Stefano Angeleri, italienischer Fußballspieler und -trainer († 2012)
- 27. August: Karl-Heinz Heddergott, deutscher Fußballtrainer und Fachautor († 2021)
- 27. August: Werner Ludwig, deutscher Politiker († 2020)
- 27. August: Kristen Nygaard, norwegischer Informatiker († 2002)
- 28. August: Luis Amplatz, italienischer Separatist († 1964)
- 28. August: Hal Russell, US-amerikanischer Jazzmusiker († 1992)
- 29. August: Hélène Ahrweiler, griechische Byzantinistin und UNICEF-Botschafterin
- 29. August: Betty Lynn, US-amerikanische Schauspielerin († 2021)
- 30. August: Rudi Gutendorf, deutscher Fußballtrainer († 2019)

### September
- 01. September: Antonio Abenoza, spanischer Fußballspieler († 1953)
- 01. September: Abdur Rahman Biswas, bangladeschischer Politiker († 2017)
- 02. September: Ibrahim Nasir, maledivischer Politiker, erster Präsident der zweiten Republik der Malediven 1968–1978 († 2008)
- 02. September: Erich Selbmann, deutscher Journalist († 2006)
- 03. September: Ilídio do Amaral, portugiesischer Geograph († 2017)
- 03. September: Rudi Arnstadt, Hauptmann der Grenztruppen der DDR († 1962)
- 03. September: Jochen Bleicken, deutscher Historiker († 2005)
- 03. September: Alison Lurie, US-amerikanische Schriftstellerin und Literaturwissenschaftlerin († 2020)
- 03. September: Irene Papas, griechische Schauspielerin († 2022)
- 04. September: Jewgeni Nikolajewitsch Andrejew, russischer Testpilot und Fallschirmspringer († 2000)
- 04. September: Ivan Illich, österreichischer Pädagoge, Philosoph, Theologe († 2002)
- 04. September: Robert J. Lagomarsino, US-amerikanischer Politiker († 2021)
- 04. September: Helmut Ringelmann, deutscher Filmproduzent († 2011)
- 05. September: Joki Freund, deutscher Jazzmusiker († 2012)
- 06. September: Claus von Amsberg, Ehemann der niederländischen Königin Beatrix († 2002)
- 07. September: Juan Ángel Belda Dardiñá, spanischer Bischof († 2010)
- 07. September: Erich Juskowiak, deutscher Fußballspieler († 1983)
- 07. September: Donald Pinkel, US-amerikanischer Mediziner († 2022)
- 08. September: Sergio Pininfarina, italienischer Automobildesigner († 2012)
- 09. September: Charles W. Duncan, US-amerikanischer Politiker († 2022)
- 09. September: Michael Lentz, deutscher Drehbuchautor, Schauspieler und Regisseur († 2001)
- 09. September: Yusuf al-Qaradawi, islamischer Rechtsgelehrter († 2022)
- 09. September: Hannes Schmidhauser, schweizerischer Filmschauspieler, Drehbuchautor und Regisseur († 2000)
- 10. September: Ladislav Adamec, von 1988 bis 1989 Ministerpräsident der Tschechoslowakei († 2007)
- 10. September: Hans Oesch, Schweizer Musikwissenschaftler († 1992)
- 10. September: Alexander Wargon, australischer Ingenieur († 2010)
- 12. September: Ellen Callmann, US-amerikanische Kunsthistorikerin († 2002)
- 12. September: Gaby von Schönthan (geb. Gabriele Philipp, verh. Gabriele Frischauer), österreichische Schauspielerin und Schriftstellerin († 2002)
- 12. September: Frans Ludo Verbeeck, belgischer Komponist und Dirigent († 2000)
- 13. September: Sidney Drell, US-amerikanischer Physiker († 2016)
- 13. September: Peter Schütt, deutscher Forstwissenschaftler († 2010)
- 14. September: Vincenzo Agnetti, italienischer Konzeptkünstler, Fotograf, Kunsttheoretiker und Schriftsteller († 1981)
- 14. September: Michel Butor, französischer Schriftsteller († 2016)
- 14. September: Georg May, deutscher Theologe und Kirchenrechtler
- 14. September: Luise Neupert-Keil, deutsche Werbegrafikerin († 2009)
- 15. September: Klaus Dehler, Arzt und bayerischer Politiker († 2005)
- 15. September: Ed Derwinski, US-amerikanischer Politiker († 2012)
- 15. September: Alois Harrer, deutscher Skilangläufer († 2009)
- 15. September: Jewgeni Samsonow, sowjetischer Ruderer, Olympiazweiter und russischer Rudertrainer († 2014)
- 15. September: Jean-Pierre Serre, französischer Mathematiker
- 16. September: Tommy Bond, US-amerikanischer Schauspieler († 2005)
- 16. September: Gerard Mach, polnischer Leichtathlet und Leichtathletiktrainer († 2015)
- 16. September: Robert Schuller, US-amerikanischer Pastor († 2015)
- 16. September: Rudolf Zehetgruber, österreichischer Schauspieler, Regisseur, Drehbuchautor und Filmproduzent († 2023)
- 17. September: Kurt Anliker, schweizerischer klassischer Philologe († 2006)
- 17. September: Hermann Bausinger, deutscher Volkskundler († 2021)
- 17. September: Bill Black, US-amerikanischer Musiker († 1965)
- 17. September: Jean-Marie Lustiger, Erzbischof von Paris († 2007)
- 17. September: Jack McDuff, US-amerikanischer Jazzorganist († 2001)
- 17. September: Klaus Schütz, deutscher Politiker († 2012)
- 18. September: Dionis Bubani, albanischer Schriftsteller († 2006)
- 18. September: Abel Goumba, Politiker der Zentralafrikanischen Republik († 2009)
- 19. September: Carlo Fruttero, italienischer Schriftsteller († 2012)
- 19. September: Masatoshi Koshiba, japanischer Physiker († 2020)
- 19. September: James Lipton, US-amerikanischer Filmschaffender († 2020)
- 19. September: Nini Rosso, italienischer Jazz-Trompeter und Komponist († 1994)
- 19. September: Duke Snider, US-amerikanischer Baseballspieler († 2011)
- 20. September: Wolfgang Gruner, deutscher Kabarettist, Schauspieler und Regisseur († 2002)
- 20. September: Harald Hakenbeck, deutscher Maler und Grafiker
- 20. September: Libero Liberati, italienischer Motorradrennfahrer († 1962)
- 21. September: Donald Arthur Glaser, US-amerikanischer Physiker und Neurobiologe († 2013)
- 22. September: Hans von der Goltz, deutscher Manager († 2018)
- 23. September: John Coltrane, US-amerikanischer Jazzmusiker (Saxophon) († 1967)
- 23. September: Henri Freylinger, luxemburgischer Ringer († 2017)
- 23. September: Henry Silva, US-amerikanischer Schauspieler († 2022)
- 24. September: Ricardo María Carles Gordó, Erzbischof von Barcelona († 2013)
- 24. September: Veit Relin, österreichischer Schauspieler, Drehbuchautor und Regisseur († 2013)
- 25. September: Otfried Steger, Minister für Elektrotechnik und Elektronik der DDR († 2002)
- 26. September: Tulsi Giri, nepalesischer parteiloser Politiker († 2018)
- 26. September: Sydney Humphreys, kanadischer Geiger und Musikpädagoge († 2015)
- 28. September: Fritz Streletz, deutscher General († 2025)
- 26. September: Chucho Sanoja, venezolanischer Komponist, Arrangeur, Orchesterleiter und Pianist († 1998)
- 29. September: Tony Echavarría, dominikanischer Sänger und Kabarettist († 1993)
- 29. September: Egon Höhmann, deutscher Politiker († 1979)
- 29. September: Alfred Nann, deutscher Politiker und MdB († 2018)
- 29. September: Philip Ruppe, US-amerikanischer Politiker
- 30. September: Heinz-Horst Deichmann, deutscher Unternehmer († 2014)
- 30. September: Hans-Günter Schodruch, deutscher Politiker und MdEP († 1999)
- 30. September: Eric Stanton, US-amerikanischer Comiczeichner und Illustrator († 1999)

### Oktober
- 01. Oktober: Manfred Messerschmidt, deutscher Militärhistoriker († 2022)
- 01. Oktober: Els Oksaar, estnisch-schwedische Linguistin († 2015)
- 03. Oktober: Marques Haynes, US-amerikanischer Basketballspieler († 2015)
- 03. Oktober: Jack Wells, südafrikanischer Turner († 2010)
- 07. Oktober: Marcello Abbado, italienischer Komponist und Pianist († 2020)
- 07. Oktober: Paul Gerhard Aring, deutscher Theologe († 2003)
- 07. Oktober: Rolf Reuter, deutscher Dirigent und Hochschullehrer († 2007)
- 08. Oktober: Günter Mittag, Mitglied des ZK der SED († 1994)

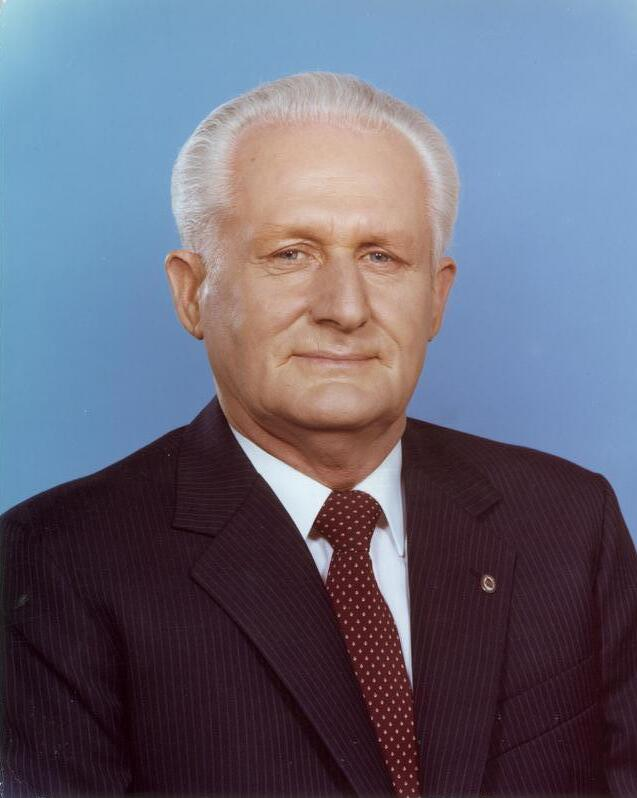
Günter Mittag, 1984

- 08. Oktober: Ruth Mönch, deutsche Schauspielerin, Sängerin und Moderatorin († 2000)
- 08. Oktober: Krzysztof Skubiszewski, polnischer Politiker († 2010)
- 09. Oktober: Ruth Ellis, britische Mörderin († 1955)
- 09. Oktober: Walter Neuhäusser, deutscher Architekt († 2021)
- 09. Oktober: Shi Jiuyong, chinesischer Jurist († 2022)
- 10. Oktober: Oscar Brown Jr., US-amerikanischer Jazz-Sänger und Texter († 2005)
- 11. Oktober: Rudolf Arens, deutscher Grünlandwissenschaftler († 1991)
- 11. Oktober: Thích Nhất Hạnh, vietnamesischer Mönch und Autor († 2022)
- 11. Oktober: Earle Hyman, US-amerikanischer Schauspieler († 2017)
- 12. Oktober: Fabio De Agostini, italienischer Drehbuchautor und Filmregisseur
- 12. Oktober: Hidehiko Matsumoto, japanischer Jazzmusiker und Schauspieler († 2000)
- 12. Oktober: César Pelli, argentinischer Architekt († 2019)
- 13. Oktober: Ray Brown, US-amerikanischer Jazz-Bassist († 2002)
- 13. Oktober: Martin Ťapák, tschechischer Schauspieler, Regisseur, Drehbuchautor und Choreograph († 2015)
- 14. Oktober: Conrad Drzewiecki, polnischer Balletttänzer und Choreograph († 2007)
- 14. Oktober: Theo Fischer, deutscher Komponist († 2023)
- 14. Oktober: Gérald Gagnier, kanadischer Komponist, Trompeter und Kapellmeister († 1961)
- 14. Oktober: Günther Schwarberg, deutscher Autor († 2008)
- 15. Oktober: Genrich Saulowitsch Altschuller, russischer Ingenieur und Wissenschaftler († 1998)
- 15. Oktober: Michel Foucault, französischer Philosoph († 1984)
- 15. Oktober: Karl Richter, deutscher Chorleiter, Dirigent, Organist und Cembalist († 1981)
- 17. Oktober: Julie Adams, US-amerikanische Schauspielerin († 2019)
- 17. Oktober: Beverly Garland, US-amerikanische Schauspielerin († 2008)
- 17. Oktober: Roberto Lippi, italienischer Automobilrennfahrer († 2011)
- 18. Oktober: Walter Asam, deutscher Jurist und Politiker († 2002)

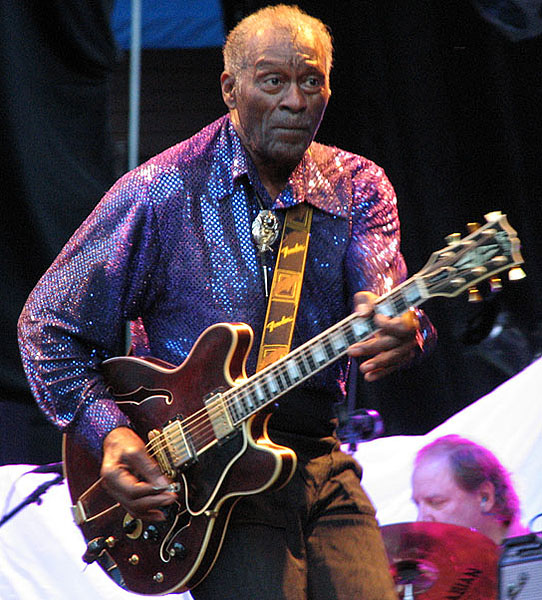
Chuck Berry, 2007

- 18. Oktober: Chuck Berry, US-amerikanischer Pionier des Rock-’n’-Roll († 2017)
- 18. Oktober: Klaus Kinski, deutscher Schauspieler († 1991)

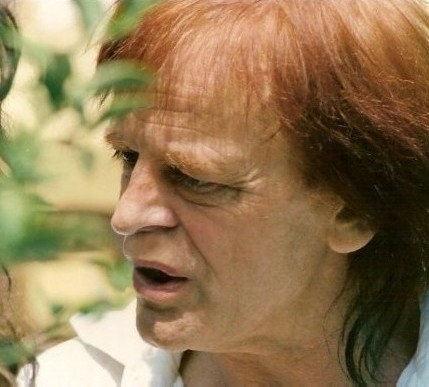
Klaus Kinski, 1988

- 19. Oktober: Udo Schaefer, deutscher Bahai-Theologe († 2019)
- 19. Oktober: Edward Lewis Wallant, US-amerikanischer Schriftsteller († 1962)
- 20. Oktober: Luigi Di Gianni, italienischer Dokumentarfilmer († 2019)
- 21. Oktober: Don Elliott, US-amerikanischer Jazzmusiker und Produzent († 1984)
- 21. Oktober: Werner Holzer, deutscher Journalist und Publizist († 2016)
- 21. Oktober: Leo Kirch, deutscher Medienunternehmer († 2011)
- 21. Oktober: Josef Krings, deutscher Politiker und Oberbürgermeister von Duisburg von 1975 bis 1997 († 2019)
- 21. Oktober: Hubert Luttenberger, deutscher Motorradrennfahrer († 2021)
- 21. Oktober: Sylva Schüler, deutsche Schauspielerin
- 21. Oktober: Bill Waller, US-amerikanischer Politiker († 2011)
- 22. Oktober: Arthur Hamilton, US-amerikanischer Songwriter († 2025)
- 22. Oktober: Sabine Hoffmann, deutsche Malerin und Bildhauerin († 2016)
- 22. Oktober: Nikolaus Senn, Schweizer Bankmanager († 2014)
- 23. Oktober: Larry Crockett, US-amerikanischer Automobilrennfahrer († 1955)
- 24. Oktober: Corrado Olmi, italienischer Schauspieler († 2020)
- 24. Oktober: Yelberton Abraham Tittle, US-amerikanischer American-Football-Spieler († 2017)
- 25. Oktober: Jimmy Heath, US-amerikanischer Komponist († 2020)
- 25. Oktober: Galina Wischnewskaja, russische Sopranistin († 2012)
- 26. Oktober: George Crum, kanadischer Dirigent und Pianist († 2007)
- 26. Oktober: Bernhard Klodt, deutscher Fußballspieler († 1996)
- 27. Oktober: Ruth Stephan, deutsche Schauspielerin und Kabarettistin († 1975)
- 27. Oktober: Otto Baitinger, deutscher Fußballspieler
- 27. Oktober: Harry Robbins Haldeman, Stabschef des Weißen Hauses unter Präsident Nixon († 1993)
- 27. Oktober: Tewfik Saleh, ägyptischer Filmregisseur und Drehbuchautor († 2013)
- 27. Oktober: Kai Warner, deutscher Musiker († 1982)
- 29. Oktober: Necmettin Erbakan, türkischer islamistischer Politiker († 2011)
- 29. Oktober: Thomas Reiner, deutscher Schauspieler und Synchronsprecher († 2024)
- 29. Oktober: Jon Vickers, kanadischer Heldentenor († 2015)
- 30. Oktober: Georg Ewald, Minister für Land-, Forst- und Nahrungsgüterwirtschaft der DDR († 1973)
- 30. Oktober: Jacques Swaters, belgischer Automobilrennfahrer und Rennstallbesitzer († 2010)
- 30. Oktober: Dieter Zechlin, deutscher Pianist († 2012)
- 31. Oktober: Rudolf Agsten, deutscher Politiker († 2008)
- 31. Oktober: Hans Auenmüller, deutscher Dirigent und Komponist († 1991)
- Oktober: Zou Jiahua, chinesischer Politiker († 2025)

### November
- 01. November: Lars Ardelius, schwedischer Schriftsteller († 2012)
- 01. November: Günter de Bruyn, deutscher Schriftsteller († 2020)
- 01. November: Lou Donaldson, US-amerikanischer Jazz-Saxophonist († 2024)
- 01. November: Betsy Palmer, US-amerikanische Schauspielerin († 2015)
- 01. November: Bob Veith, US-amerikanischer Automobilrennfahrer († 2006)
- 02. November: Antonio Cantisani, italienischer Erzbischof († 2021)
- 02. November: Peter Robert Franke, deutscher Althistoriker und Numismatiker († 2018)
- 03. November: Valdas Adamkus, litauischer Präsident
- 03. November: Karl-Heinz Domdey, deutscher Wirtschaftswissenschaftler und Hochschullehrer († 2012)
- 03. November: Billy Mitchell, US-amerikanischer Jazz-Saxophonist († 2001)
- 03. November: Alois Schardt, deutscher Journalist, Programmdirektor des ZDF († 1998)
- 05. November: John Berger, britischer Maler, Schriftsteller und Kunstkritiker († 2017)
- 05. November: Andrónico Luksic Abaroa, chilenischer Milliardär († 2005)
- 07. November: Alfred Dallinger, österreichischer Politiker († 1989)
- 07. November: Joan Sutherland, australische Sopranistin († 2010)
- 08. November: Eberhard Itzenplitz, deutscher Regisseur († 2012)
- 08. November: Peter van Pels, Opfer des Holocaust († 1945)
- 09. November: Maria Anders, deutsche Historikerin († 1997)
- 09. November: Idrissa Arouna, nigrischer Offizier, Politiker und Diplomat
- 09. November: Martin Benrath, deutscher Schauspieler († 2000)
- 09. November: Hugh Leonard, irischer Dramatiker und Journalist († 2009)
- 09. November: Mary Morrison, kanadische Sängerin und Gesangspädagogin
- 10. November: Art Bisch, US-amerikanischer Automobilrennfahrer († 1958)
- 10. November: Juan Jesús Posadas Ocampo, Erzbischof von Guadalajara und Kardinal († 1993)
- 10. November: Jacques Rozier, französischer Filmregisseur († 2023)
- 10. November: Jeroným Zajíček, US-amerikanischer Komponist und Musikpädagoge tschechischer Herkunft († 2007)
- 11. November: Harry Arlt, deutscher Fußballspieler († 2014)
- 11. November: José Manuel Caballero Bonald, spanischer Schriftsteller († 2021)
- 11. November: Maria Teresa de Filippis, italienische Automobilrennfahrerin († 2016)
- 11. November: Noah Gordon, US-amerikanischer Schriftsteller († 2021) Noah Gordon, 2008

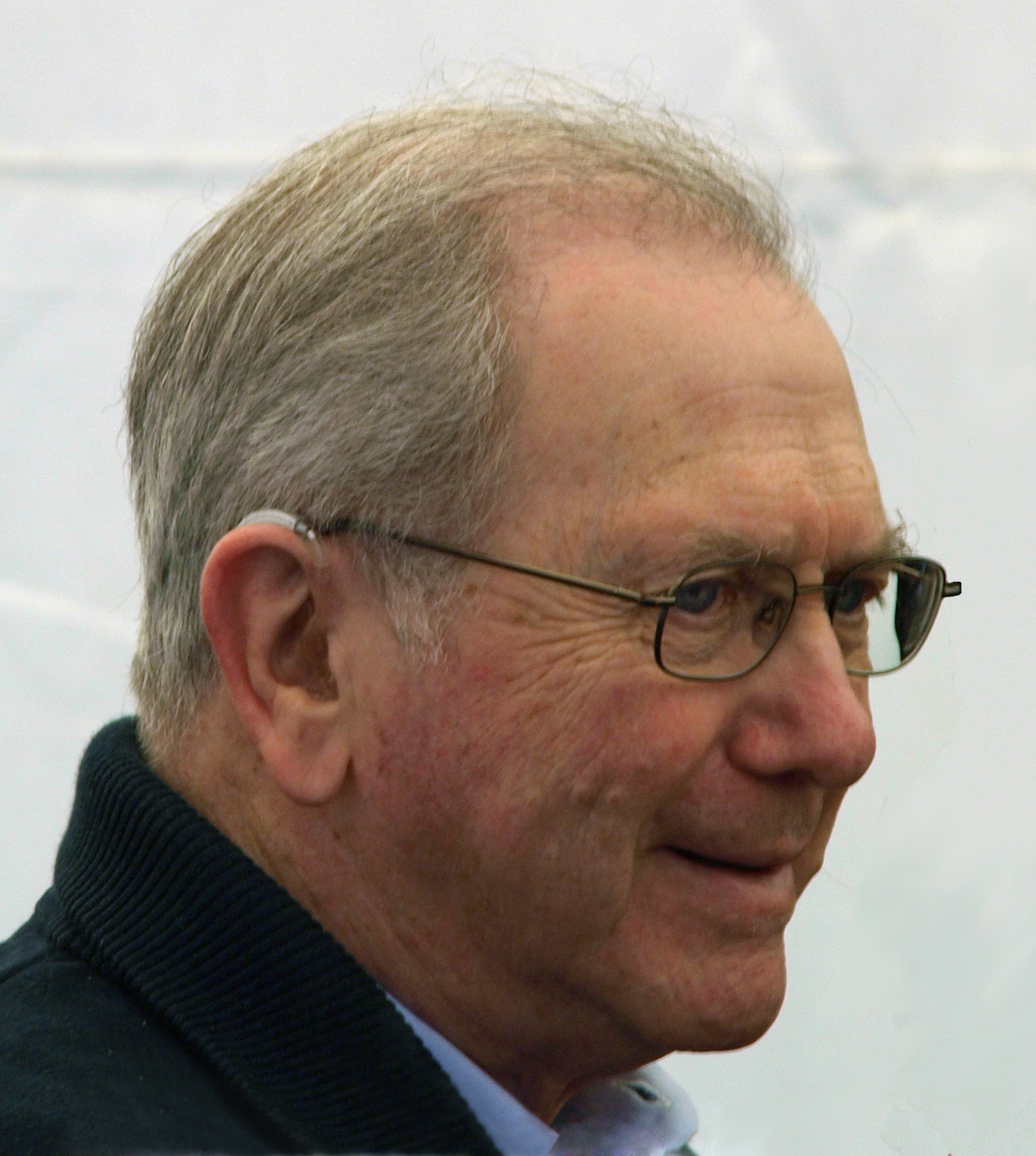
Noah Gordon, 2008

- 13. November: Harry Hughes, US-amerikanischer Politiker († 2019)
- 14. November: Günter Fromm, Autor zur Thüringer Eisenbahngeschichte († 1994)
- 14. November: Leonie Rysanek, österreichische Kammersängerin († 1998)
- 15. November: Alfred Biehle, deutscher Politiker († 2014)
- 15. November: Helmut Fischer, deutscher Schauspieler († 1997)
- 15. November: Raúl Marrero, puerto-ricanischer Cantautor († 2018)
- 15. November: Manfred Müller, deutscher Bischof († 2015)
- 16. November: Ton de Leeuw, niederländischer Komponist und Musikpädagoge († 1996)
- 16. November: Alexei Suetin, russischer Schachspieler († 2001)
- 17. November: Robert Brown, US-amerikanischer Schauspieler († 2022)
- 17. November: Mirko Tremaglia, italienischer Politiker († 2011)
- 19. November: Thomas John Ashton, britischer Bankier und Peer († 2008)
- 19. November: Jeane Kirkpatrick, US-amerikanische Politikwissenschaftlerin und Ex-Botschafterin bei der UNO († 2006)
- 19. November: Pino Rauti, italienischer Politiker († 2012)
- 19. November: Felicitas Ritsch, deutsche Schauspielerin († 2000)
- 20. November: Peter Kingsley Archer, britischer Politiker († 2012)
- 20. November: Judith Magre, französische Schauspielerin
- 20. November: Miroslav Tichý, tschechischer Fotograf und Maler († 2011)
- 21. November: Anna Anni, italienische Kostümbildnerin († 2011)
- 21. November: William Wakefield Kardinal Baum, Erzbischof von Washington († 2015)
- 21. November: Josef Rut, tschechischer Komponist, Geiger und Musikwissenschaftler († 2007)
- 22. November: Gerhard Altenbourg, deutscher Maler und Grafiker († 1989)
- 23. November: R. L. Burnside, US-amerikanischer Bluessänger († 2005)
- 23. November: Ivano Fontana, italienischer Boxer († 1993)
- 23. November: Sathya Sai Baba, indischer Guru († 2011)
- 24. November: Reinhold Amonat, deutscher Politiker († 2010)
- 24. November: Werner Heiduczek, deutscher Schriftsteller († 2019)
- 24. November: Tsung-Dao Lee, US-amerikanisch-chinesischer Physiker († 2024)
- 25. November: Poul Anderson, US-amerikanischer Science-Fiction-Autor († 2001)
- 25. November: Terry Kilburn, britischer Schauspieler
- 26. November: Herbert Freudenberger, deutscher Psychoanalytiker († 1999)
- 26. November: Ralf Wolter, deutscher Schauspieler († 2022)
- 27. November: Franz Baum, deutscher Bogenschütze und Bundestrainer († 2010)
- 28. November: Eberhard von Brauchitsch, deutscher Manager († 2010)
- 28. November: Max Gassner, liechtensteinischer Skirennläufer († 1994)
- 29. November: Beji Caid Essebsi, Staatspräsident von Tunesien (2014–2019) († 2019)
- 30. November: Rafael Avalos, mexikanischer Fußballspieler († 1993)
- 30. November: Beat Rudolf Jenny, Schweizer Historiker († 2025)
- 30. November: Andrew Victor Schally, litauisch-US-amerikanischer Physiologe († 2024)

### Dezember
- 01. Dezember: Mieczysław Rakowski, polnischer Politiker und Journalist († 2008)
- 03. Dezember: Joachim Dalsass, Südtiroler Politiker († 2005)
- 03. Dezember: Ostara Körner, deutsche Schauspielerin († 2011)
- 03. Dezember: Mechthild Mannewitz, deutsche Malerin
- 04. Dezember: Fernando Valenti, US-amerikanischer Cembalist († 1990)
- 04. Dezember: Carl Zimmerer, deutscher Wirtschaftswissenschaftler († 2001)
- 06. Dezember: Jim Jeffords, US-amerikanischer Automobilrennfahrer († 2014)
- 08. Dezember: Günter Abramzik, deutscher Theologe († 1992)
- 08. Dezember: Joachim Fest, deutscher Historiker, Journalist und Autor († 2006)
- 09. Dezember: Ed Elisian, US-amerikanischer Automobilrennfahrer († 1959)
- 09. Dezember: Erhard Eppler, deutscher Politiker († 2019) Erhard Eppler, 2013

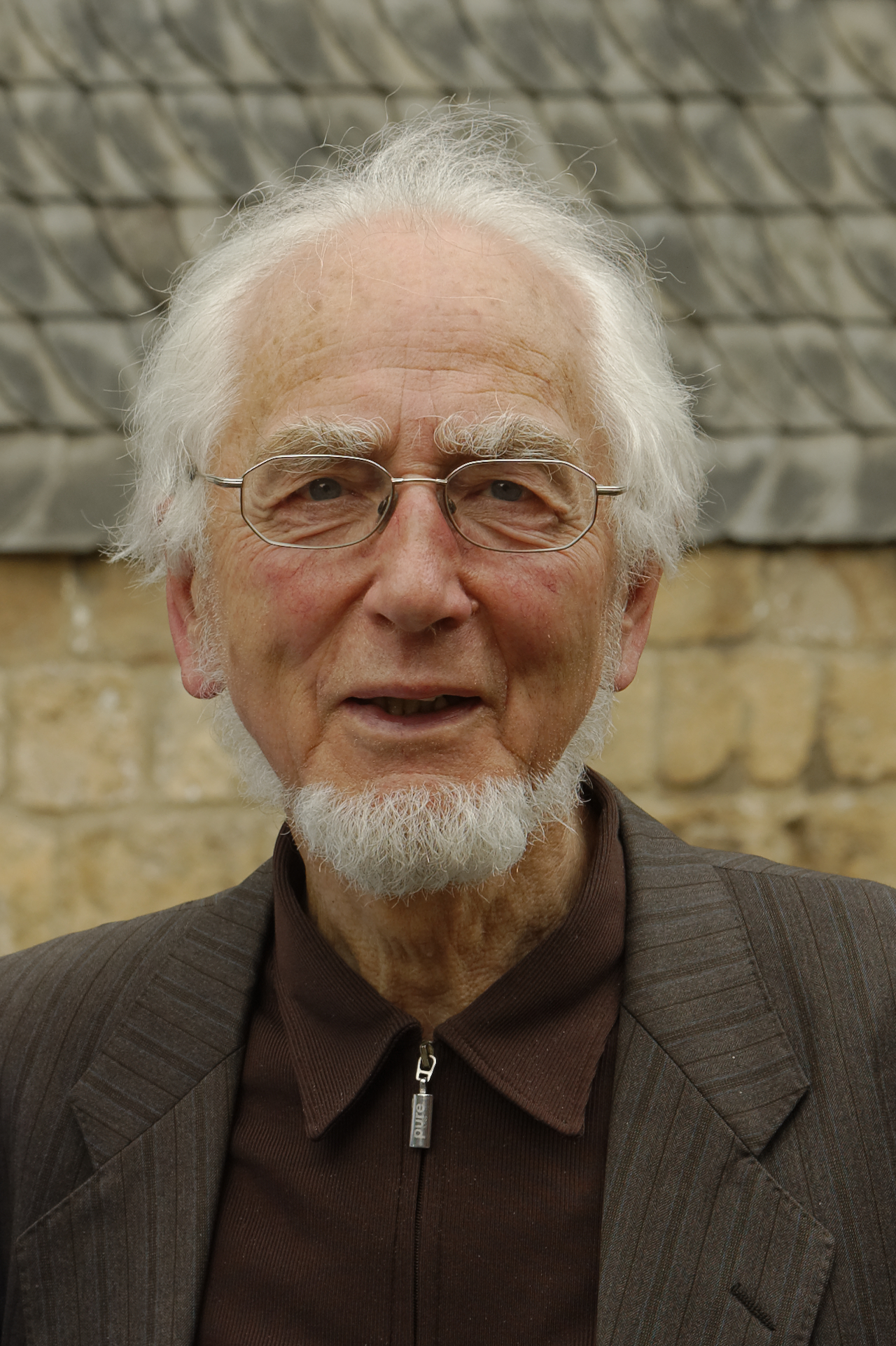
Erhard Eppler, 2013

- 09. Dezember: Henry Way Kendall, US-amerikanischer Physiker, Nobelpreisträger († 1999)
- 10. Dezember: Noël Goemanne, belgisch-amerikanischer Komponist, Kirchenmusiker, Organist und Chorleiter († 2010)
- 10. Dezember: Eddie „Guitar Slim“ Jones, US-amerikanischer Blues-Gitarrist († 1959)
- 11. Dezember: Jules Angst, schweizerischer Professor für Psychiatrie
- 11. Dezember: Big Mama Thornton, US-amerikanische Bluessängerin († 1984)
- 12. Dezember: Étienne-Émile Baulieu, französischer Endokrinologe († 2025)
- 12. Dezember: Elvio Romero, paraguayischer Dichter († 2004)
- 13. Dezember: George Rhoden, jamaikanischer Leichtathlet und Olympiasieger († 2024)
- 14. Dezember: Martin Hengel, deutscher evangelischer Theologe († 2009)
- 14. Dezember: Herbert Roth, deutscher Komponist und Interpret volkstümlicher Musik († 1983)
- 15. Dezember: Emmanuel Kardinal Wamala, Erzbischof von Kampala
- 15. Dezember: Karl Wienand, deutscher Politiker († 2011)
- 16. Dezember: Claude Brinegar, US-amerikanischer Politiker († 2009)
- 17. Dezember: Kurt Goth, deutscher Fußballtorwart († 1990)
- 17. Dezember: Jean Assaad Haddad, libanesischer Erzbischof († 2021)
- 17. Dezember: Patrice Wymore, US-amerikanische Schauspielerin († 2014)
- 18. Dezember: Sepp Stappung, Schweizer Gewerkschafter und Politiker († 2010)
- 19. Dezember: Gustavo Arcos, kubanischer Dissident († 2006)
- 19. Dezember: Abdulwahab Al-Bayyati, irakischer Dichter († 1999)
- 19. Dezember: Eckart Dux, deutscher Schauspieler und Synchronsprecher († 2024)
- 19. Dezember: Hans Henn, deutscher Bobfahrer († 1993)
- 19. Dezember: Bobby Layne, US-amerikanischer American-Football-Spieler († 1986)
- 20. Dezember: Geoffrey Howe, britischer konservativer Politiker († 2015)
- 20. Dezember: Otto Graf Lambsdorff, deutscher Politiker († 2009) Otto Graf Lambsdorff

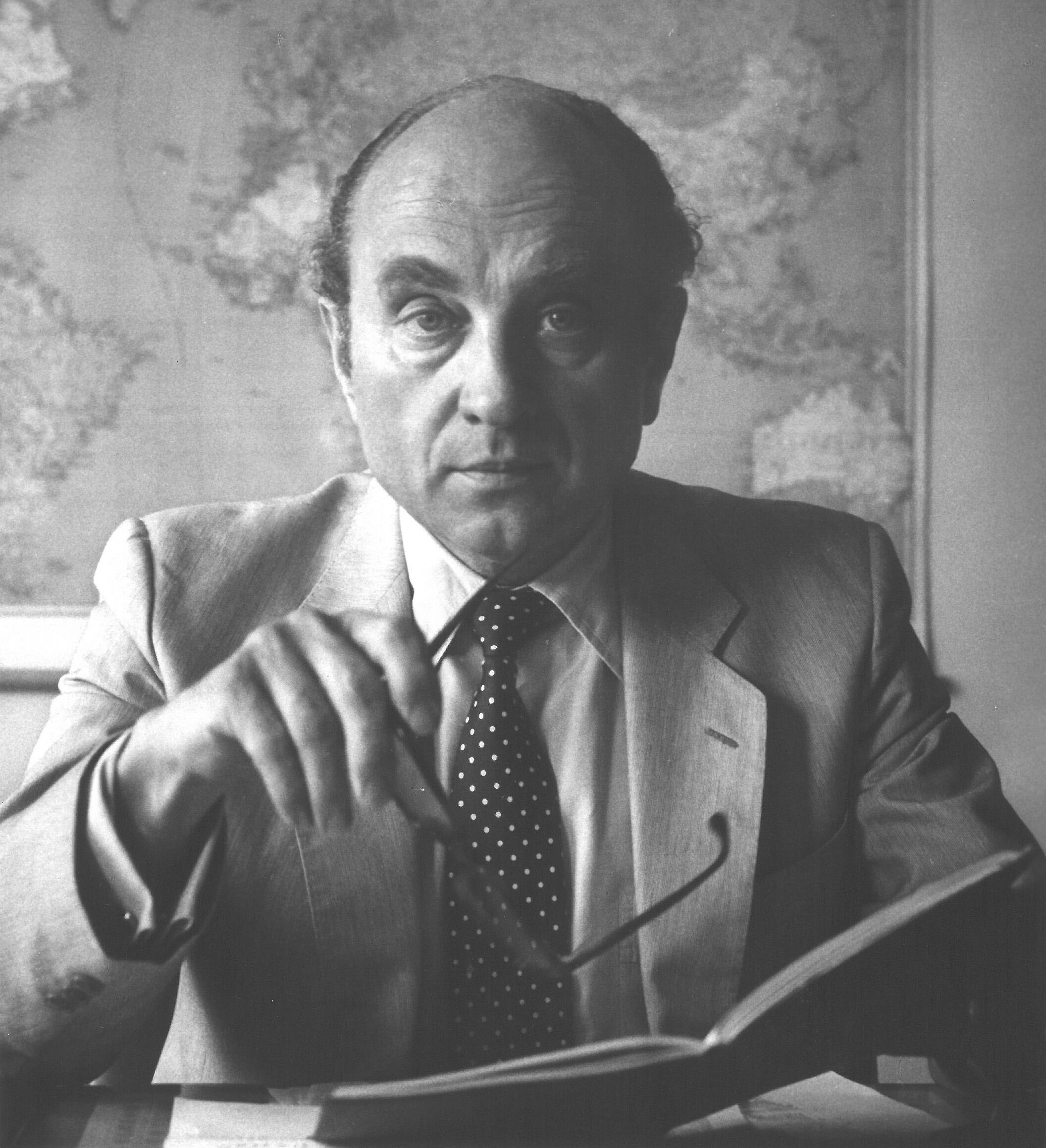
Otto Graf Lambsdorff

- 20. Dezember: Piero Operto, italienischer Fußballspieler († 1949)
- 20. Dezember: Kurt Rommel, deutscher Pfarrer und Kirchenliedkomponist († 2011)
- 20. Dezember: Horst Zickelbein, deutscher Maler und Grafiker († 2024)
- 21. Dezember: James B. Adams, US-amerikanischer Regierungsbeamter († 2020)
- 21. Dezember: Herbert Ehrenberg, deutscher Politiker († 2018)
- 21. Dezember: Joe Paterno, Trainer im US-amerikanischen College Football († 2012)
- 22. Dezember: Demetrio Ignacio Aquino Aquino, paraguayischer Bischof († 2003)
- 22. Dezember: James D. Ployhar, US-amerikanischer Komponist und Dirigent († 2007)
- 23. Dezember: Helmut Baierl, Vizepräsident der Akademie der Künste der DDR († 2005)
- 23. Dezember: Robert Bly, US-amerikanischer Schriftsteller († 2021)
- 23. Dezember: Raymond Daveluy, kanadischer Organist, Komponist und Musikpädagoge († 2016)
- 23. Dezember: Allen Forte, US-amerikanischer Musikwissenschaftler und -theoretiker († 2014)
- 23. Dezember: Jorge Arturo Kardinal Medina Estévez, chilenischer Kurienkardinal († 2021)
- 25. Dezember: Réjane Cardinal, kanadische Sängerin († 2000)
- 26. Dezember: Marija Georgiewa Atanassowa, bulgarische Politikerin und Pilotin († 2000)
- 26. Dezember: Hans Otto Bäumer, deutscher Politiker († 1998)
- 26. Dezember: Gina Pellón, kubanische Künstlerin († 2014)
- 27. Dezember: Jerome Courtland, US-amerikanischer Filmregisseur, Filmproduzent und Schauspieler († 2012)
- 29. Dezember: Dagobert Krause, FDGB-Gewerkschafter in der DDR († 2009)
- 30. Dezember: Stan Tracey, britischer Jazzpianist, Arrangeur und Komponist († 2013)
- 31. Dezember: Hermann Lübbe, deutscher Philosoph

### Genaues Geburtsdatum unbekannt
- Tadashi Abe, japanischer Aikidō-Lehrer († 1984)
- Louai al-Atassi, syrischer General und Politiker († 2003)
- Ralph Anspach, US-amerikanischer Wirtschaftswissenschaftler und Erfinder von Anti-Monopoly († 2022)
- Haschim Hakim Hasan Taha 'Aqrawi, kurdischer Politiker († 1990)
- Earl Bernard Murray, US-amerikanischer Trompeter und Dirigent († 2002)
- Tenzin Namdak, tibetischer Bön-Meister († 2025)
- Simon Spierer, Schweizer Kunstsammler und Kunstmäzen († 2005)
- Dagmar White, tschechische Sängerin und Musikpädagogin

## Gestorben

### Januar/Februar

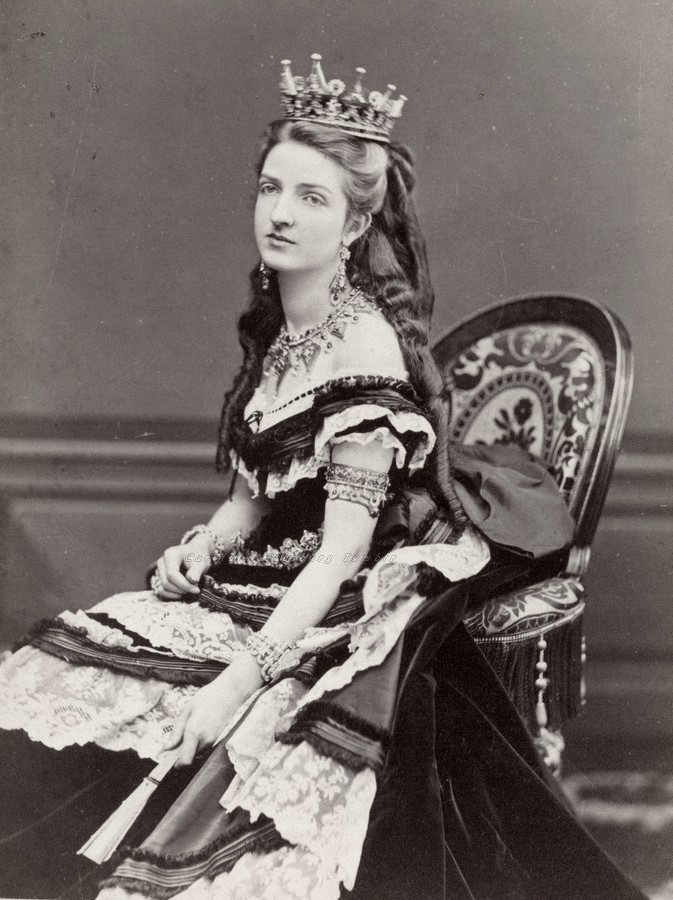
Königin Margarethe von Italien

- 04. Januar: Margarethe von Italien, Königin von Italien (* 1851)
- 05. Januar: Edward Granville Browne, britischer Orientalist (* 1862)
- 06. Januar: Émile Paladilhe, französischer Komponist und Pianist (* 1844)
- 07. Januar: Paul Cassirer, Verleger und Galerist in Berlin (* 1871)
- 10. Januar: Eino Leino, finnischer Schriftsteller (* 1878)
- 11. Januar: Ernst Assmann, deutscher Mediziner und Wissenschaftler (* 1849)
- 19. Januar: Stephan Ehses, deutscher Kirchenhistoriker (* 1855)

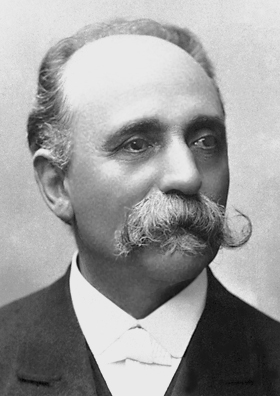
Camillo Golgi

- 21. Januar: Camillo Golgi, italienischer Mediziner und Physiologe (* 1843)
- 25. Januar: Wilhelm Autenrieth, deutscher Pharmazeut (* 1863)
- 26. Januar: Joseph Beattie Armstrong, neuseeländischer Botaniker (* 1850)
- 28. Januar: Gustav Adolf Skalský, tschechischer evangelisch-lutherischer Theologe, Geistlicher und Hochschullehrer (* 1857)

- 01. Februar: Ishibashi Ningetsu, japanischer Literaturkritiker und Schriftsteller (* 1865)
- 02. Februar: Karl von Weizsäcker, Präsident des Württembergischen Staatsministeriums (* 1853)
- 05. Februar: André Gedalge, französischer Komponist (* 1856)
- 06. Februar: Wolf Wilhelm Friedrich Graf von Baudissin, deutscher Theologe (* 1847)
- 09. Februar: Larissa Reissner, sowjetische Schriftstellerin (* 1895)
- 13. Februar: Friedrich Krafft von Crailsheim, bayerischer Politiker (* 1841)
- 14. Februar: Juan Bautista Kardinal Benlloch y Vivó, Erzbischof von Burgos (* 1864)
- 15. Februar: Giuseppe Allamano, Seliger, italienischer Priester und Ordensgründer (* 1851)
- 17. Februar: Louisa Thiers, US-amerikanische Altersrekordlerin (* 1814)

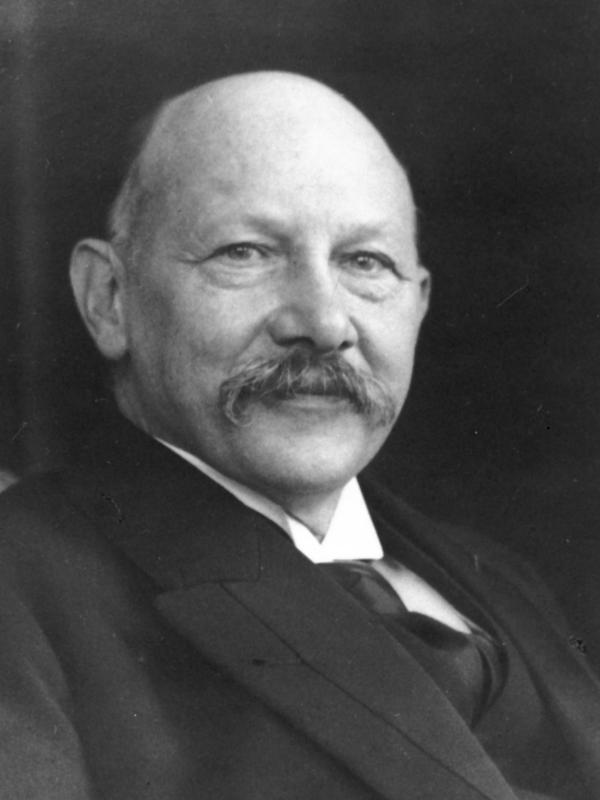
Heike Kamerlingh Onnes

- 21. Februar: Heike Kamerlingh Onnes, niederländischer Physiker (* 1853)
- 22. Februar: Bertha Wegmann, dänische Malerin (* 1847)
- 24. Februar: Wilhelm Christ-Iselin, Schweizer Industrieller und Autor (* 1853)
- 26. Februar: Fredrik Pijper, niederländischer reformierter Theologe und Kirchenhistoriker (* 1859)
- 27. Februar: Olga Wisinger-Florian, österreichische Malerin (* 1844)
- 28. Februar: Alphonse Louis Nicolas Borrelly, französischer Astronom (* 1842)
- 28. Februar: Rienzi Melville Johnston, US-amerikanischer Journalist und Politiker (* 1849)

### März/April
- 05. März: Horațiu Dimitriu, rumänischer Maler (* 1890)
- 05. März: Otto Ernst, deutscher Schriftsteller (* 1862)
- 16. März: Maggie Moore, US-amerikanisch-australische Schauspielerin (* 1851)
- 19. März: Domenico Malvisi, italienischer Motorradrennfahrer (* unbekannt)
- 23. März: Guy Andrews Ham, US-amerikanischer Politiker (* 1878)
- 26. März: Constantin Fehrenbach, deutscher Politiker und Reichskanzler der Weimarer Republik (* 1852)
- 26. März: Franz Kneisel, US-amerikanischer Bratschist und Musikpädagoge rumänischer Herkunft (* 1865)
- 27. März: Karl Bernhard Bamler, deutscher Meteorologe, Lehrer und Pionier des Freiballonfahrens (* 1865)

- 01. April: Charles Théophile Angrand, französischer Maler (* 1854)

August Thyssen

- 04. April: August Thyssen, deutscher Industrieller (* 1842)
- 04. April: Adolf Wach, deutscher Rechtswissenschaftler (* 1843)
- 05. April: Washington Ellsworth Lindsey, US-amerikanischer Politiker (* 1862)
- 07. April: Giovanni Amendola, italienischer Journalist und Politiker (* 1882)
- 07. April: Mischa Léon, dänischer Sänger (* 1889)
- 08. April: John Ferguson Weir, US-amerikanischer Maler, Bildhauer und Autor (* 1841)
- 11. April: Benno Orenstein, deutscher Kaufmann und Maschinenbau-Unternehmer (* 1851)
- 11. April: Olindo Raggi, italienischer Motorradrennfahrer (* 1896)
- 13. April: Werner Kaiser, Schweizer Jurist und Politiker (* 1868)
- 14. April: Gottfried Merzbacher, deutscher Geograph, Alpinist und Forschungsreisender (* 1843)
- 17. April: Anton Foerster, slowenischer Komponist (* 1837)
- 18. April: Jan Szczepanik, polnischer Chemiker und Erfinder (* 1872)
- 21. April: John C. Hammond, US-amerikanischer Anwalt (* 1842)
- 22. April: Gustav Adolf Arndt, deutscher Jurist und Hochschullehrer (* 1849)
- 25. April: Ellen Key, schwedische Frauenrechtlerin, Reformpädagogin und Schriftstellerin (* 1849)
- 25. April: Giulio Masetti, italienischer Adeliger und Automobilrennfahrer (* 1894)
- 25. April: Sunjong, letzter Monarch der Joseon-Dynastie und des koreanischen Kaiserreiches (* 1874)
- 28. April: Adolf Ott, deutscher Priester und Offizial (* 1869)
- 30. April: Bessie Coleman, US-amerikanische Pilotin (* 1892)

### Mai/Juni
- 05. Mai: Franz von Soxhlet, deutscher Agrikulturchemiker (* 1848)
- 10. Mai: Alton B. Parker, Rechtsanwalt und US-Präsidentschaftskandidat (* 1852)
- 13. Mai: August Bender, deutscher Chemiker und Unternehmer (* 1847)
- 21. Mai: Georgi Catoire, russischer Komponist (* 1861)
- 21. Mai: Friedrich Kluge, deutscher Sprachwissenschaftler (* 1856)
- 23. Mai: Hans Koessler, deutscher Komponist (* 1853)
- 24. Mai: Joseph Lafayette Rawlins, US-amerikanischer Politiker (* 1850)
- 25. Mai: Symon Petljura, ukrainischer Publizist, Politiker und Präsident der Ukrainischen Volksrepublik (* 1879)
- 27. Mai: Jeanna Bauck, schwedisch-deutsche Malerin (* 1840)

- 01. Juni: William Wright Heard, US-amerikanischer Politiker (* 1853)
- 02. Juni: Stephen R. Fitzgarrald, US-amerikanischer Politiker (* 1854)
- 02. Juni: William Boog Leishman, britischer Mediziner (* 1865)
- 02. Juni: Marie Roze, französische Opernsängerin (* 1846)
- 07. Juni: Nikolos Tschcheidse, Präsident der georgischen Nationalversammlung (* 1864)
- 08. Juni: Mariam Thresia Chiramel Mankidiyan, Selige, indische Ordensfrau und Ordensgründerin (* 1876)

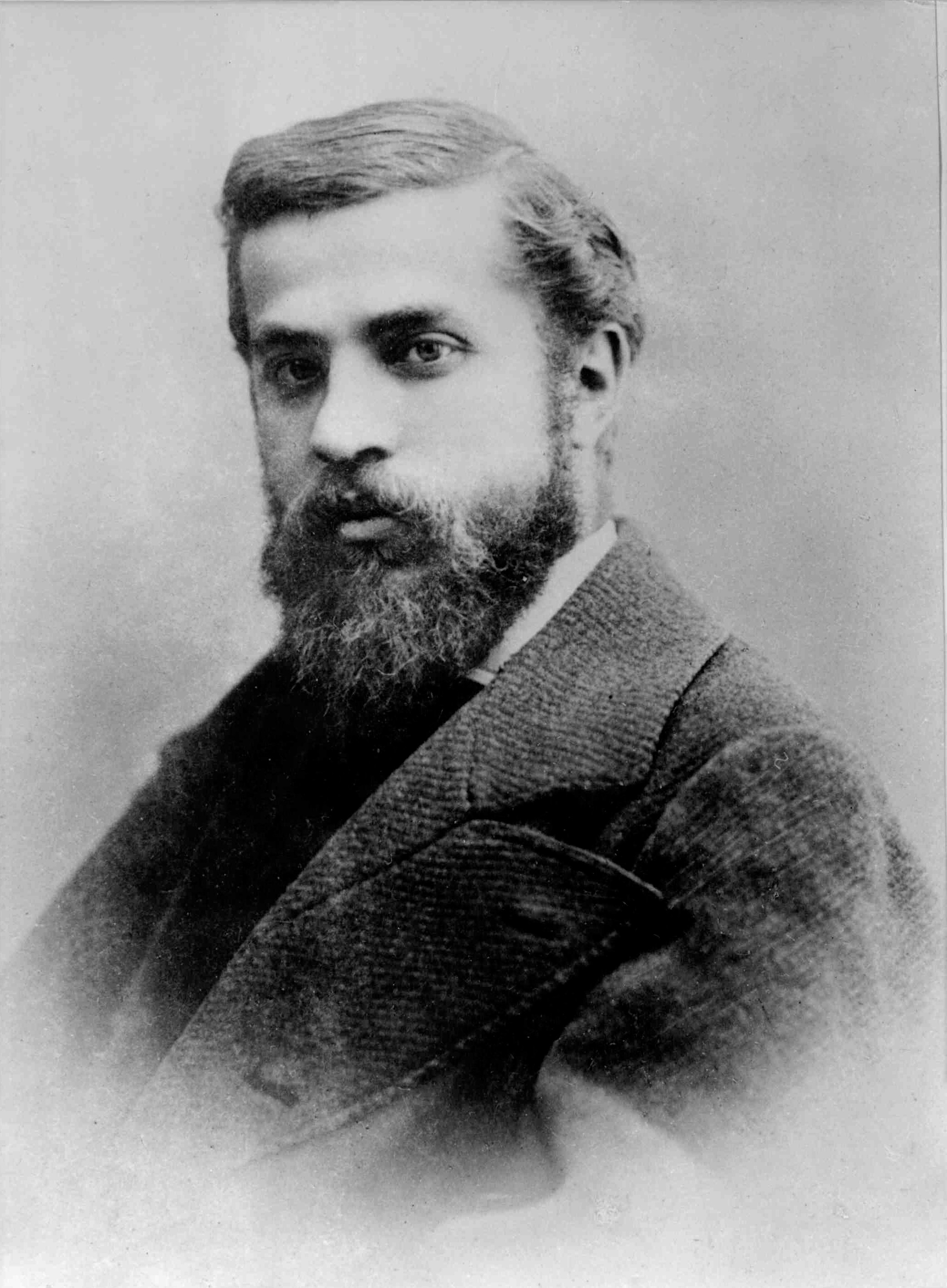
Antoni Gaudí, 1878

- 10. Juni: Antoni Gaudí, spanischer Architekt (* 1852)
- 10. Juni: Isidor Klimont, österreichischer Chemiker und Hochschullehrer (* 1869)
- 11. Juni: Hans Thaler, österreichischer Gynäkologe und Geburtshelfer (* 1878)
- 13. Juni: Gottfried Lindauer, tschechischer Maler (* 1839)
- 14. Juni: Mary Cassatt, US-amerikanische Malerin (* 1844)
- 16. Juni: Wilhelm Georg Ritter, deutscher Maler (* 1850)
- 18. Juni: Louis Svećenski, kroatisch-amerikanischer Bratschist, Geiger und Musikpädagoge (* 1862)
- 23. Juni: Jón Magnússon, isländischer Premierminister (* 1859)

### Juli/August
- 01. Juli: Carlos Luis Spegazzini, italienisch-argentinischer Botaniker und Mykologe (* 1858)
- 02. Juli: Eduard Beyer, deutscher Jurist und Politiker (* 1854)
- 02. Juli: Émile Coué, Begründer der modernen bewussten Autosuggestion (* 1857)
- 02. Juli: Kristján Jónsson, isländischer Premierminister (* 1852)
- 12. Juli: Gertrude Bell, britische Reiseschriftstellerin und Historikerin (* 1868)
- 12. Juli: Charles Wood, irischer Komponist (* 1866)
- 15. Juli: Francisco Bertrand, Präsident von Honduras (* 1866)
- 19. Juli: Ernst Lecher, österreichischer Physiker (* 1856)
- 20. Juli: Felix Dserschinski, russischer Berufsrevolutionär (* 1877)
- 21. Juli: Washington Augustus Roebling, US-amerikanischer Ingenieur (* 1837)
- 22. Juli: Friedrich von Wieser, österreichischer Ökonom (* 1851)
- 23. Juli: Wiktor Michailowitsch Wasnezow, russischer Maler (* 1848)
- 24. Juli: Eduard Bally, Schweizer Unternehmer und Politiker (* 1847)
- 25. Juli: Henry Dickerson McDaniel, US-amerikanischer Politiker (* 1836)
- 26. Juli: Ella Adaïewsky, russische Pianistin und Komponistin (* 1846)
- 26. Juli: Robert Todd Lincoln, US-amerikanischer Politiker (* 1843)
- 27. Juli: Otto Gussmann, deutscher Maler, Professor der Ornamentik und der architekturbezogenen Malerei und Designer (* 1869)
- 28. Juli: Jenő Károly, ungarischer Fußballspieler und -trainer (* 1886)
- 30. Juli: Albert B. Cummins, US-amerikanischer Politiker (* 1850)

- 09. August: Konrad Hörni, Schweizer Unternehmer und Politiker (* 1847)
- 17. August: Oskar Arke, deutscher Pionier der elektrotechnischen Porzellanindustrie (* 1854)
- 21. August: Ugyen Wangchuck, erster König von Bhutan (* 1861)
- 22. August: Charles William Eliot, US-amerikanischer Chemiker (* 1834)

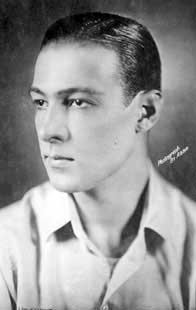
Rudolph Valentino

- 23. August: Rudolph Valentino, italienischer Schauspieler (* 1895)
- 26. August: David Krein, russischer Geiger (* 1869)
- 27. August: John Philo Hoyt, US-amerikanischer Politiker (* 1841)
- 29. August: Alfred Amschl, österreichischer Jurist und Schriftsteller (* 1852)
- 29. August: John George Adami, britisch-kanadischer Pathologe (* 1862)
- 29. August: Amédé Barth, Schweizer Maler und Zeichner (* 1899)

### September/Oktober
- 01. September: John Hunn, US-amerikanischer Politiker (* 1849)
- 03. September: Maurice Hennequin, französischer Schriftsteller und Librettist (* 1863)
- 05. September: Karl Harrer, Journalist und Gründungsmitglied der Deutschen Arbeiterpartei (DAP) (* 1890)
- 06. September: Harriet Williams Russell Strong, US-amerikanische Erfinderin, Naturschützerin und Frauenrechtlerin (* 1844)
- 07. September: Franz Muncker, deutscher Literaturhistoriker (* 1855)
- 09. September: Anton Jörgen Andersen, schwedischer Komponist (* 1845)
- 09. September: Bernhard Schädel, deutscher Romanist, Hispanist, Italianist und Katalanist (* 1878)
- 09. September: Hans Schenkel, Schweizer Physiker, Hochschullehrer und Politiker (* 1869)
- 10. September: Jérôme Marcadanti, französischer Automobilrennfahrer (* 1893)
- 15. September: Rudolf Eucken, deutscher Philosoph und Träger des Literaturnobelpreises (* 1846)
- 17. September: Gustav Roethe, deutscher Altgermanist (* 1859)
- 17. September: August Sauer, österreichischer Literaturwissenschaftler (* 1855)
- 17. September: Augustus Stephen Vogt, kanadischer Musikpädagoge, Chorleiter, Organist und Komponist (* 1861)
- 23. September: Paul Kammerer, österreichischer Biologe (* 1880)
- 27. September: Jeanne Chauvin, französische Rechtsanwältin (* 1862)
- 29. September: Hans Wessely, österreichischer Geiger und Musikpädagoge (* 1862)

- 05. Oktober: Mari Jászai, ungarische Schauspielerin (* 1850)
- 05. Oktober: Carl Rehfus, deutscher Jagdschriftsteller und Kynologe (* 1857)
- 07. Oktober: Emil Kraepelin, deutscher Psychiater (* 1856)
- 08. Oktober: Theodor Des Coudres, deutscher Physiker (* 1862)
- 09. Oktober: Waso Abaschidse, georgischer Schauspieler (* 1854)
- 10. Oktober: Pierre Decourcelle, französischer Schriftsteller (* 1856)
- 11. Oktober: Hymie Weiss, US-Gangster während der Prohibition (* 1898)
- 11. Oktober: Albert Robida, französischer Schriftsteller und Karikaturist (* 1848)
- 11. Oktober: Henry L. Fuqua, US-amerikanischer Politiker (* 1865)
- 13. Oktober: Hans E. Kinck, norwegischer Schriftsteller (* 1865)
- 19. Oktober: Victor Babeș, rumänischer Pathologe und Bakteriologe (* 1854)
- 19. Oktober: Martti Rautanen, finnischer evangelischer Missionar (* 1845)
- 20. Oktober: Eugene V. Debs, US-amerikanischer sozialistischer Politiker (* 1855)
- 23. Oktober: Satyro Bilhar, brasilianischer Sänger, Gitarrist und Komponist (* 1860)
- 25. Oktober: Martin Samuel Kroch, deutsch-jüdischer Kaufmann und Bankier (* 1853)
- 25. Oktober: Charles M. Russell, amerikanischer Maler, Skulpteur, Illustrator und Schriftsteller (* 1864)
- 31. Oktober: Harry Houdini, ungarischer Entfesselungs- und Zauberkünstler (* 1874)
- 31. Oktober: Charles Vance Millar, kanadischer Anwalt und Unternehmer (* 1853)

### November/Dezember
- 01. November: Robert Sieger, österreichischer Geograph und Hochschullehrer (* 1864)

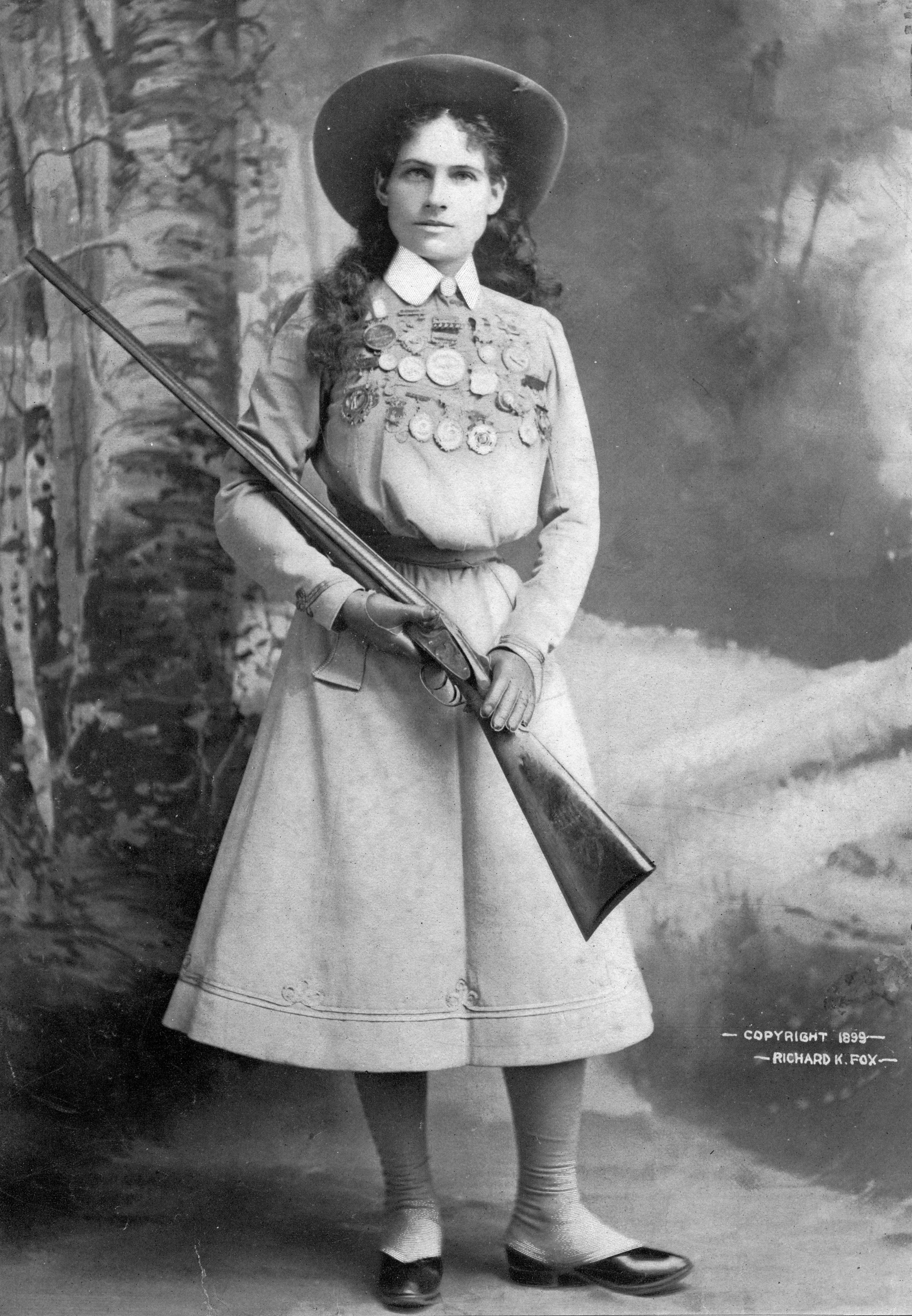
Annie Oakley, um 1899

- 03. November: Annie Oakley, US-amerikanische Kunstschützin (* 1860)
- 04. November: William Wallace Gilchrist, US-amerikanischer Maler (* 1879)
- 09. November: Fedor Encke, deutscher Porträt- und Genremaler (* 1851)
- 09. November: Karl Ernst Ranke, deutscher Internist (* 1870)
- 10. November: Ernst Julius Arnold, deutscher Politiker (* 1847)
- 10. November: Wilhelm Braune, deutscher Germanist (* 1850)
- 12. November: Leopold Freiherr von Aichelburg-Labia, österreichischer Politiker (* 1853)
- 15. November: Hiram Abrams, US-amerikanischer Unternehmer und erste Präsident des Filmverleihs United Artists (* 1878)
- 15. November: Lafayette Young, amerikanischer Politiker (* 1848)
- 18. November: Konrad Agahd, deutscher Schriftsteller, Pädagoge und Journalist (* 1867)
- 18. November: Carl Ethan Akeley, US-amerikanischer Jäger, Taxidermist, Naturforscher, Professor, Künstler und Erfinder (* 1864)
- 23. November: Heinrich Josef Maria Abel, katholischer Priester und Jesuit (* 1843)
- 25. November: Georg Arnhold, deutscher Bankier und Pazifist (* 1859)
- 25. November: Ludwig Aub, deutscher Buchhändler, Schriftsteller, Graphologe und Hellseher (* 1862)
- 26. November: John Moses Browning, US-amerikanischer Erfinder (* 1855)
- 26. November: Eliška Krásnohorská, tschechische Schriftstellerin (* 1847)

- 03. Dezember: Siegfried Jacobsohn, deutscher Journalist (* 1881)
- 04. Dezember: Carl Markees, Schweizer Geiger, Musikpädagoge und Komponist (* 1865)

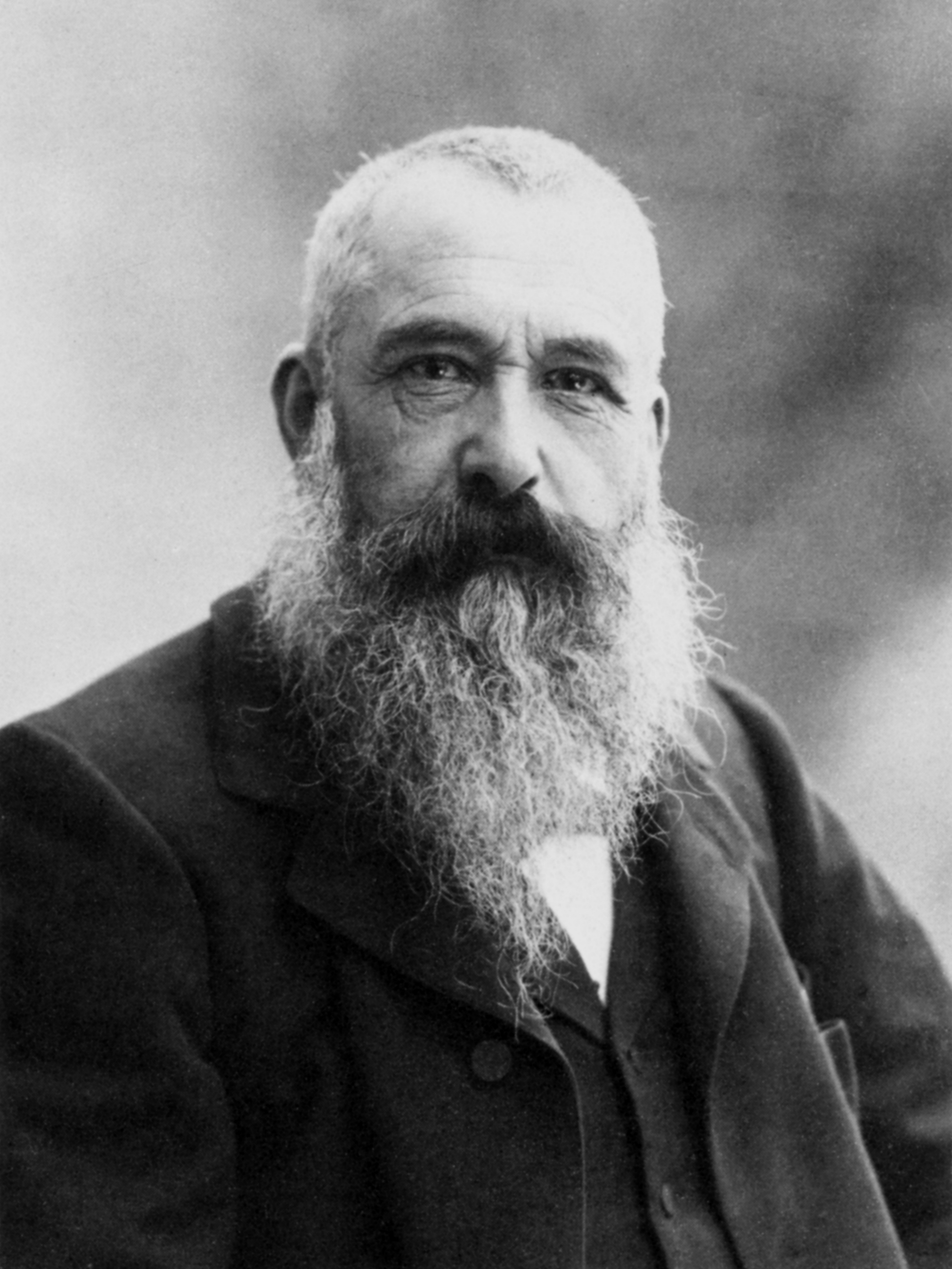
Claude Monet, 1899

- 05. Dezember: Claude Monet, französischer Maler (* 1840)
- 06. Dezember: George Alfred Carlson, US-amerikanischer Politiker (* 1875)
- 07. Dezember: Francisco Bográn, Präsident von Honduras (* um 1852)
- 07. Dezember: William B. McKinley, US-amerikanischer Politiker (* 1856)
- 10. Dezember: Nikola Pašić, serbischer Politiker und Ministerpräsident (* 1845)
- 11. Dezember: Fritz Irmiger, Schweizer Zollbeamter (* 1867)
- 13. Dezember: Caroline Kauffmann, französische Feministin und Suffragette (* 1852)
- 13. Dezember: Théo van Rysselberghe, flämischer Maler des Pointillismus (* 1862)
- 17. Dezember: Klemens Brosch, österreichischer Grafiker (* 1894)
- 19. Dezember: Paul Preuß, deutscher Botaniker und Forschungsreisender (* 1861)
- 19. Dezember: William R. Webb, US-amerikanischer Pädagoge und Politiker (* 1842)
- 20. Dezember: Giuseppe Magrini, italienischer Cellist, Musikpädagoge und Komponist (* 1857)
- 20. Dezember: Ettore Ximenes, italienischer Bildhauer (* 1855)
- 23. Dezember: Heinrich Moritz Graf von Attems-Heiligenkreuz, österreichischer General der Kavallerie und k. u. k. Geheimer Rat (* 1852)
- 25. Dezember: Yoshihito, 123. Tennō (Kaiser) von Japan (* 1879)
- 26. Dezember: Alexander Monroe Dockery, US-amerikanischer Politiker (* 1845)
- 26. Dezember: Howard MacNutt, US-amerikanischer Bahai und Jünger Abdu’l Bahas (* 1859)

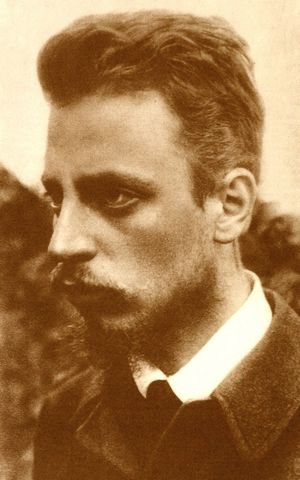
Rainer Maria Rilke, um 1900

- 29. Dezember: Rainer Maria Rilke, deutscher Lyriker (* 1875)

### Genaues Todesdatum unbekannt
- Sepahsalar Tonekaboni, Oberbefehlshaber der die Konstitutionelle Revolution unterstützenden iranischen Streitkräfte und Premierminister des Iran (* 1847)